# Parc national de Doi Inthanon
Le parc national de Doi Inthanon (thaï: อุทยานแห่งชาติ ดอยอินทนนท์) est situé dans la province de Chiang Mai, au nord de la Thaïlande. C'est un parc constitué de montagnes et de collines créé en 1972. Sa superficie est 482 km2.
On y trouve le plus haut sommet du pays, le Doi Inthanon culminant à 2 565 m et aussi le Doi Hua Mot Luang à 2 330 m.

## Géographie

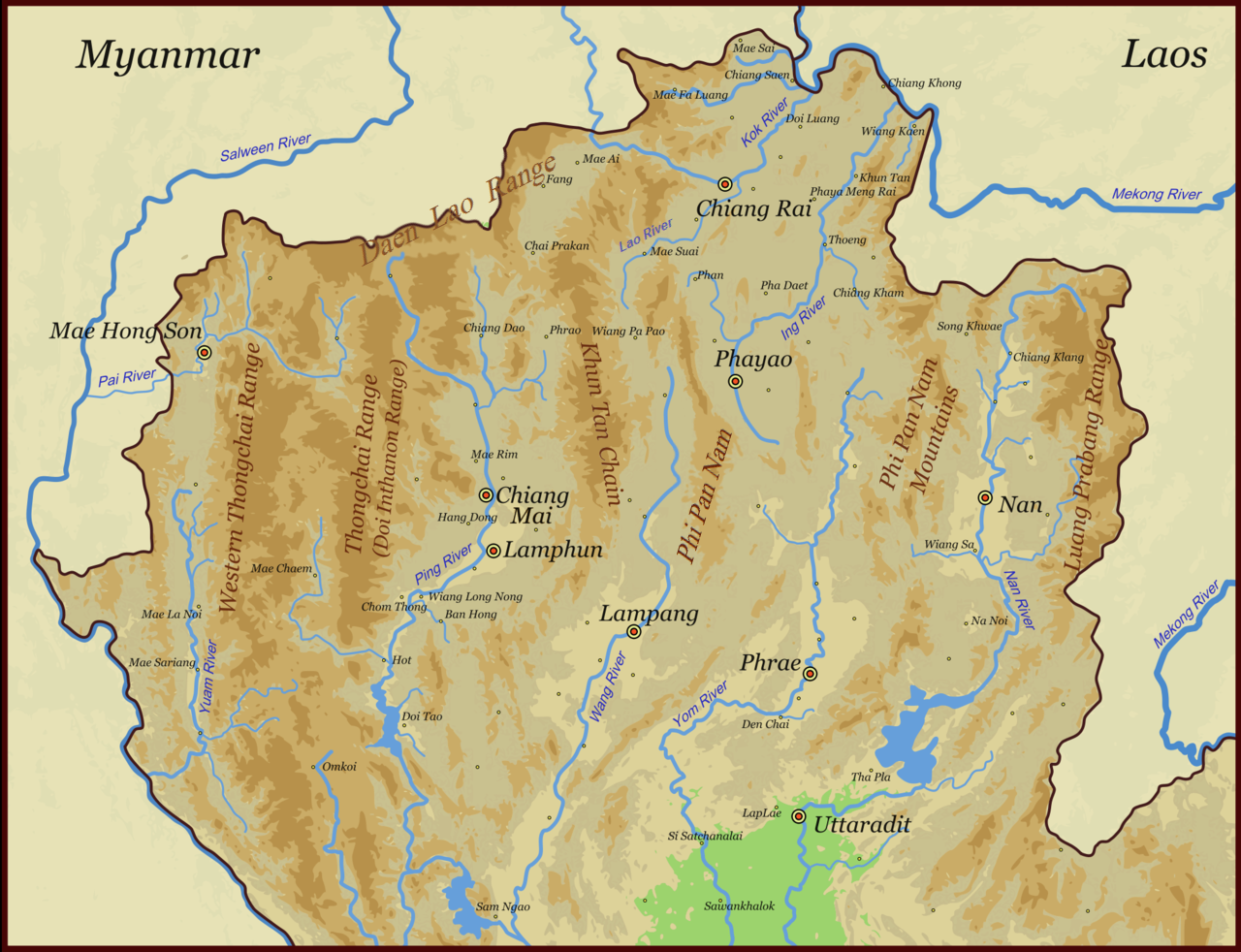
Topographie du nord de la Thaïlande : Chaîne des montagnes de Thanon Thong Chai à l'ouest de Chiang Mai

Le parc national de Doi Inthanon se trouve dans la chaîne des montagnes de Thanon Thong Chai (thaï: ทิวเขาถนนธงชัย, API :[tʰīw kʰǎw tʰānǒn tʰōŋ t͡ɕʰāj]), une région de montagnes granitiques, extension au sud des montagnes Shan de Birmanie. 

n°1 : parc national de Doi Inthanon ; n°2 : parc national de Doi Pha Hom Pok ; n° 3 : parc national de Doi Suthep-Pui

Il y a aussi des formations calcaires à l'Est du parc avec de nombreuses grottes comme la grotte de Brichinda. 
Il s'élève entre un peu moins de 500 m d'altitude jusqu'à son sommet le Doi Inthanon à 2 565 m.
De nombreux cours d'eau du bassin versant de la rivière Ping, un des principaux affluents du fleuve Chao Phraya, y prennent source : Mae Klang, Mae Pakong, Mae Pon, Mae Hoi, Mae Ya, Mae Chaem, Mae Khan...

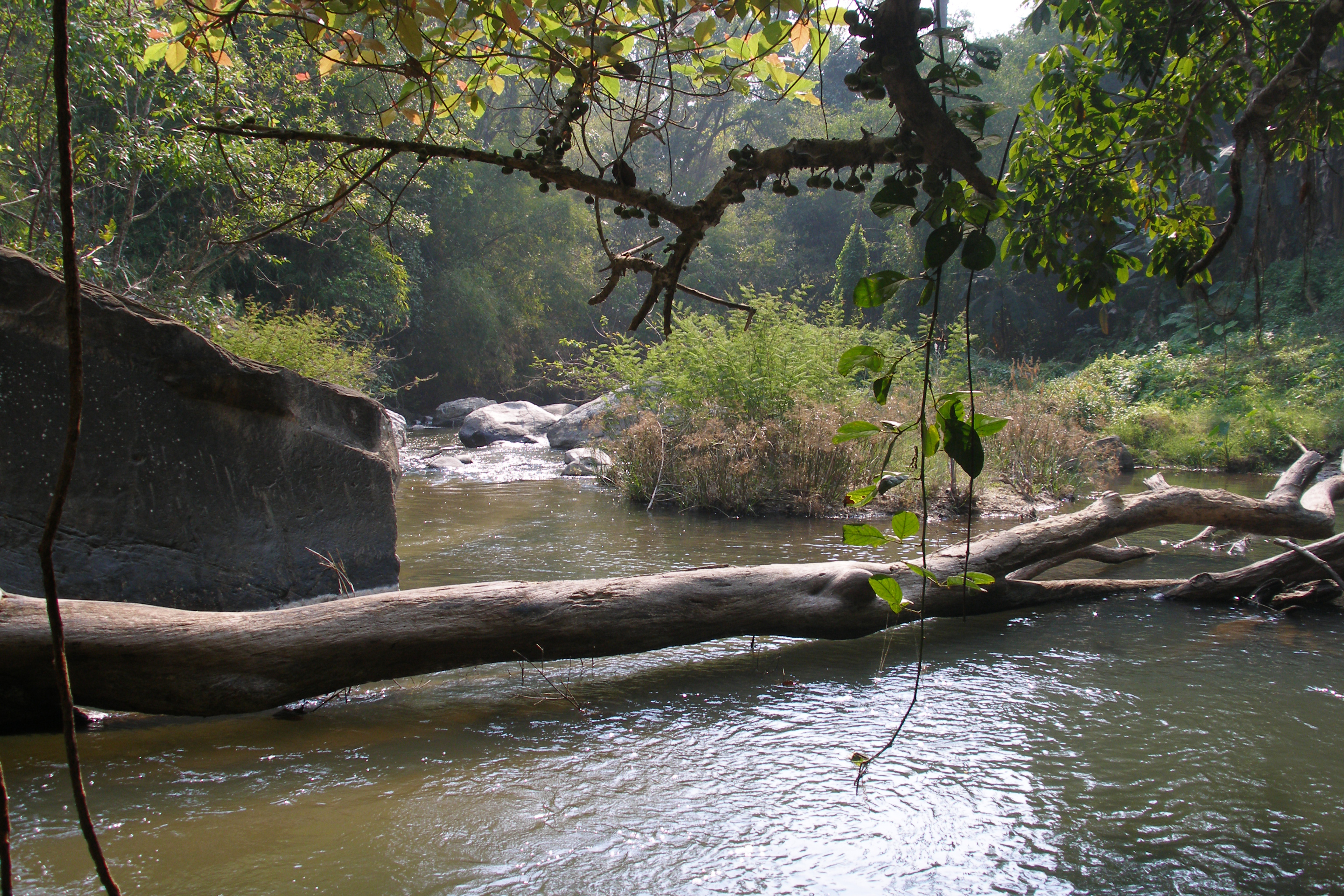
Cours d'eau et forêt ripicole / forêt galerie

Les chutes d'eau sont nombreuses et jolies : cascade de Mae Klang, cascade de Mae Ya, cascade de Siriphun, cascade de Sirithan, cascade de Wachirathan etc.

Cascades
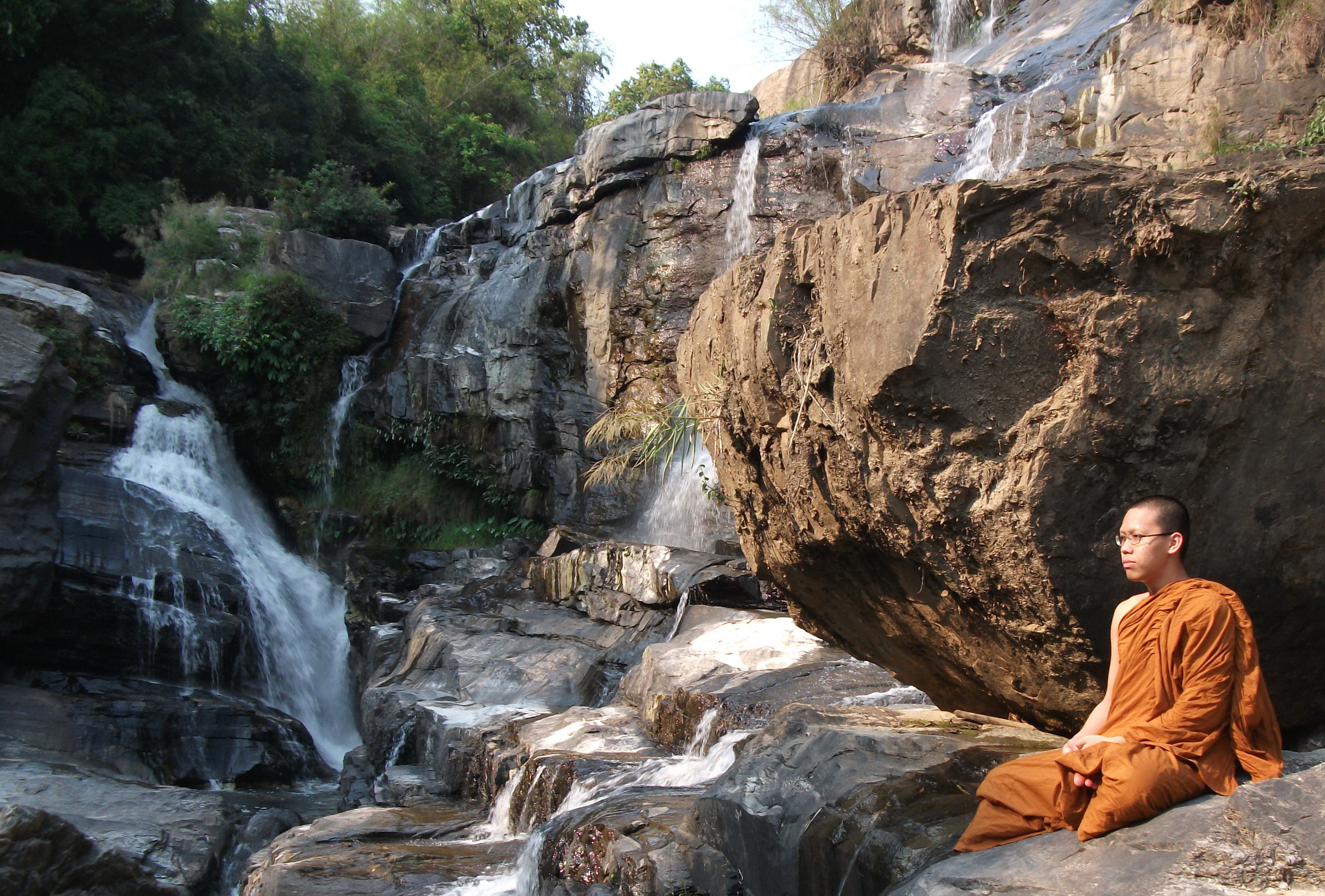
Mae Klang
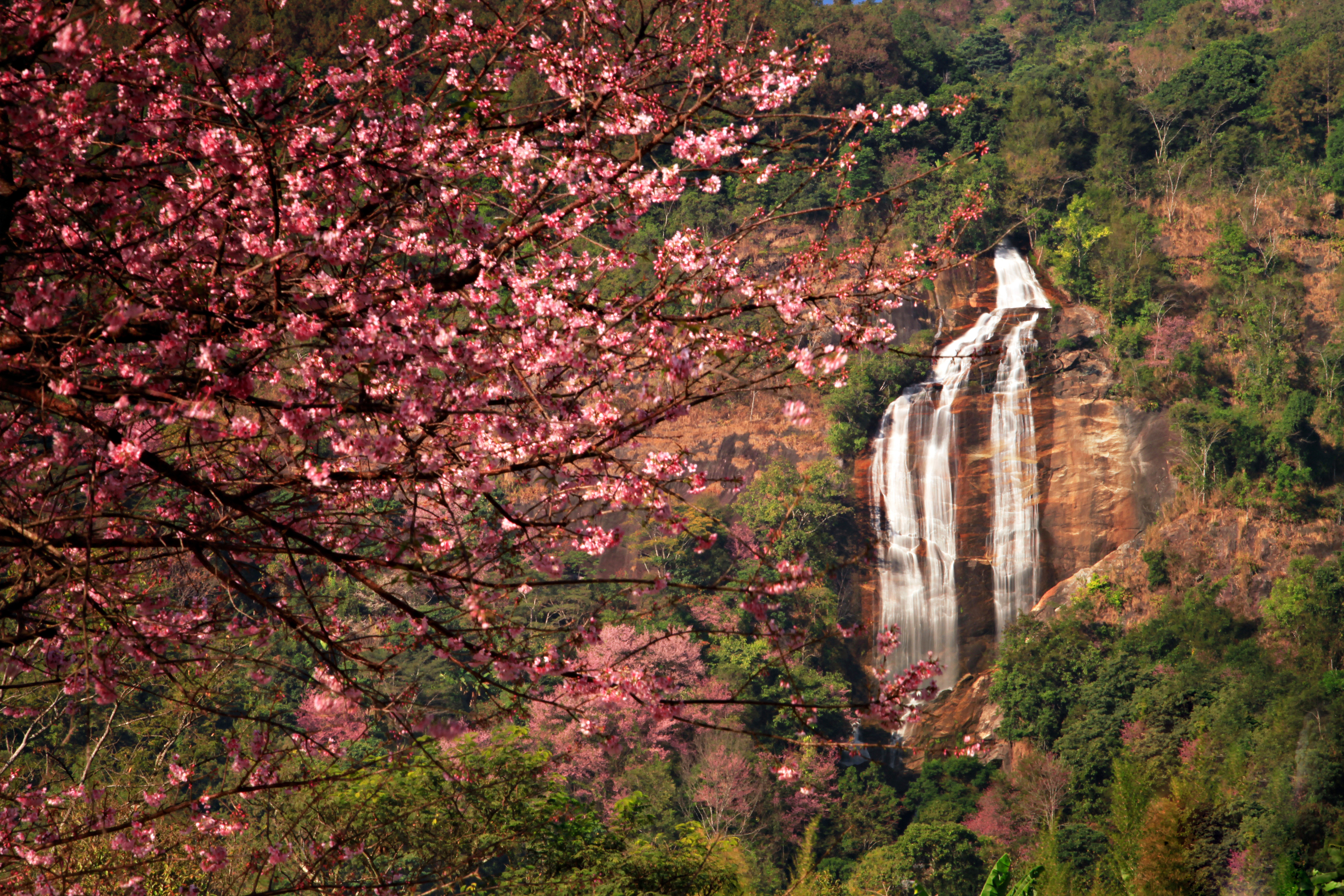
Siriphum
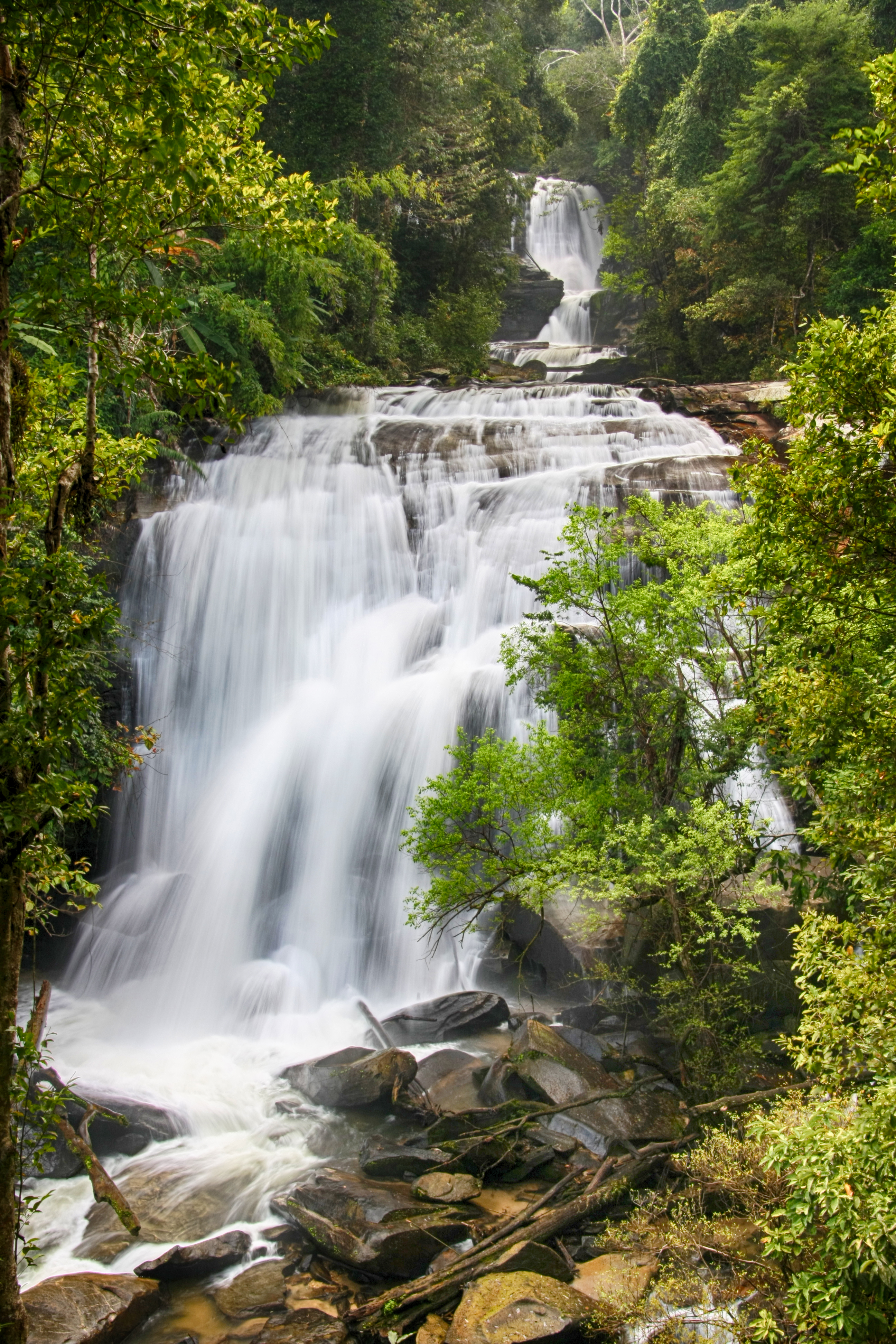
Sirithan
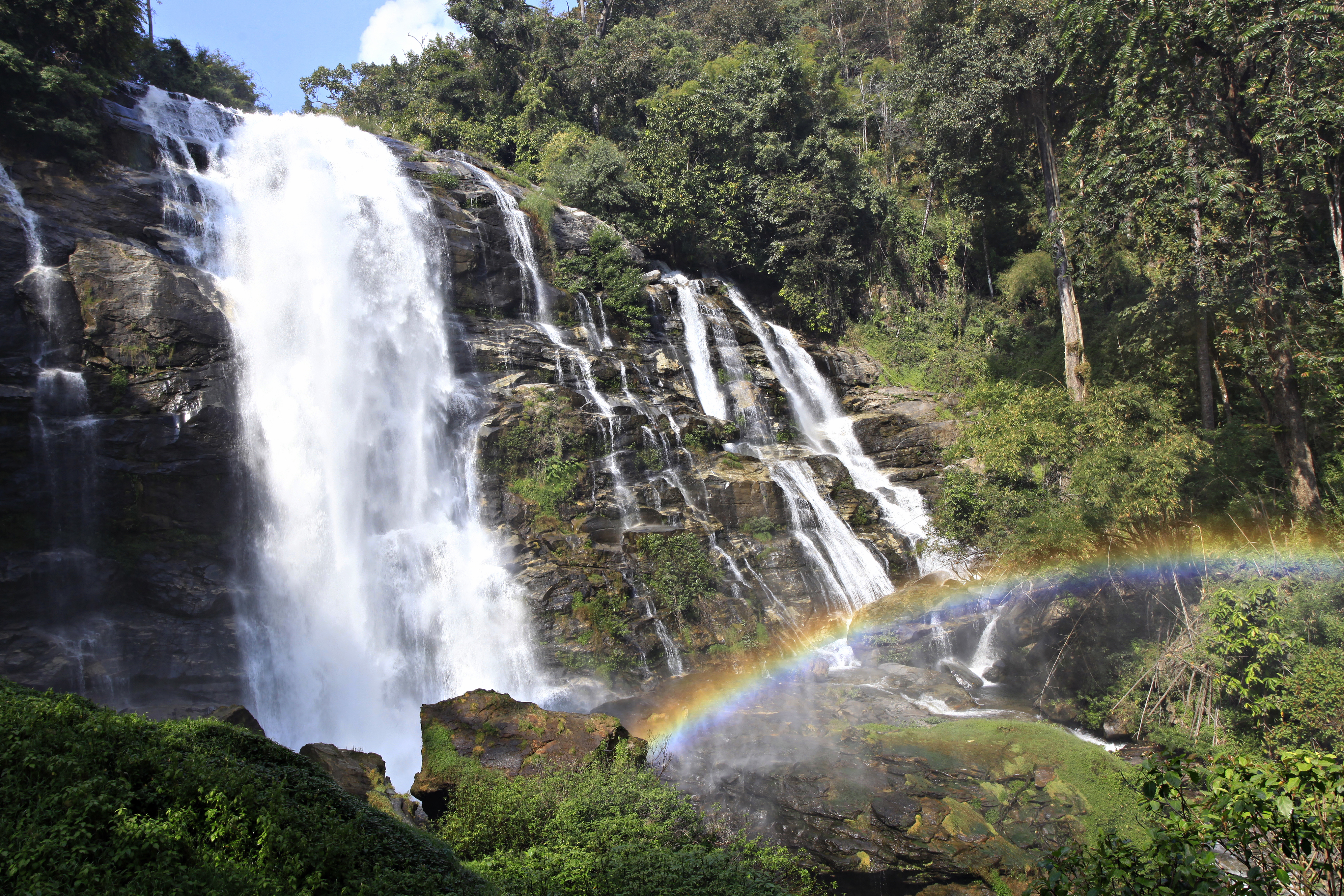
Wachirathan
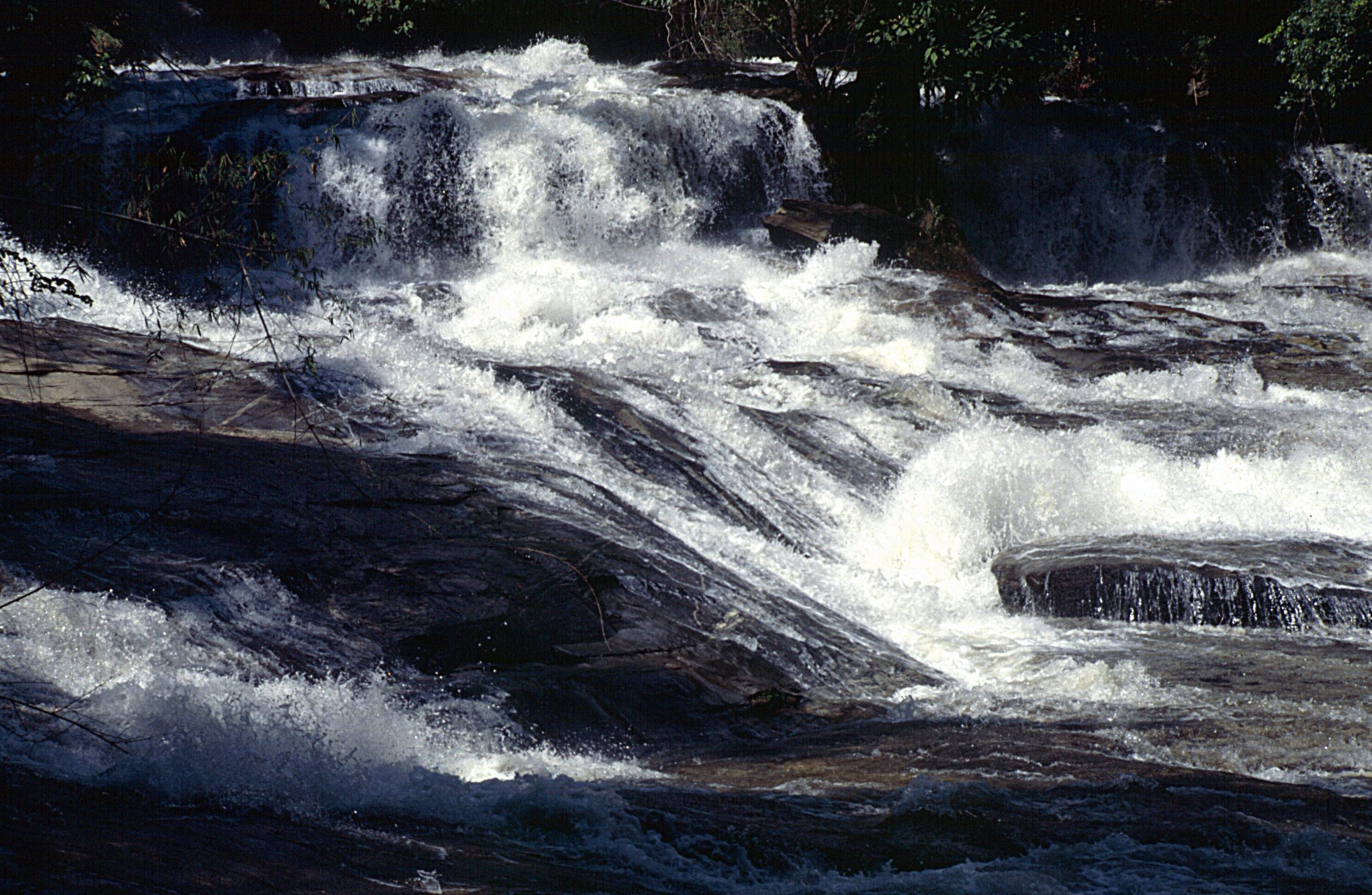
Wachirathan

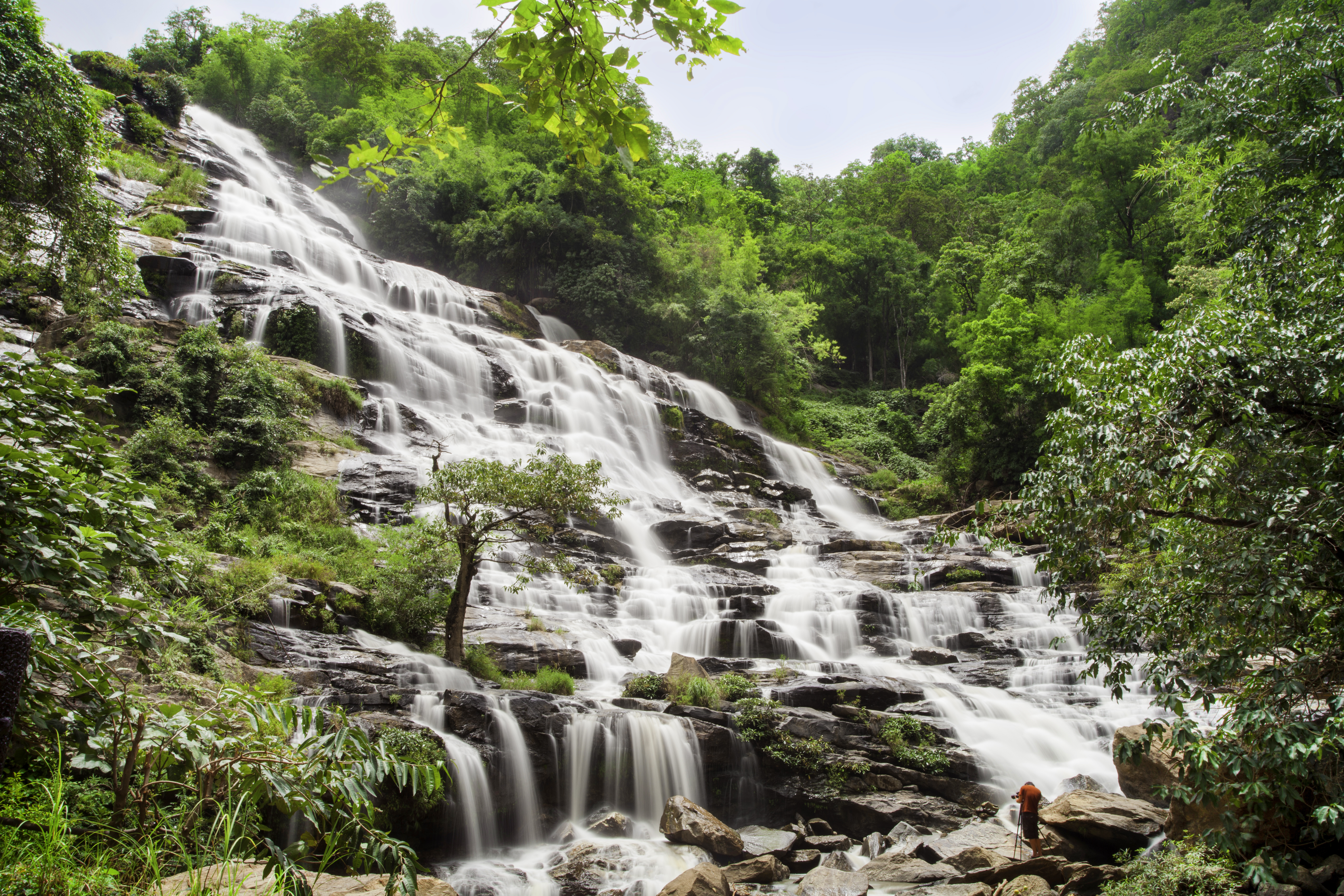
Cascade de Mae Ya

Près de 4500 Karens et Hmong vivent dans des villages situés à l'intérieur du parc : ils cultivent du riz et des légumes, récoltent des fruits et font pousser du café. Il y a de jolies rizières en terrasses peu accessibles encore bien préservées du tourisme de masse.

## Climat

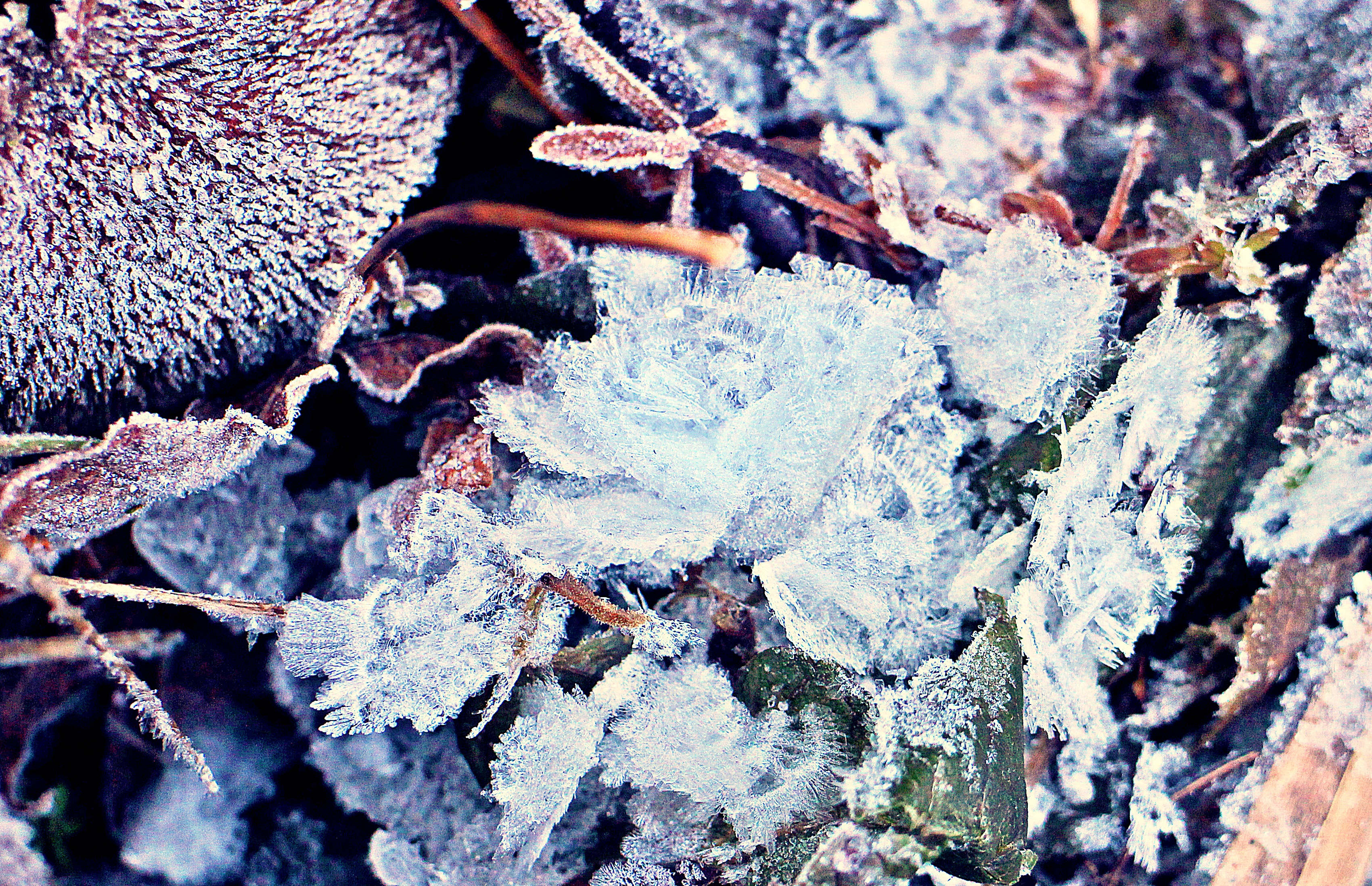
Givre à Inthanon le 26/12/2013

La saison des pluies commence en mai et se termine en octobre. Le vent de la mousson venant du Sud-Ouest apporte la pluie. L'humidité relative est d'environ 80 %. Les mois les plus pluvieux sont juillet, août et septembre. En octobre, le vent change et vient du Nord-Est, apportant de l'air froid et humide de la Chine continentale.
La saison froide commence en novembre et finit en février. Sur les sommets, il ne fait que quelques degrés et très rarement la nuit il peut faire en dessous de 0 °C et gelé. Janvier est le mois le plus froid.
La saison chaude et sèche, c'est au mois de mars et avril. L'humidité relative chute à 60%.

## Faune et flore

### Faune
On recense dans le parc national de Doi Inthanon environ 65 espèces de mammifères, plus de 500 espèces d'oiseaux, 48 espèces de reptiles dont 3 espèces de tortues, 14 espèces de lézards et 31 espèces de serpents, 21 espèces d'amphibiens et naturellement d'innombrables espèces d'insectes, d'arthropodes, de vers...

#### Autour de 65 espèces de mammifères.

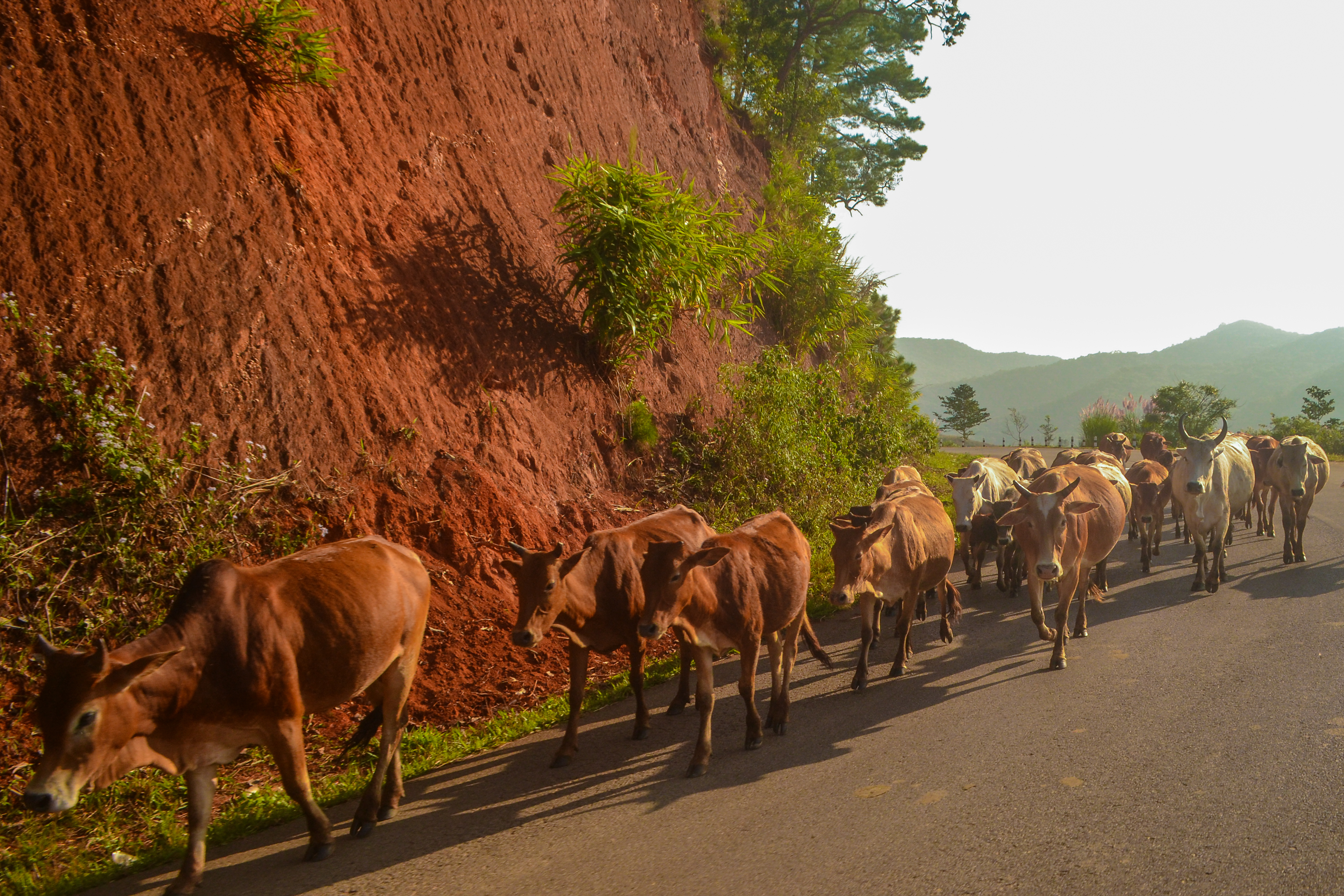
Troupeau de bovins domestiques

Les grands mammifères tels les éléphants, les tigres, les gaurs et les bantengs... ont disparu il y a un peu plus de 50 ans, dans les années 1950-1960. Mais il y a encore près de 65 espèces de mammifères dont la moitié sont des chauves-souris.
On peut observer :
- 2 espèces d'ongulés : saro d'Indochine et goral gris ;
- 4 espèces de carnivores : panthère nébuleuse ; grande civette de l'Inde ; blaireau à gorge blanche et belette à ventre jaune ;
- 3 espèces de primates : gibbon à mains blanches et macaque d'Assam ; trachypithecus crepusculus ;
- 1 espèce de pangolin : pangolin de Chine ;
- 2 espèces d'insectivores : musaraigne à dents rouges anourosorex squamipes et taupe euroscaptor klossi ;
- 9 espèces de rongeurs : porc-épic de Malaisie ; rat noir et rat chiromyscus chiropus ; écureuil de Pallas, écureuil volant dremomys rufigenis, écureuils volants petaurista elegans et petaurista petaurista et aussi écureuil géant de Malaisie ;
- 1 espèce de scandentiens : toupaye de Belanger ;
- sans doute parfois : grand cerf sambar et petit cerf aboyeur ; sanglier ; ours noir d'Asie...
- et près de 30 espèces de chauves-souris : chauve-souris frugivore roussette sphaerias blanfordi ; chauves-souris insectivores miniopterus pusillus et scotomanes ornatus, etc.

#### Plus de 500 espèces d'oiseaux
Le parc national de Doi Inthanon est le parc national de Thaïlande qui présente le plus de biodiversité en oiseaux avec celui de Kaeng Krachan. La meilleure époque pour les observer est en février, mars et avril car de nombreux oiseaux migrent vers la Thaïlande et c'est la période de reproduction.
Il y a des oiseaux passereaux très colorés, souvent oiseaux chanteurs, souvent de petites tailles et parfois de tailles moyennes :
- 12 espèces de campehagidés : minivet mandarin (ou minivet montagnard) et minivet écarlate... ;
- 17 espèces de pichonitidés : bulbul cul-d'or... ;
- 21 espèces de turdidés : grive à grand bec... ;
- 27 espèces de phylloscopidés : pouillot élégant... ;

Oiseaux passereaux (début)
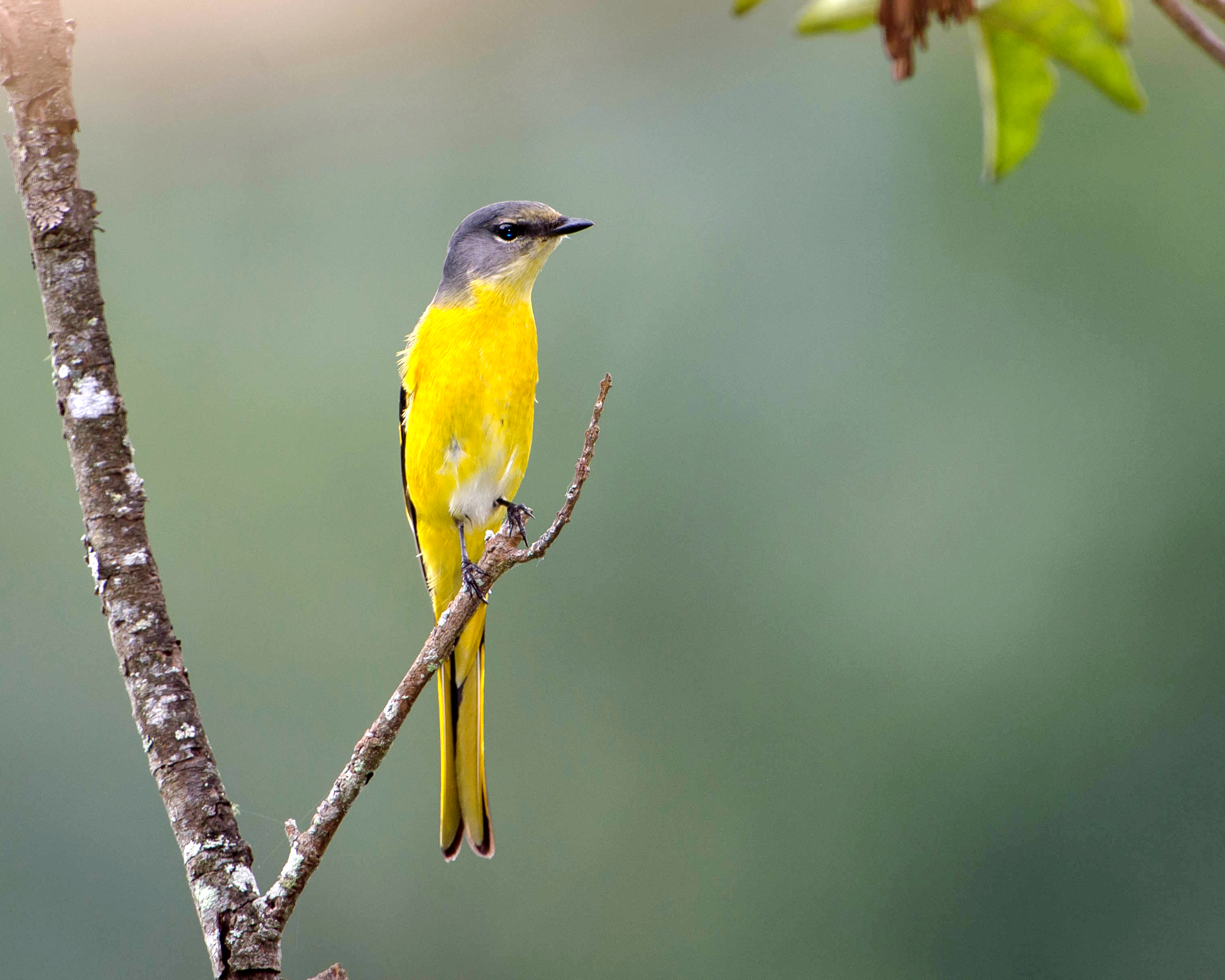
Minivet mandarin, femelle
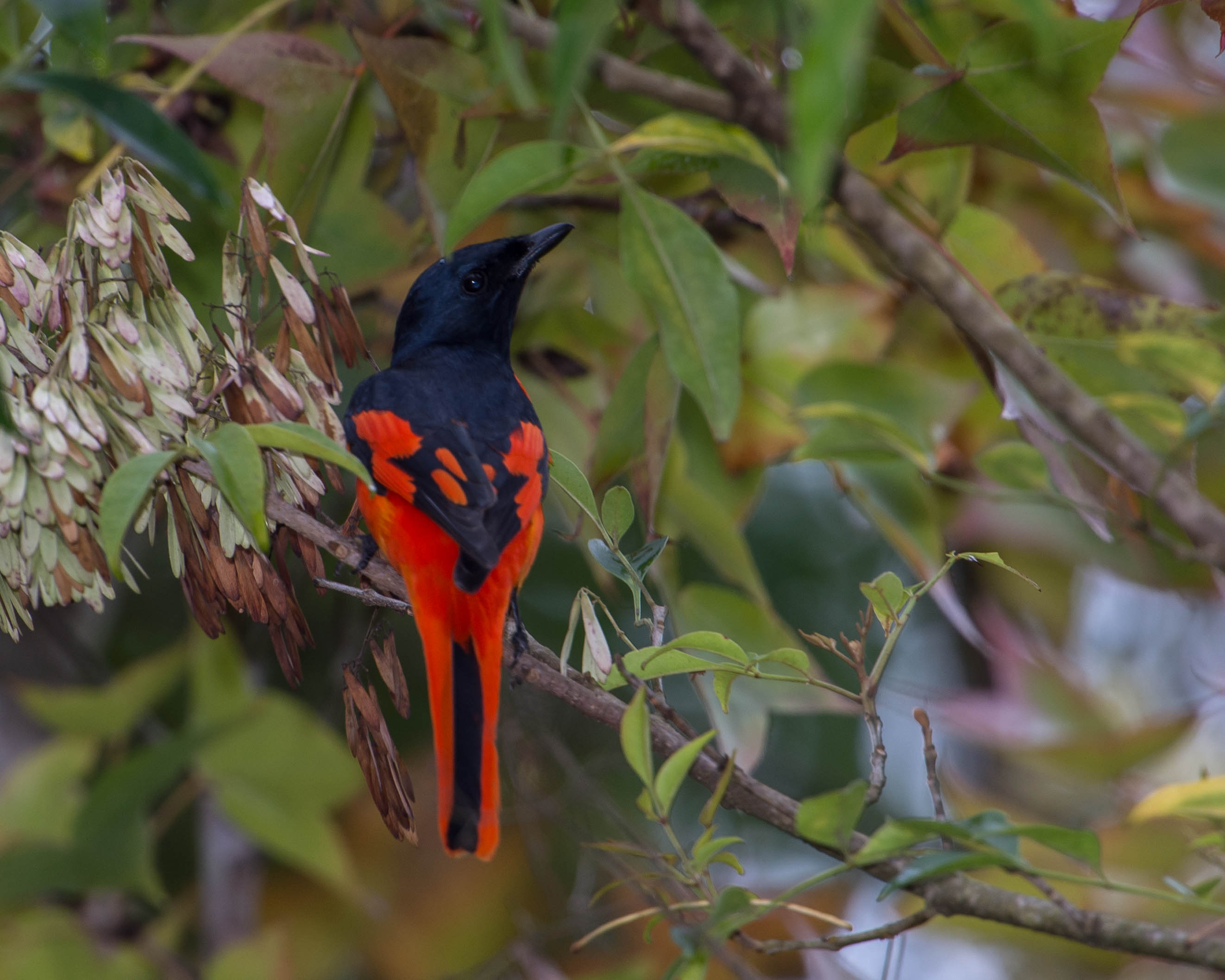
Minivet écarlate
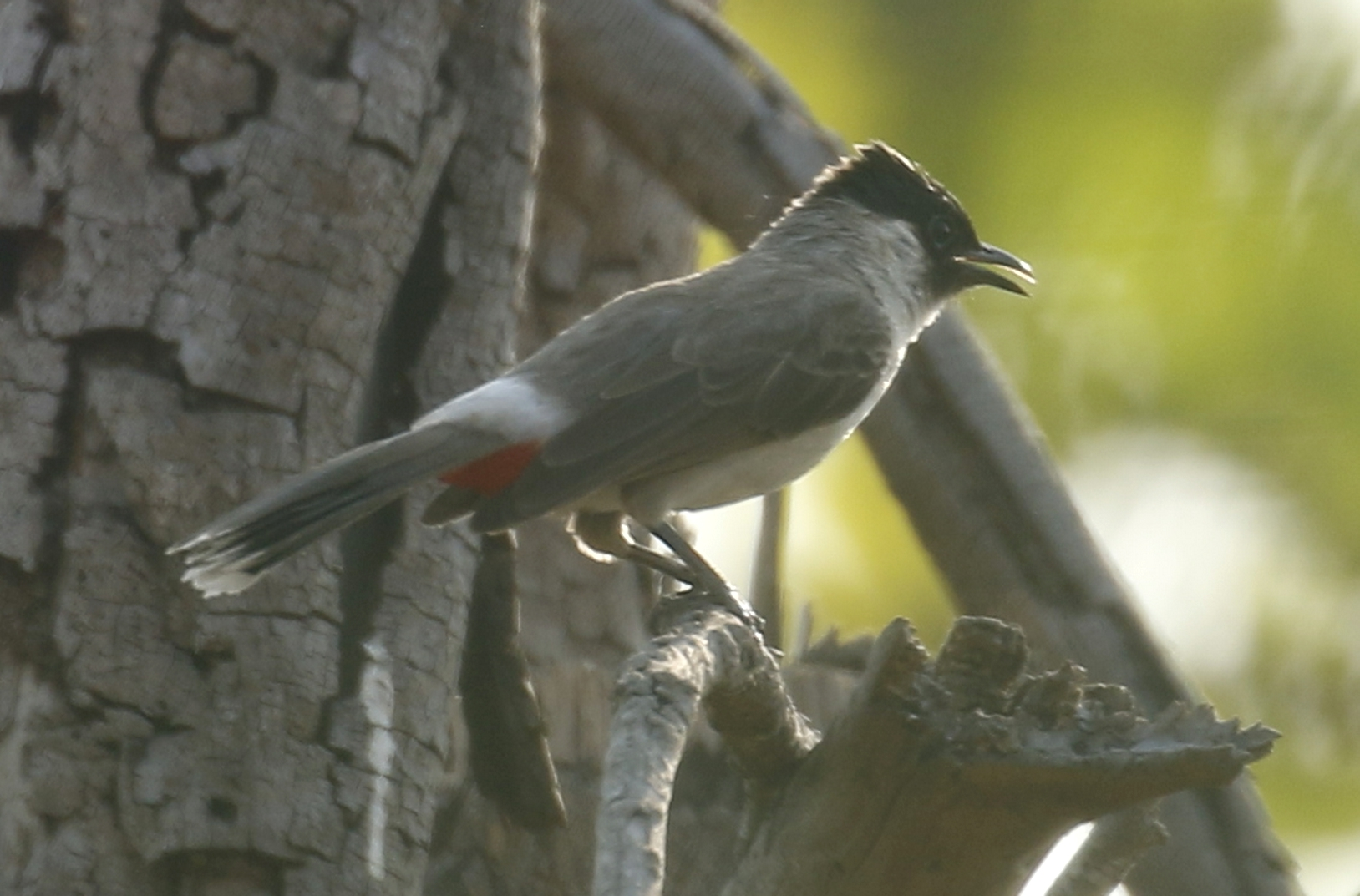
Bulbul cul-d'or
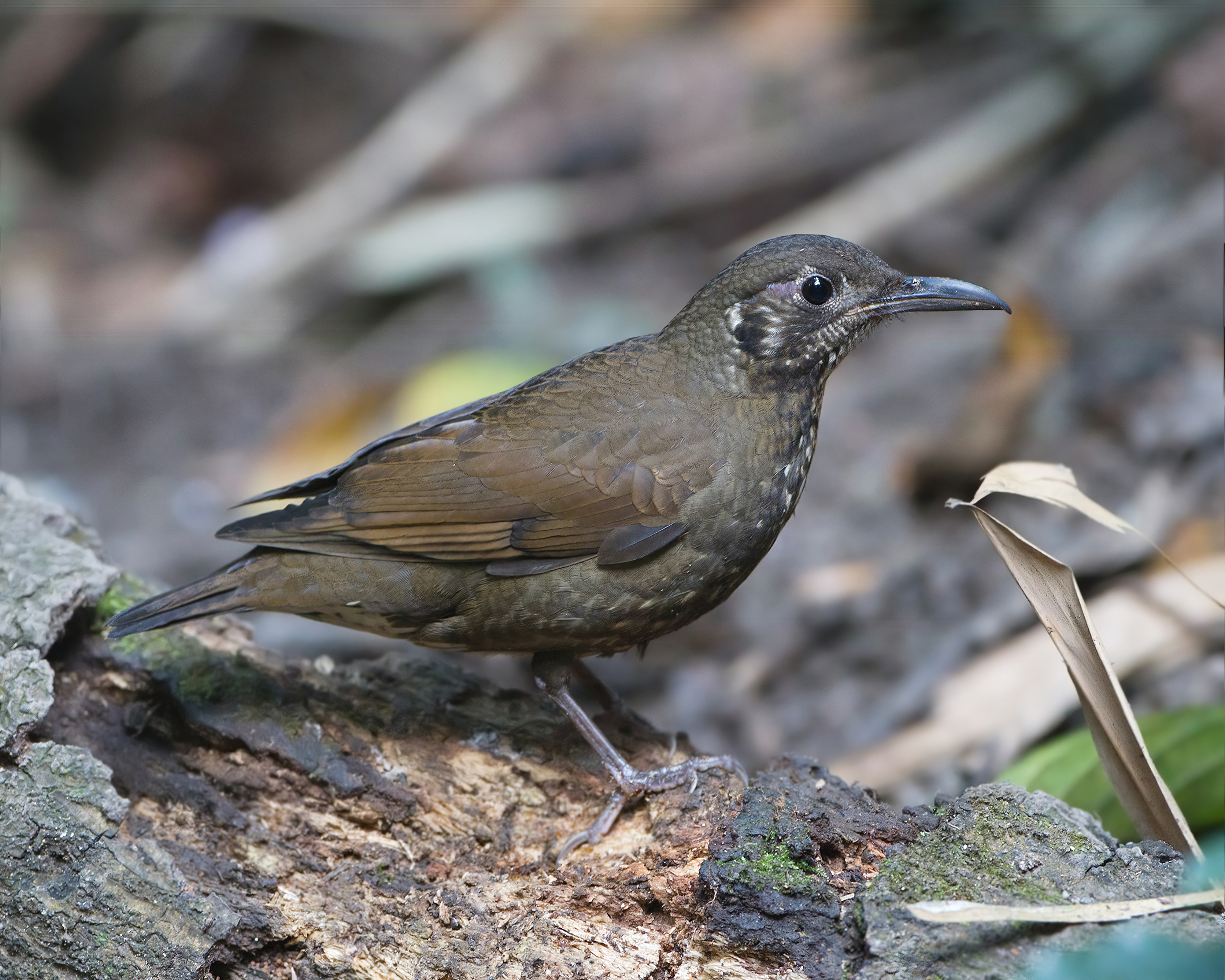
Grive à grand bec
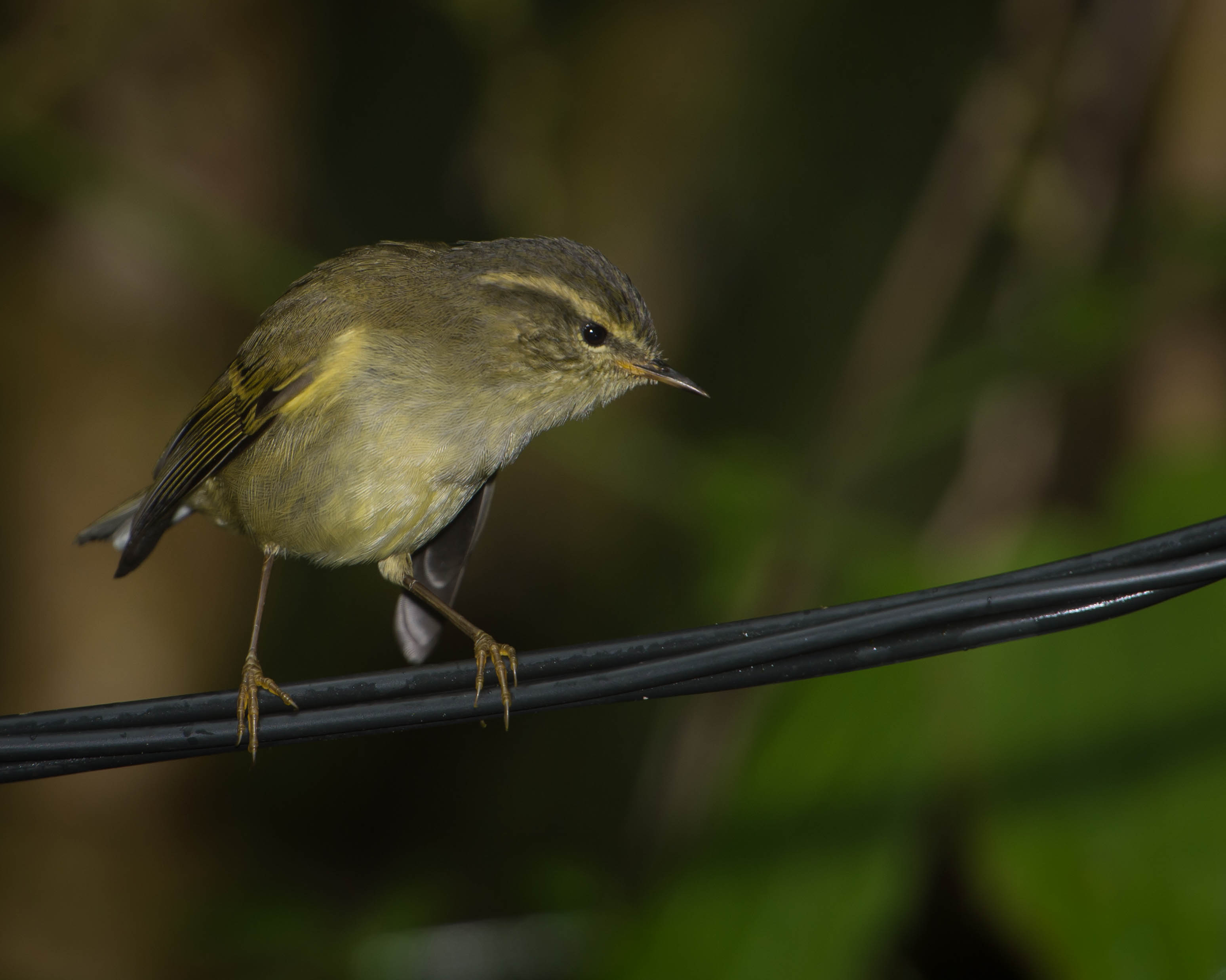
Pouillot élégant

- 56 espèces de « preneurs de mouches » muscicapidés : gobemouche pie ; nymphée fuligineuse ; rossignol de l'Himalaya ; tarier gris et tarier pie ; torrentaire à calotte blanche... ;

Oiseaux passereaux (suite)
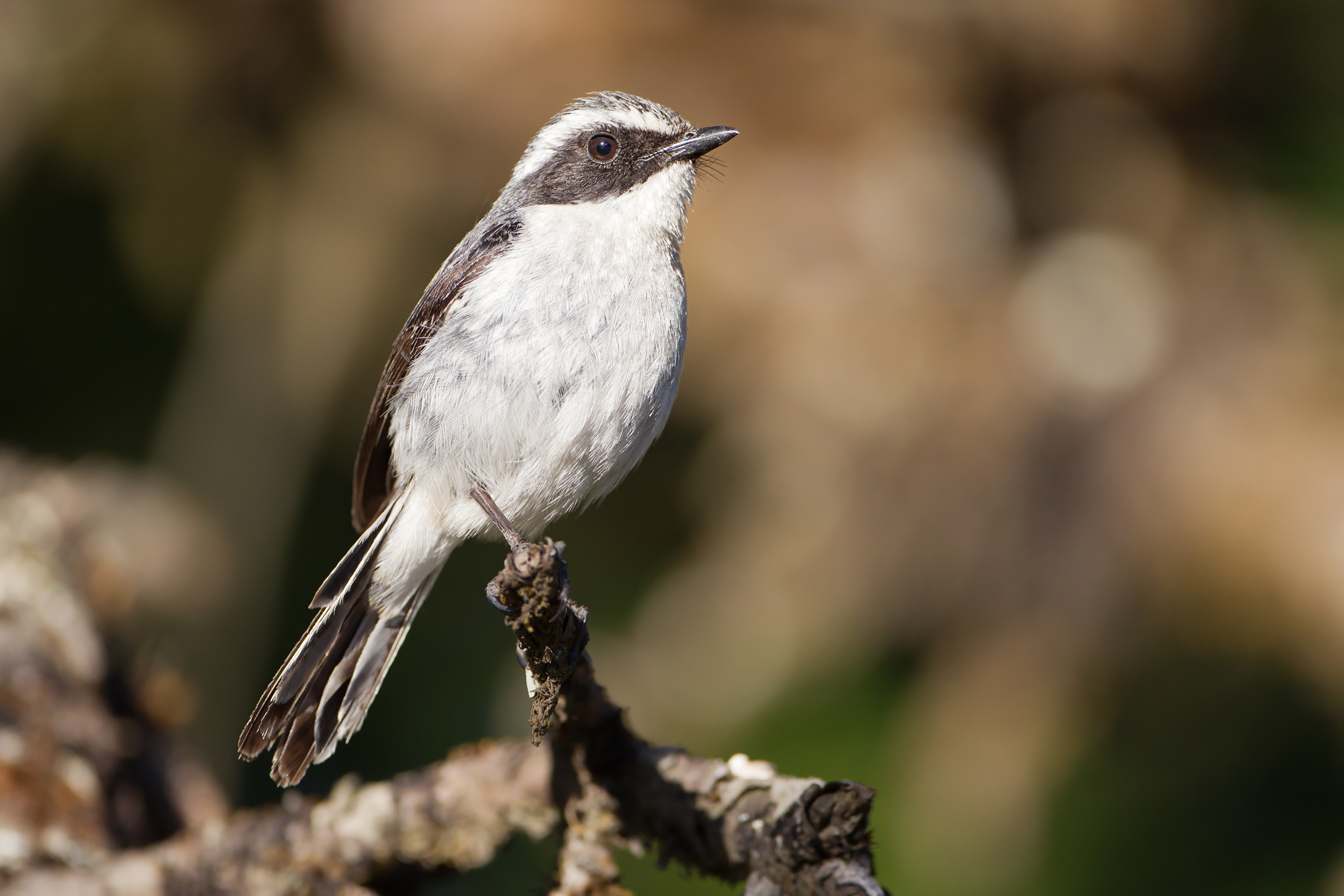
Gobemouche pie
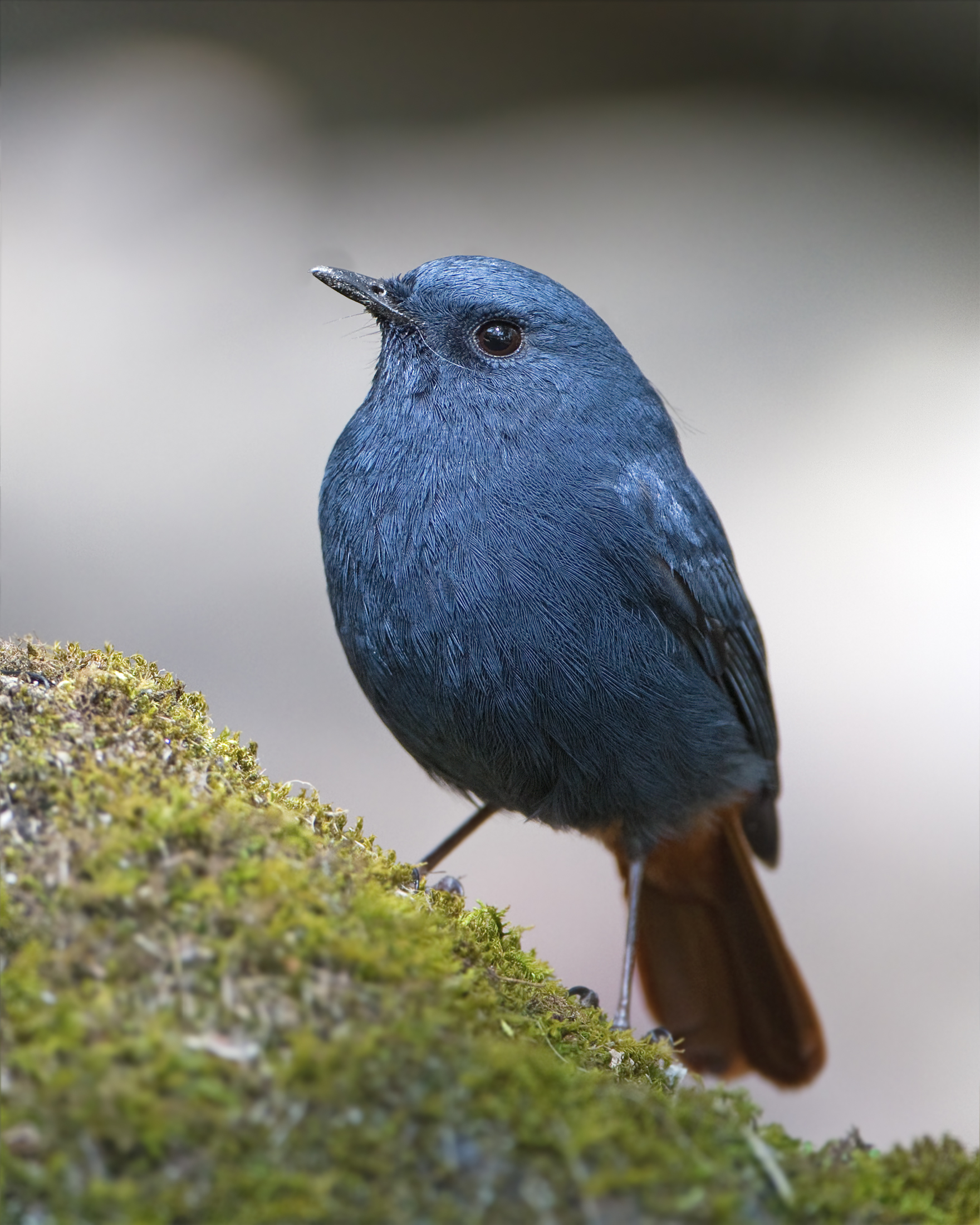
Nymphée fuligineuse
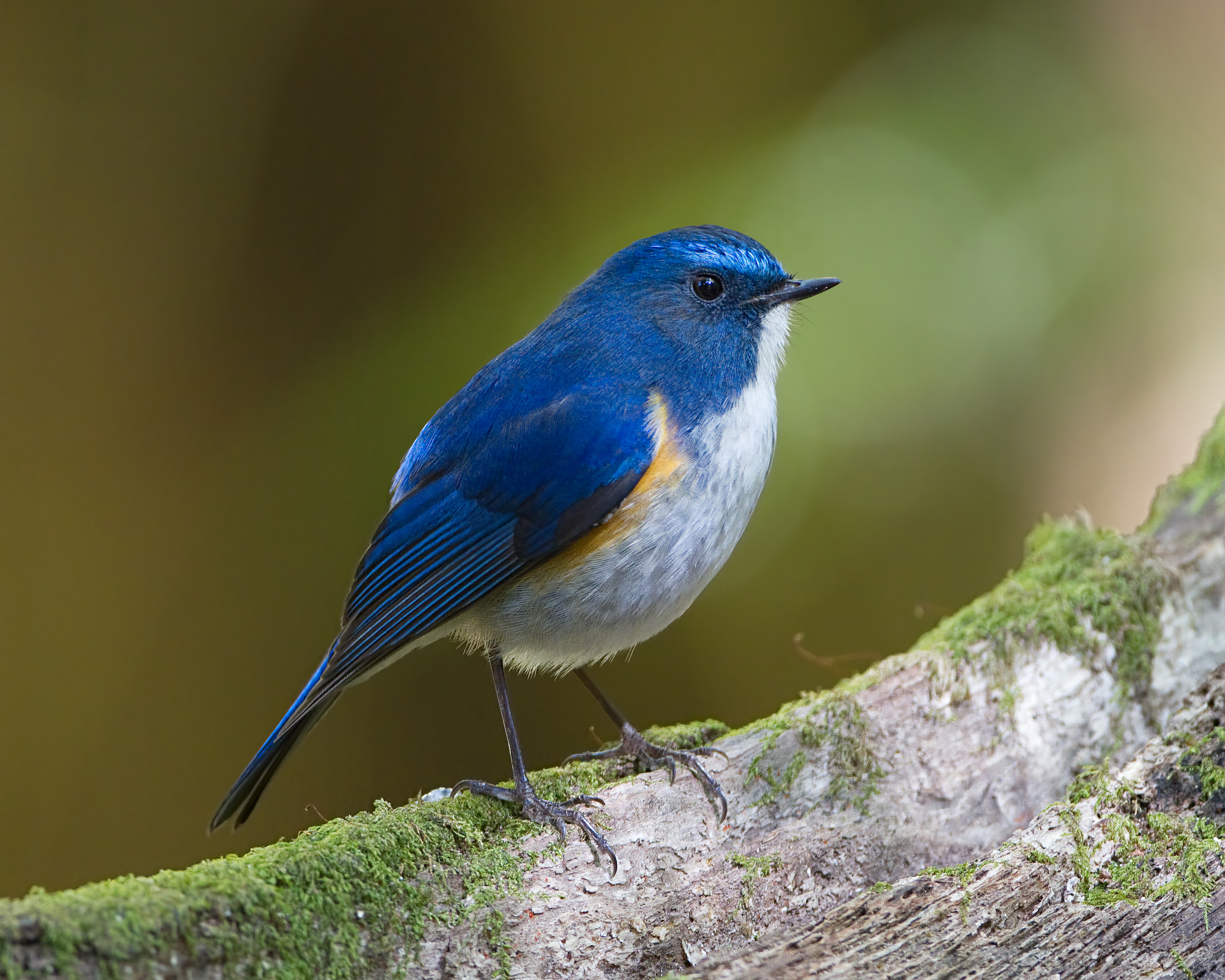
Rossignol de l'Himalaya
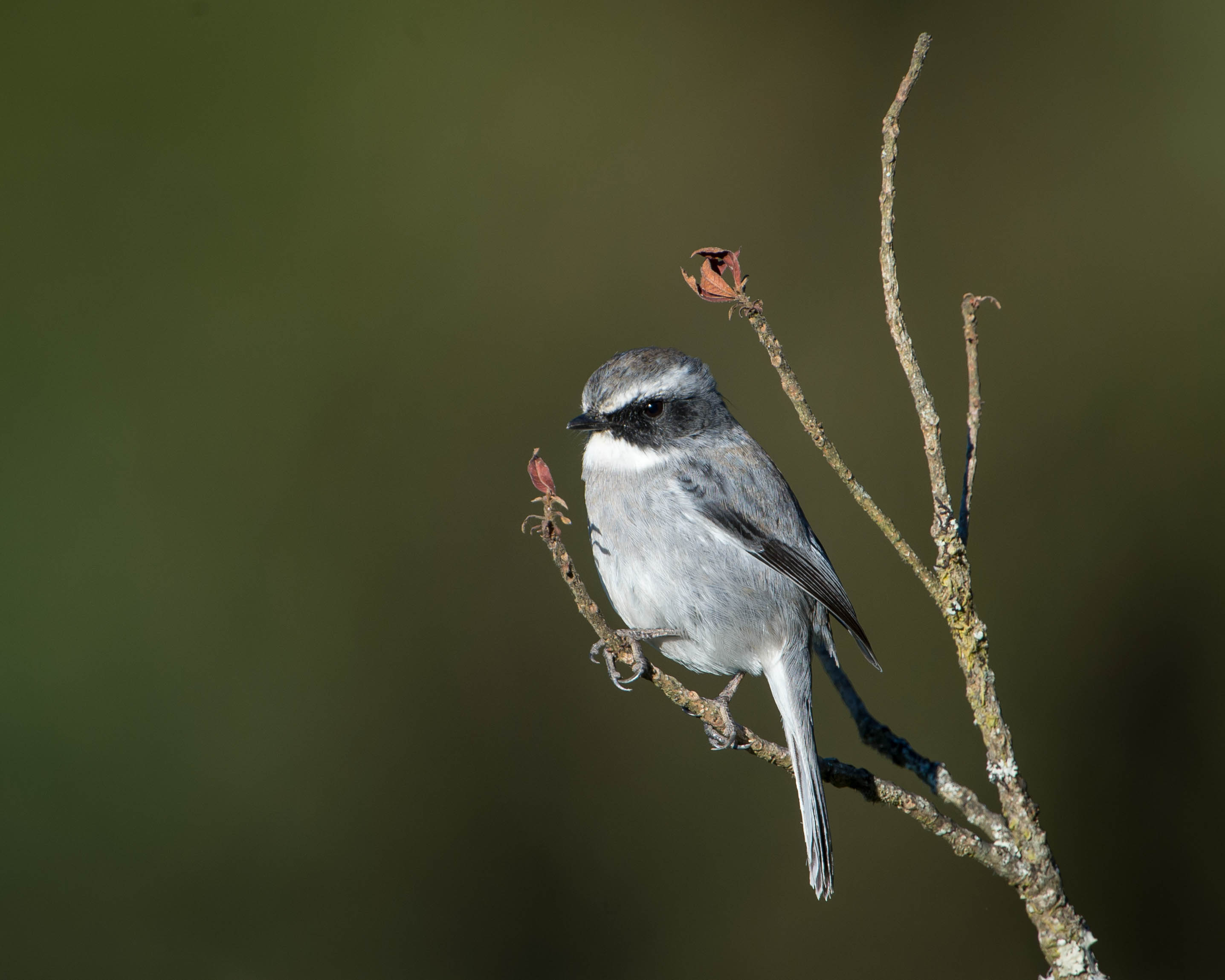
Tarier gris, mâle
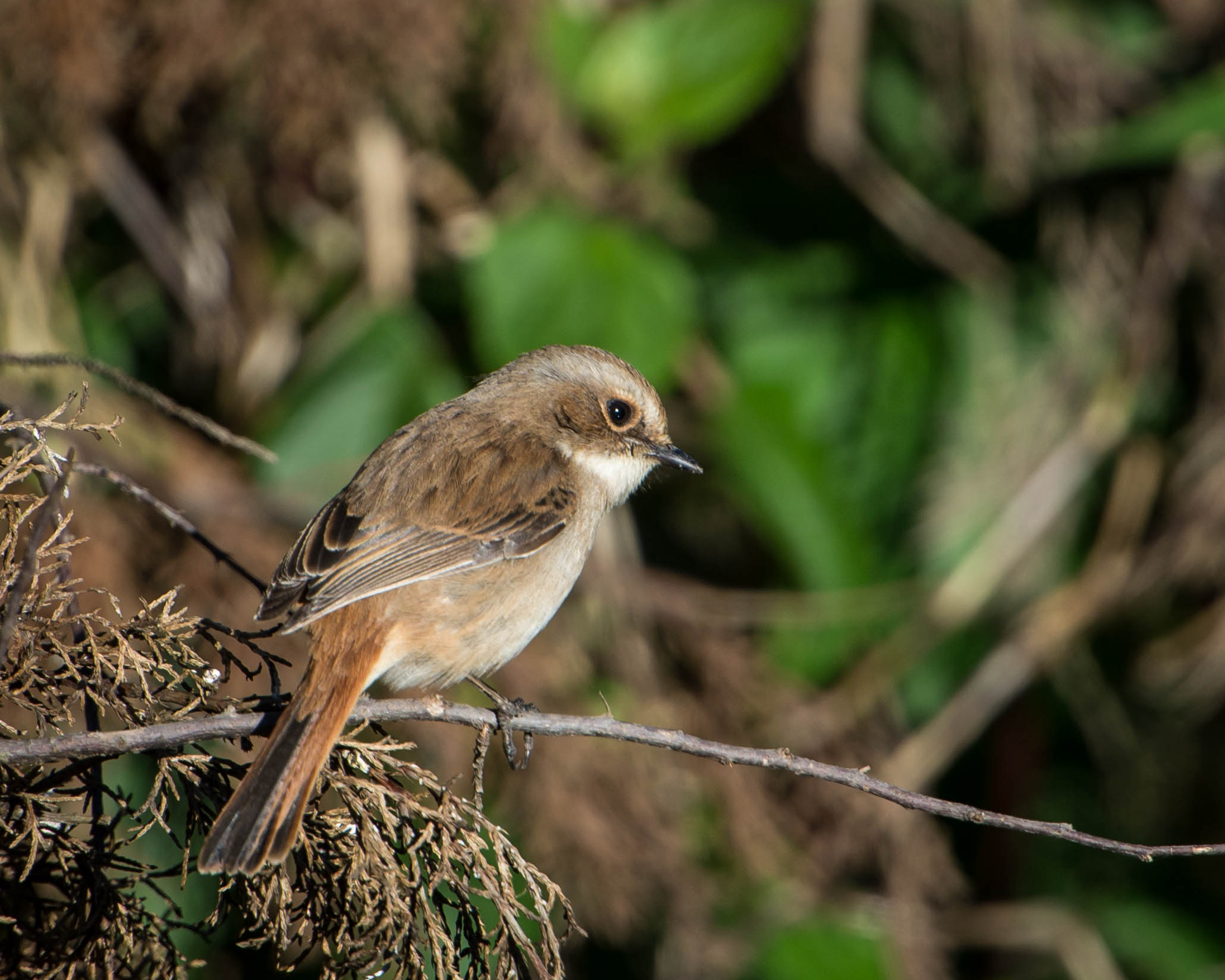
Tarier gris, femelle
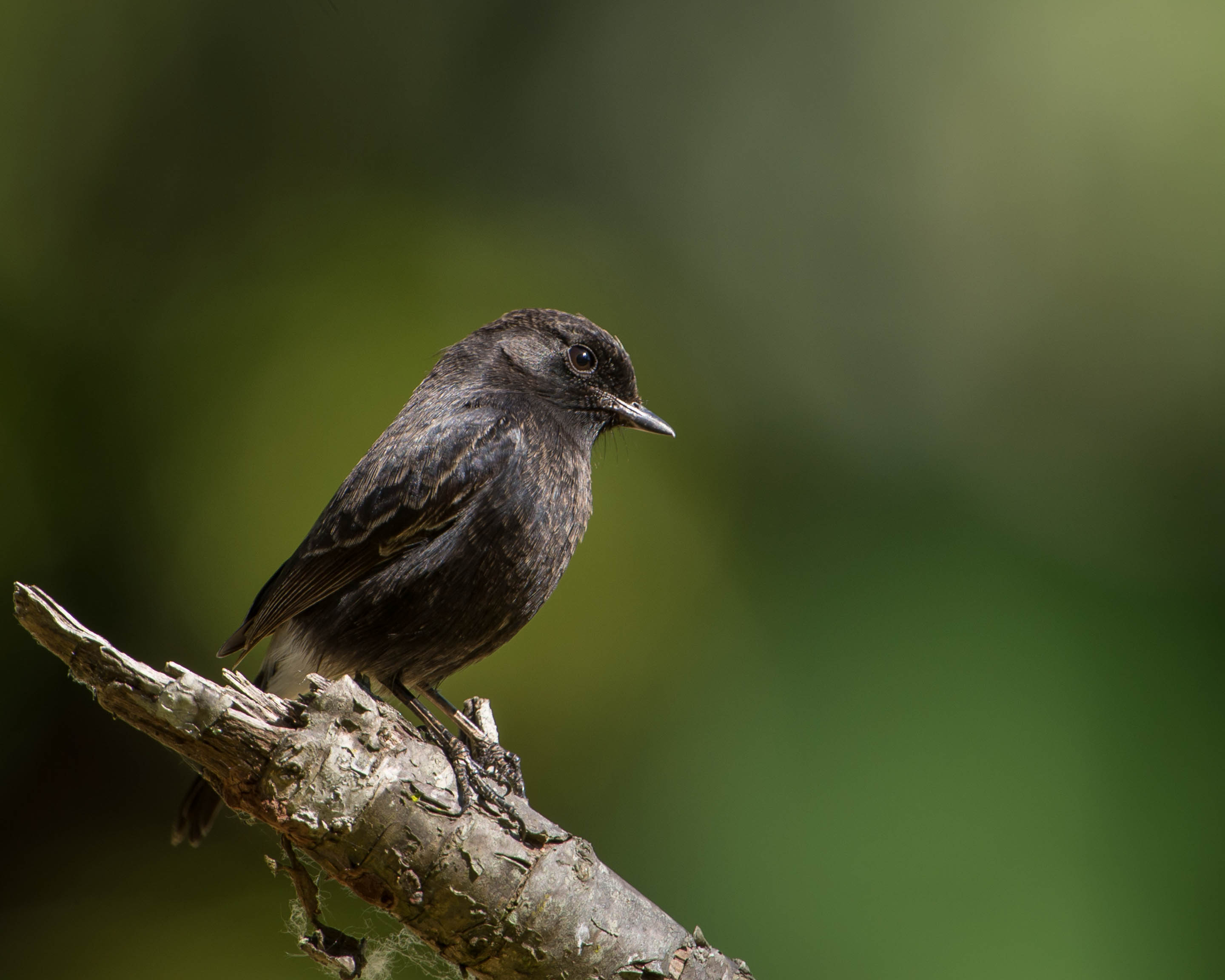
Tarier pie
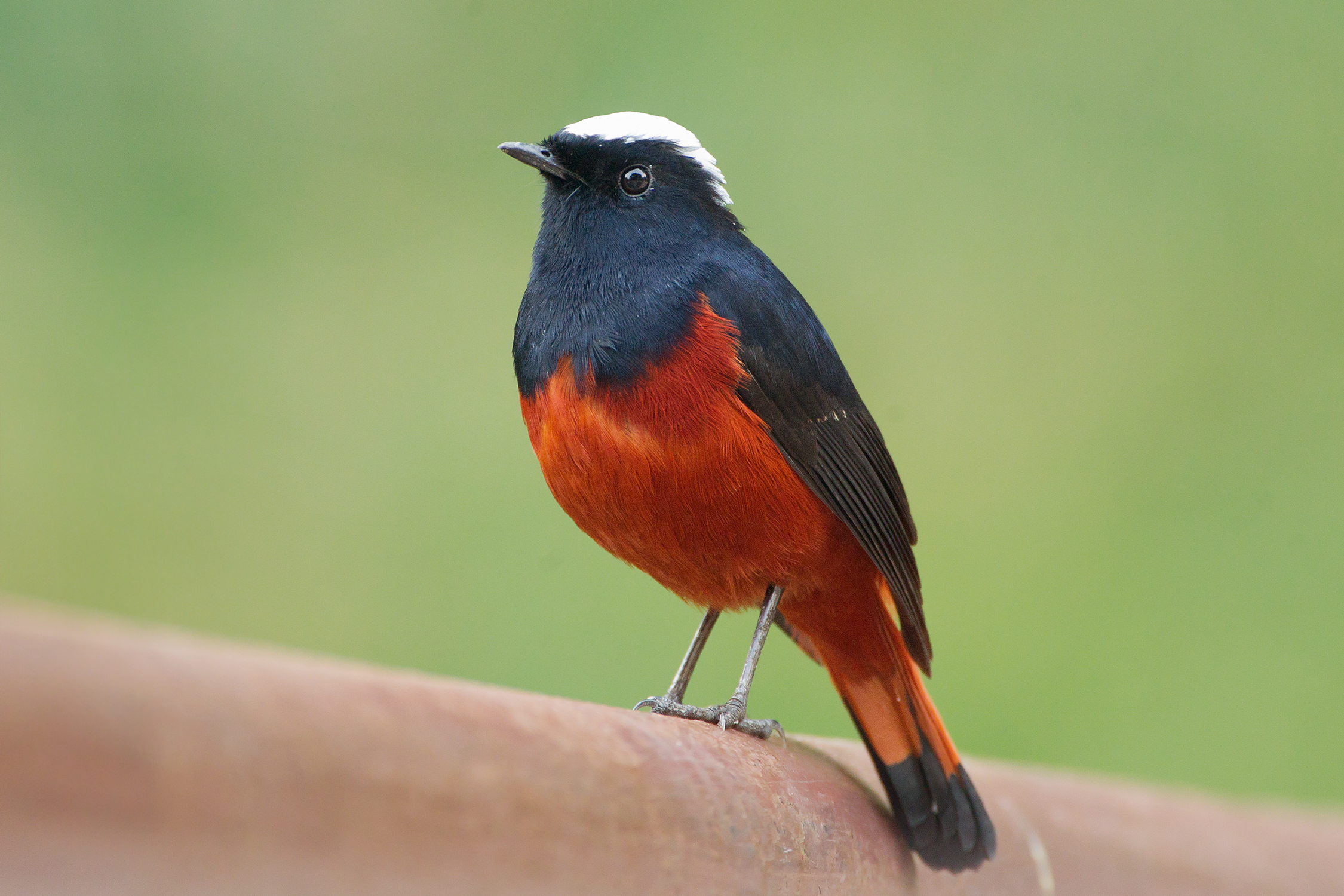
Torrentaire à calotte blanche

- 15 espèces de leiothrichidés : garrulaxe de Blyth ; minla à gorge striée ; sibia à tête noire et sibia de Desgodins... ;
- 1 espèce de pnoepygidés : pnoepyga pussila ;
- 5 espèces de sittidés : sittelle veloutée... ;
- 12 espèces de nectarinidés : souimanga à queue verte, souimanga de Gould et souimanga sombre... ;
- 4 espèces de zosteropidés : zostérops à flancs marron...
- alcippe de Rippon etc.

Oiseaux passereaux (fin)
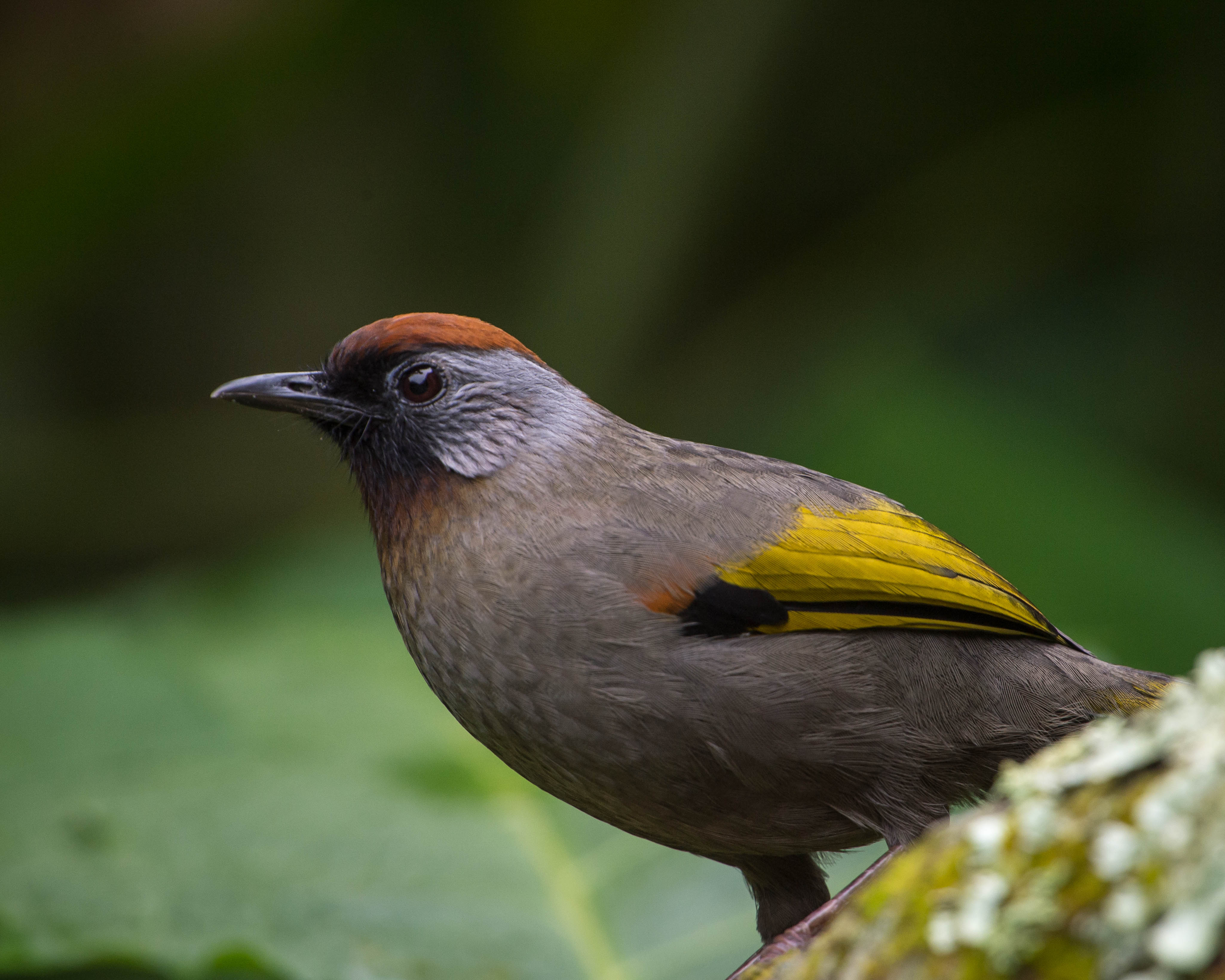
Garrulaxe de Blyth
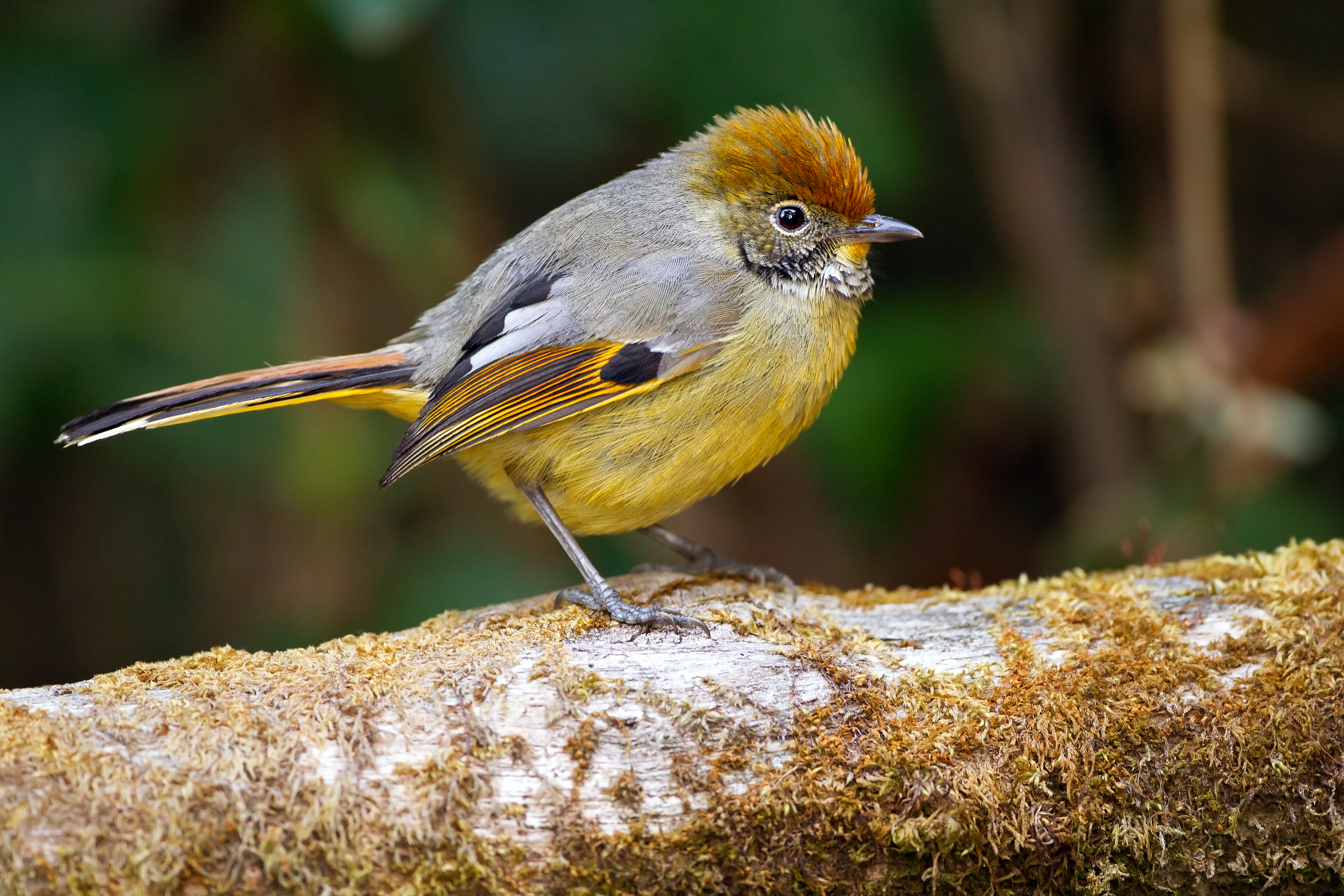
Minla à gorge striée
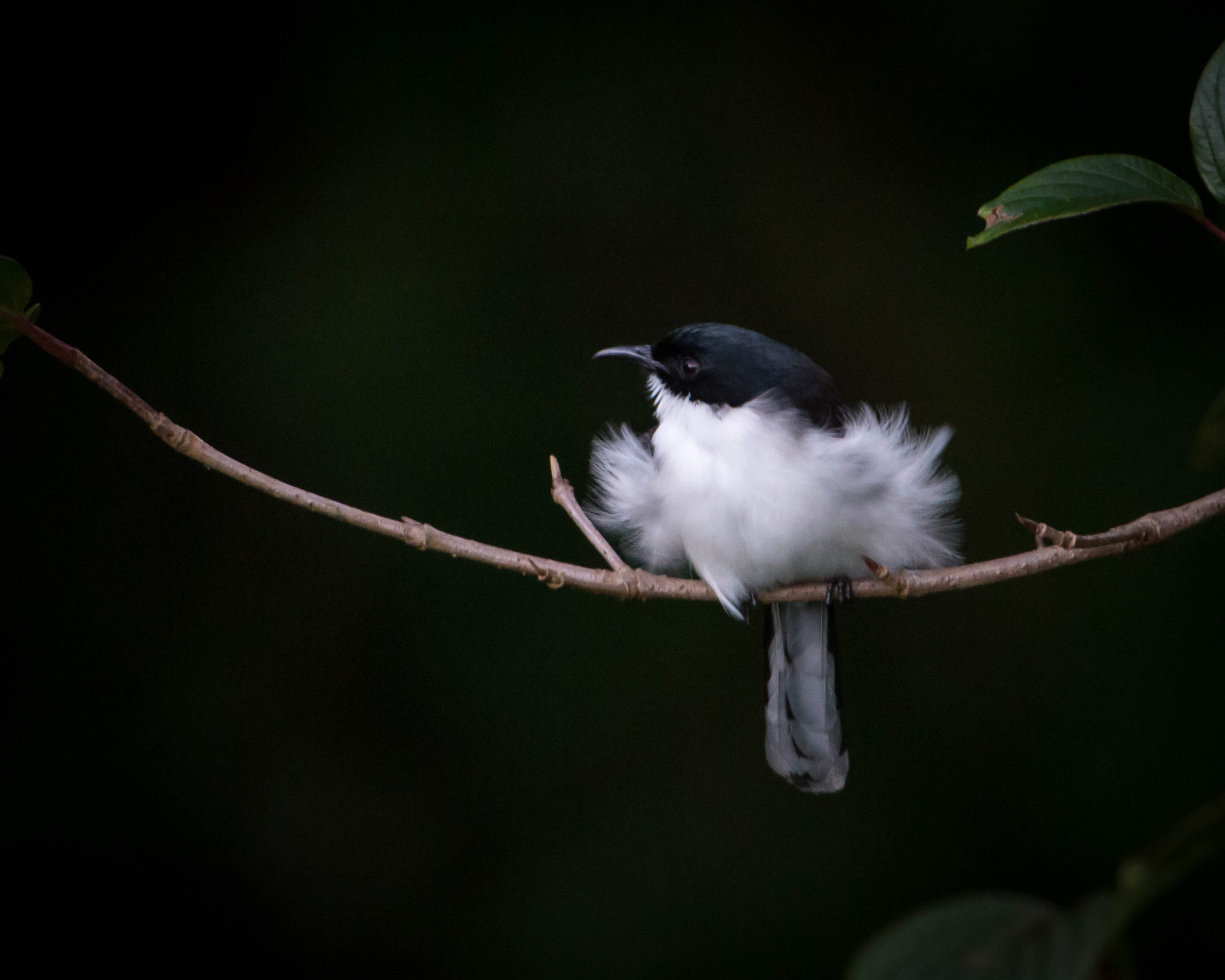
Sibia à tête noire
Sibia de Desgodins
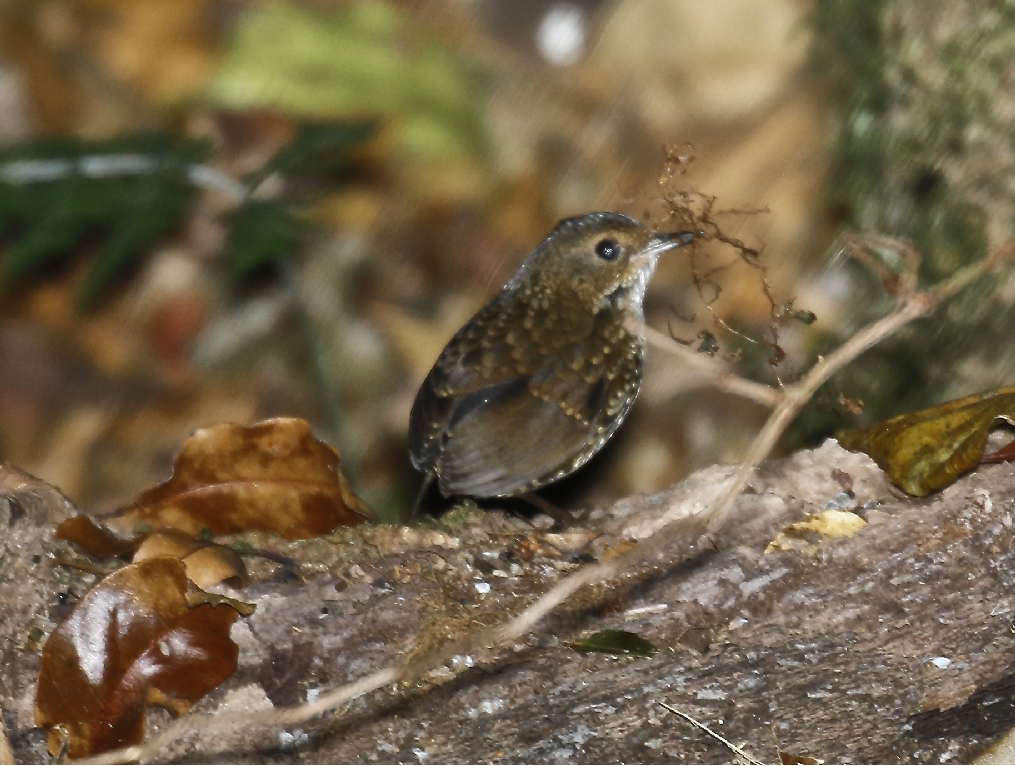
Pnoepygida pussila
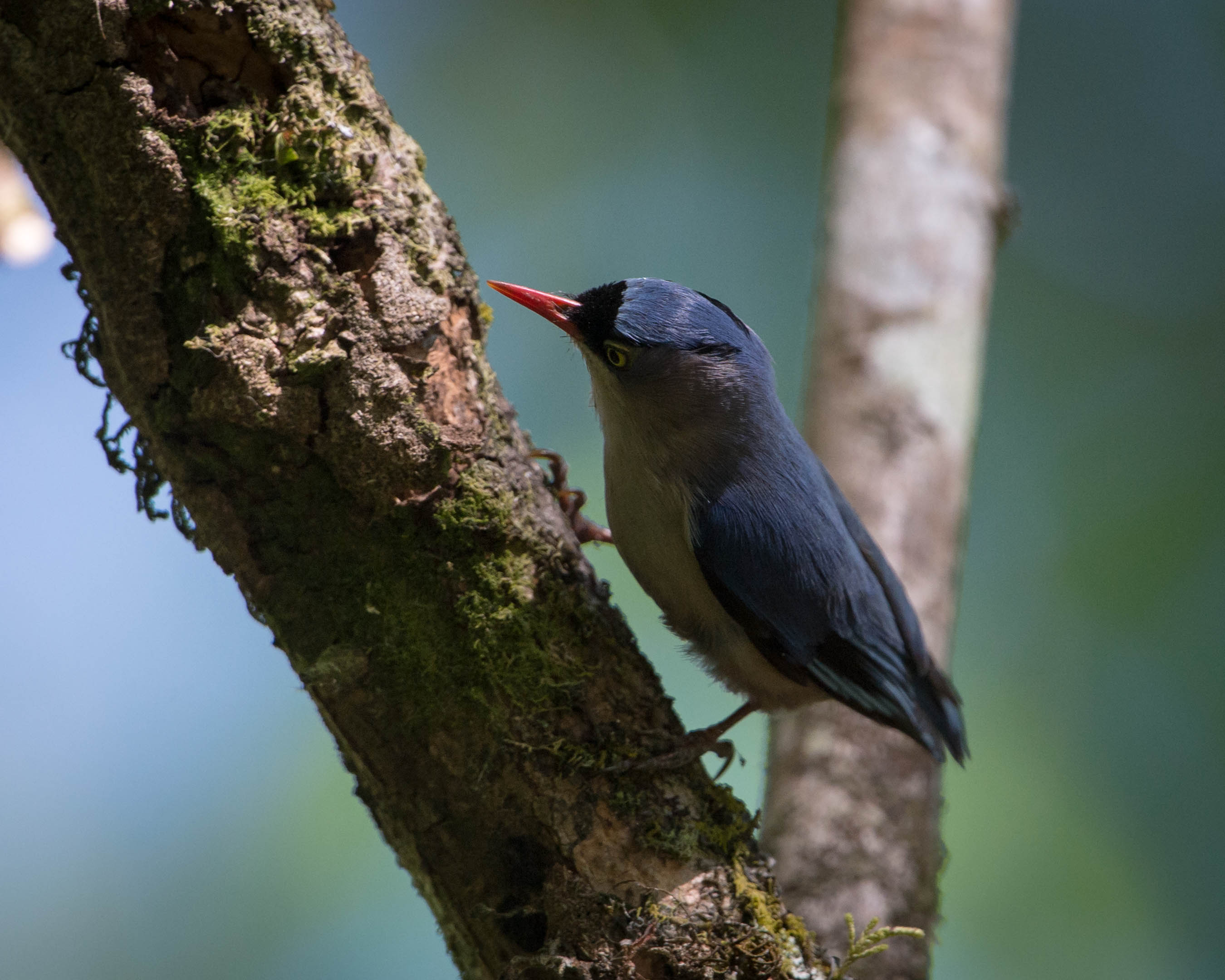
Sittelle veloutée
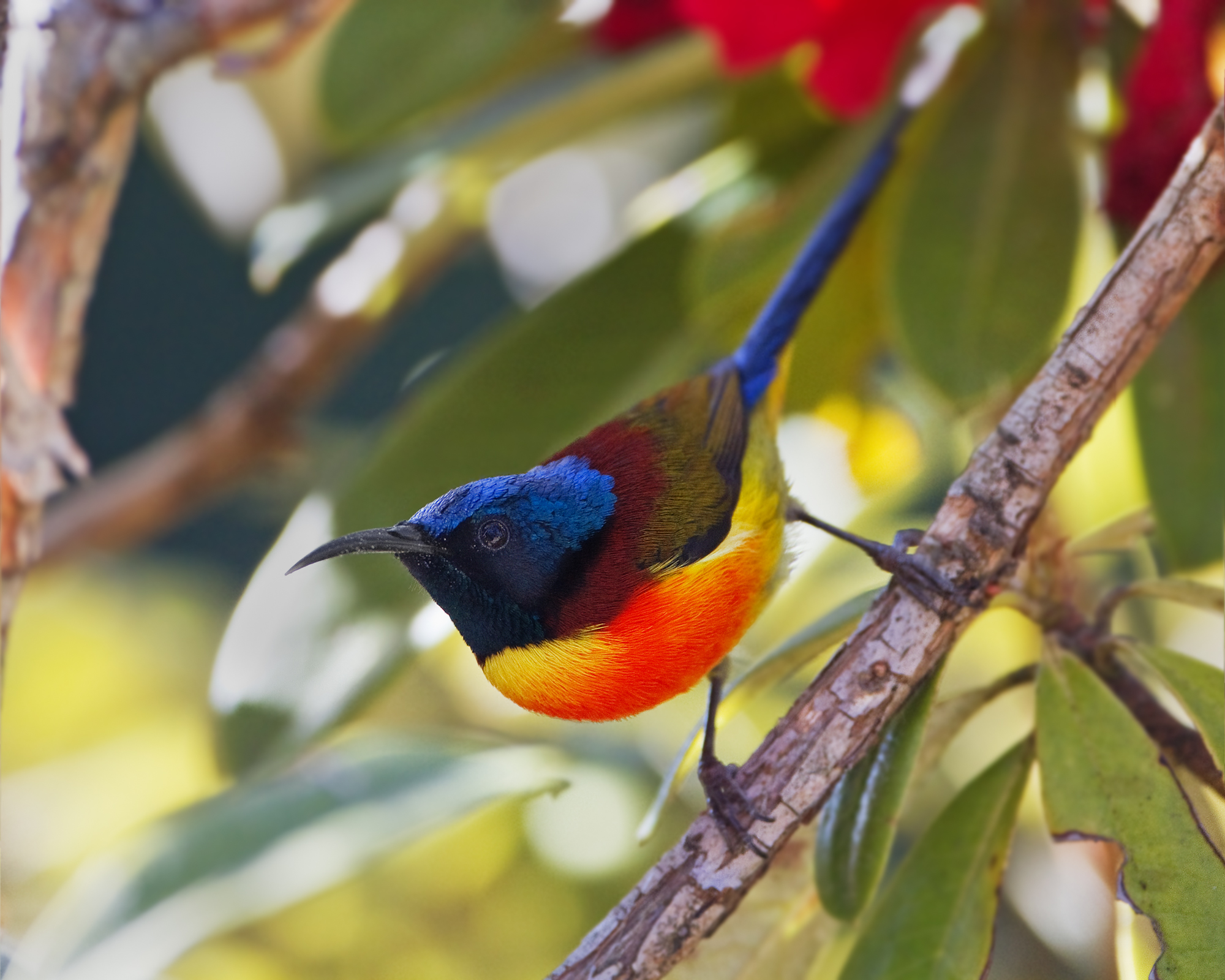
Souimanga à queue verte, mâle
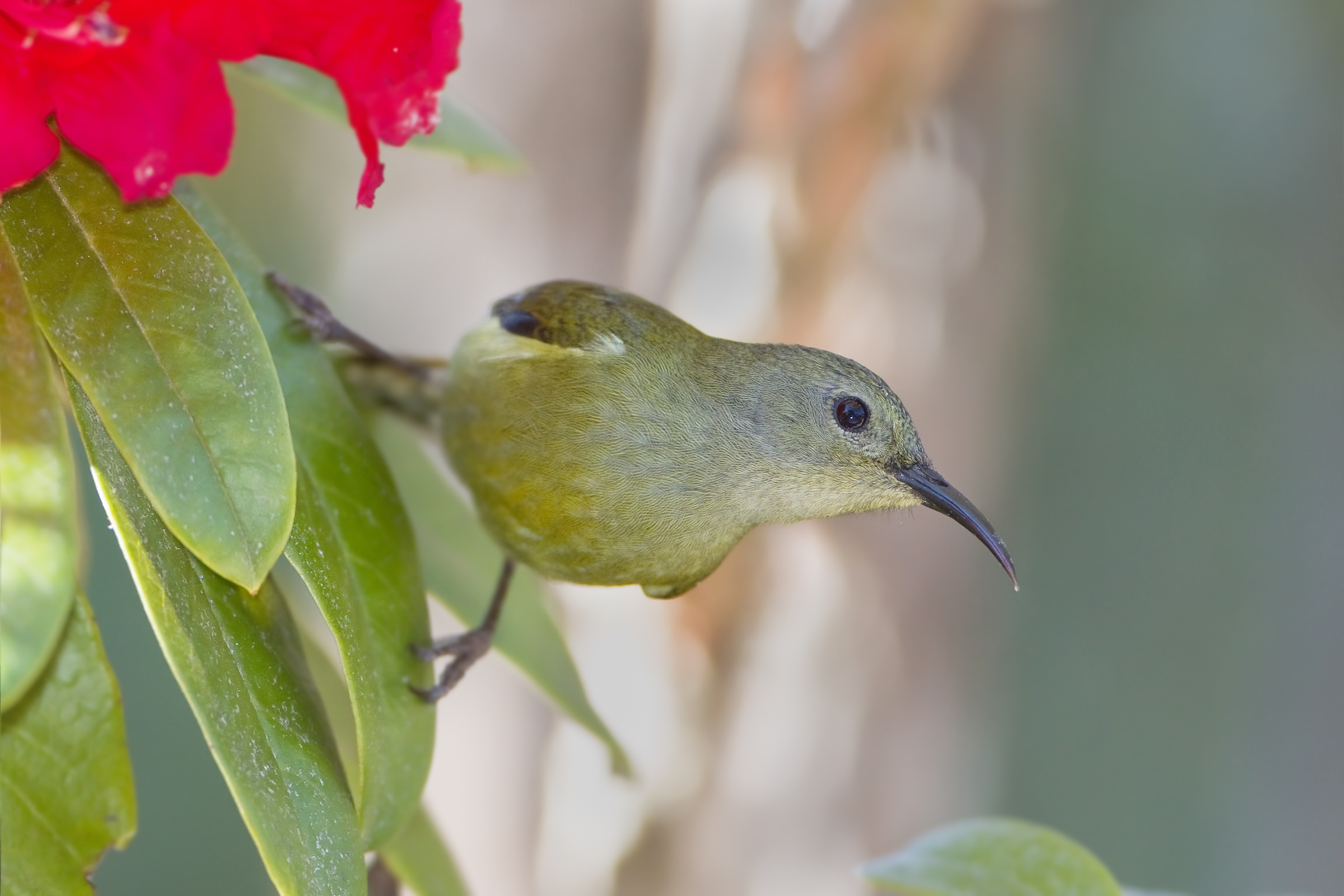
Souimanga sombre, femelle
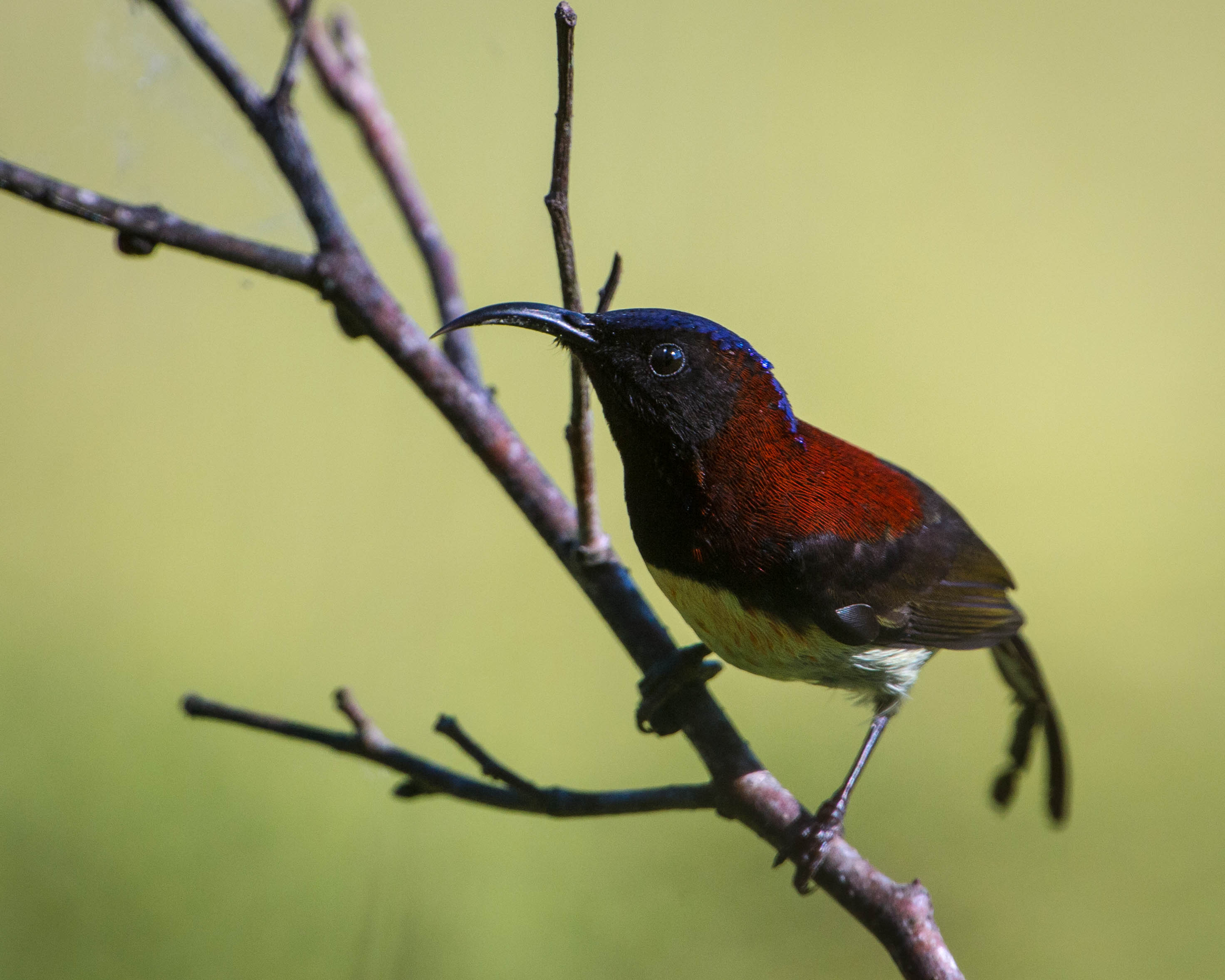
Souimanga sombre, mâle
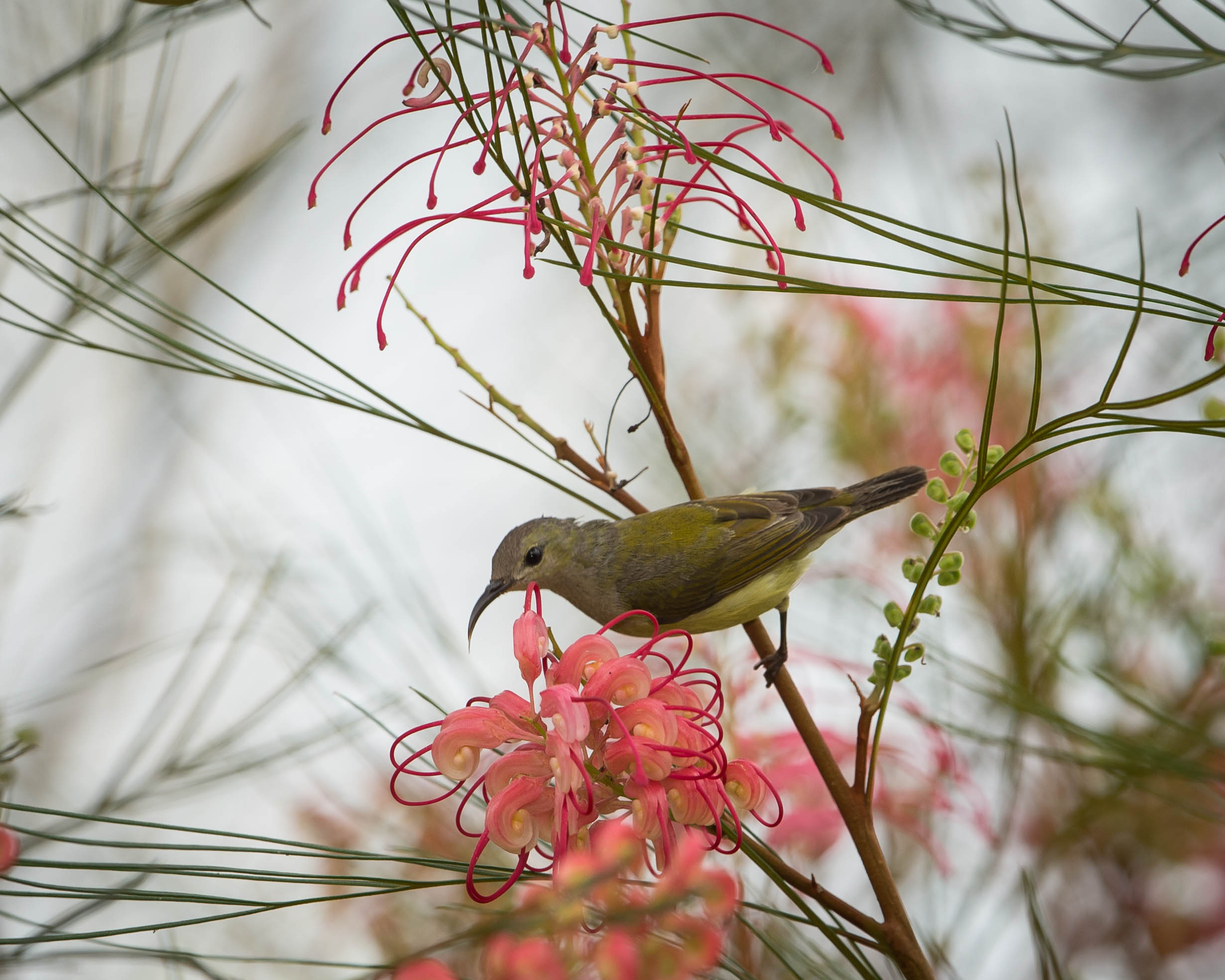
Souimanga de Gould, femelle
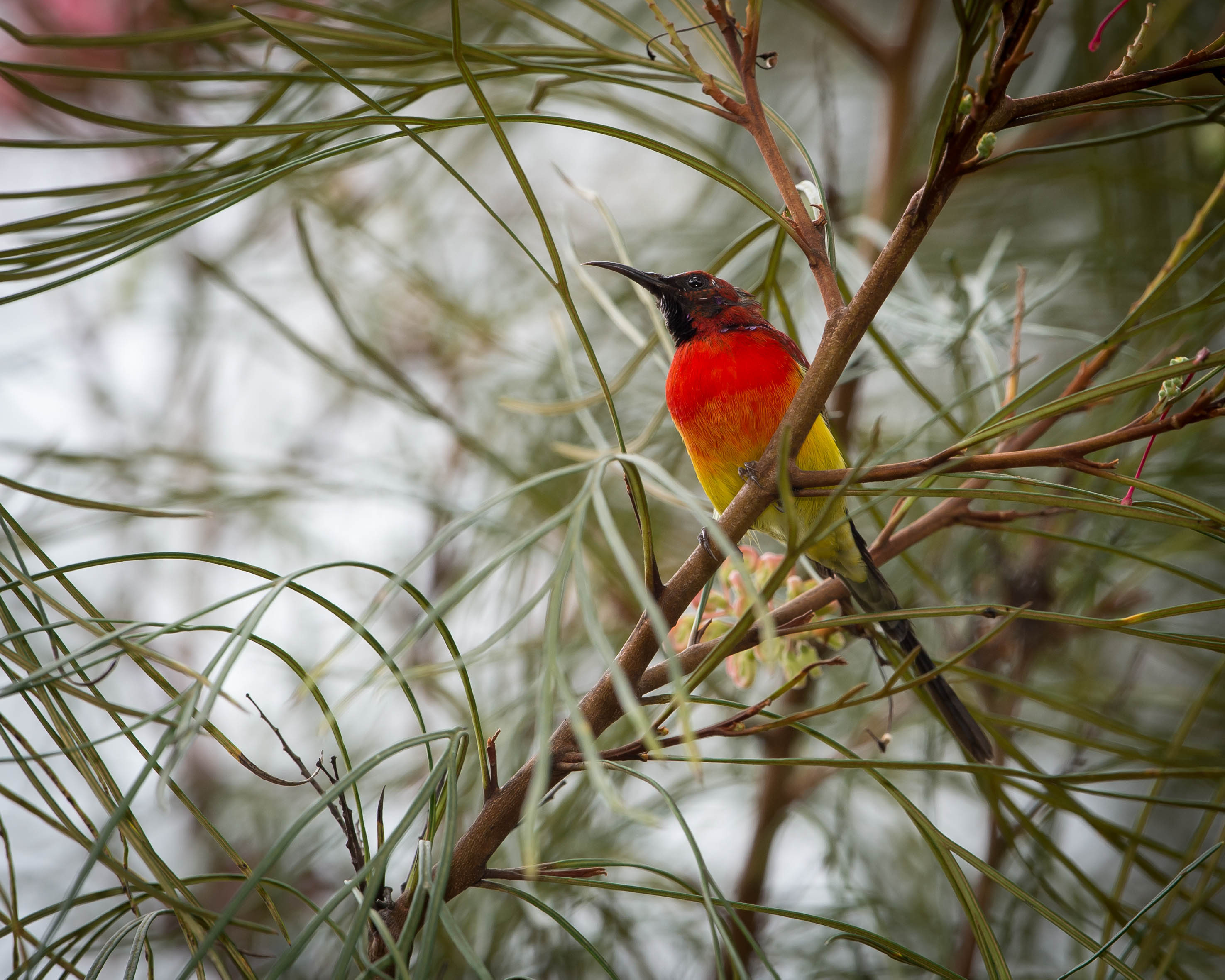
Souimanga de Gould, mâle
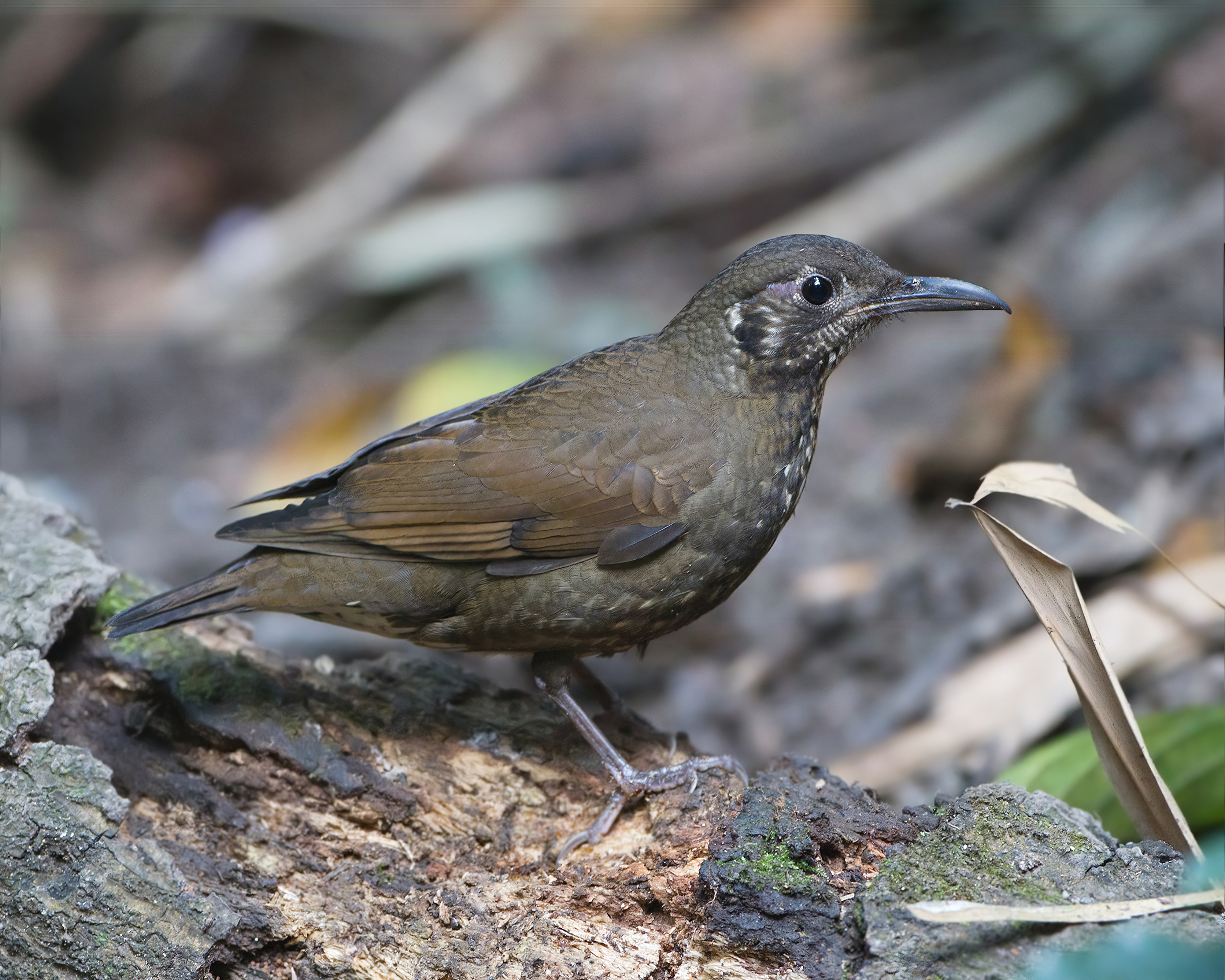
Zostérops à flancs marron
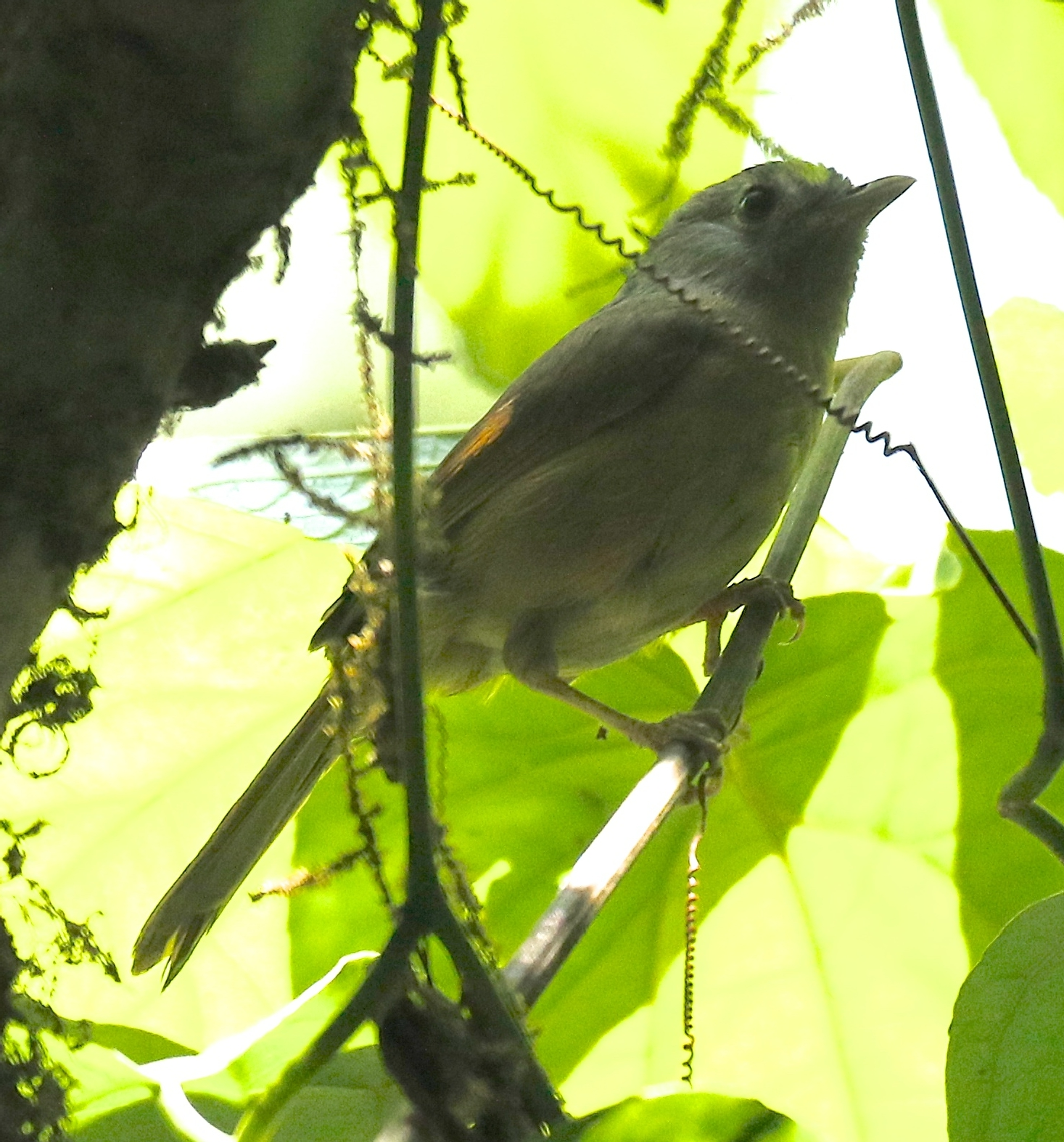
Alcippe de Rippon

Il y a aussi des oiseaux non passereaux en général de taille moyenne ou grande :
- 10 espèces de phasianidés : torquéole à gorge rousse... ;
- 10 espèces de rallidés : marouette bicolore... ;
- 6 espèces de scolopacidés : bécasse des bois... ;
- 4 espèces de psittacidés : perruche à tête prune... ;
- etc

Oiseaux non passereaux
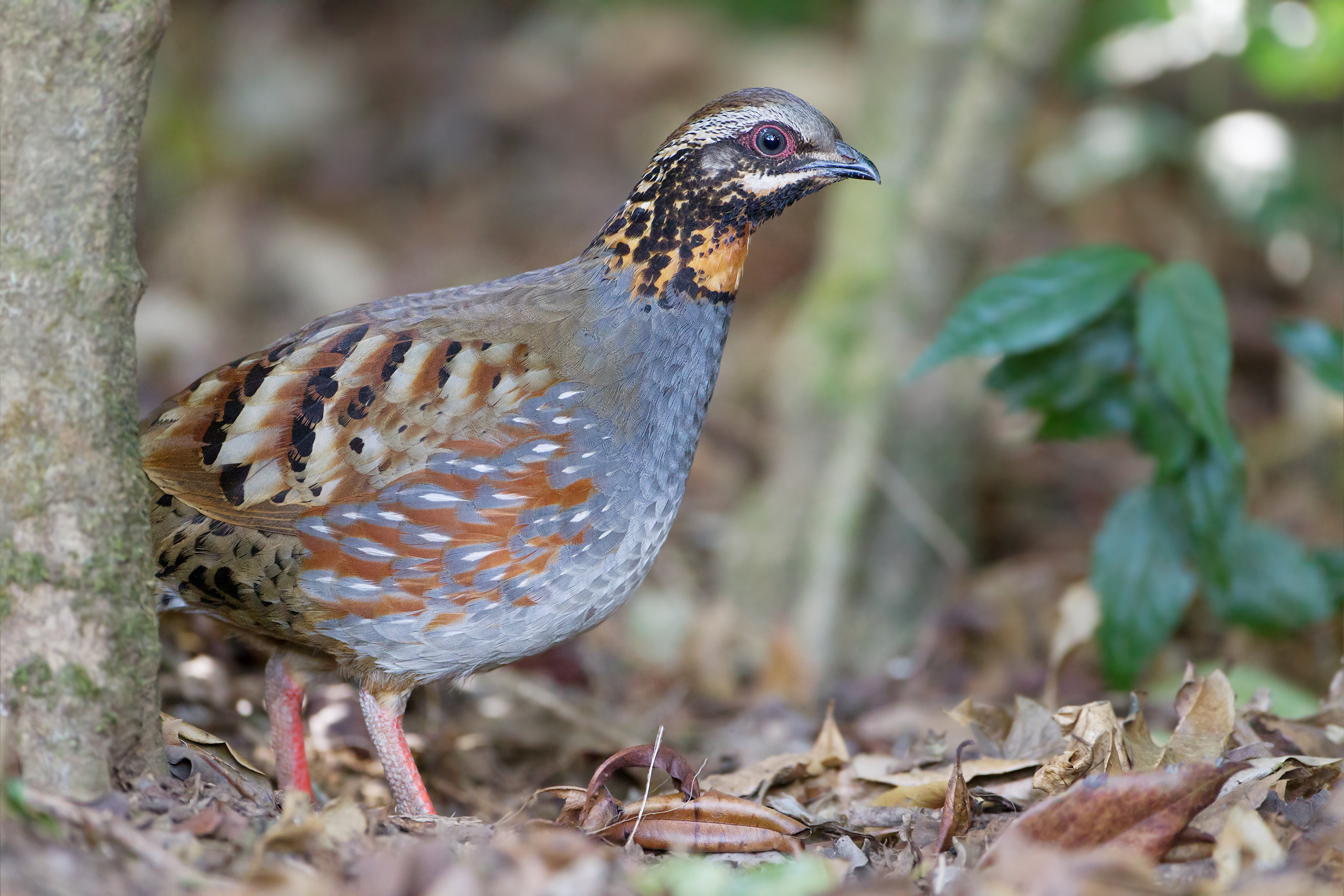
Torquéole à gorge rousse
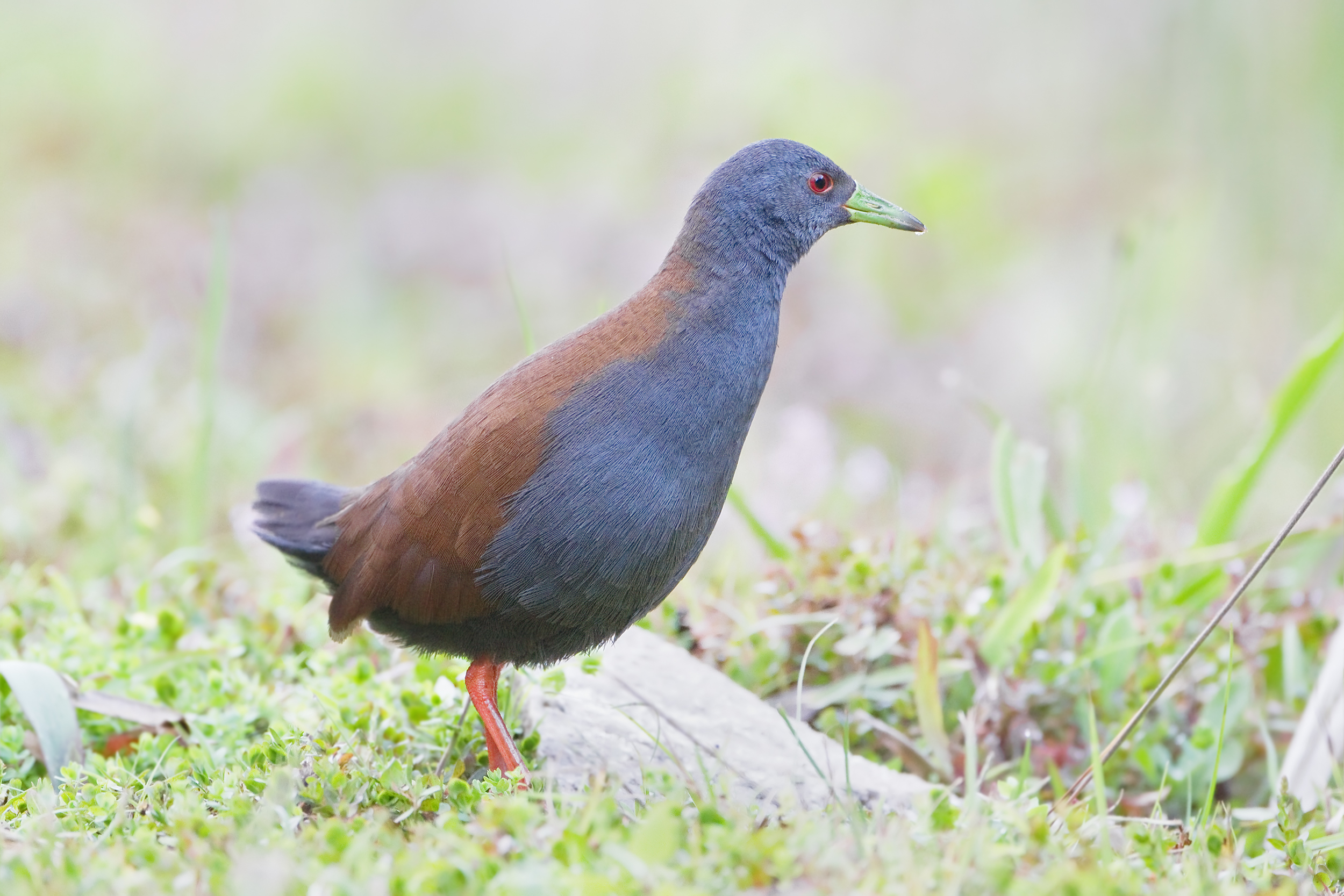
Marouette bicolore
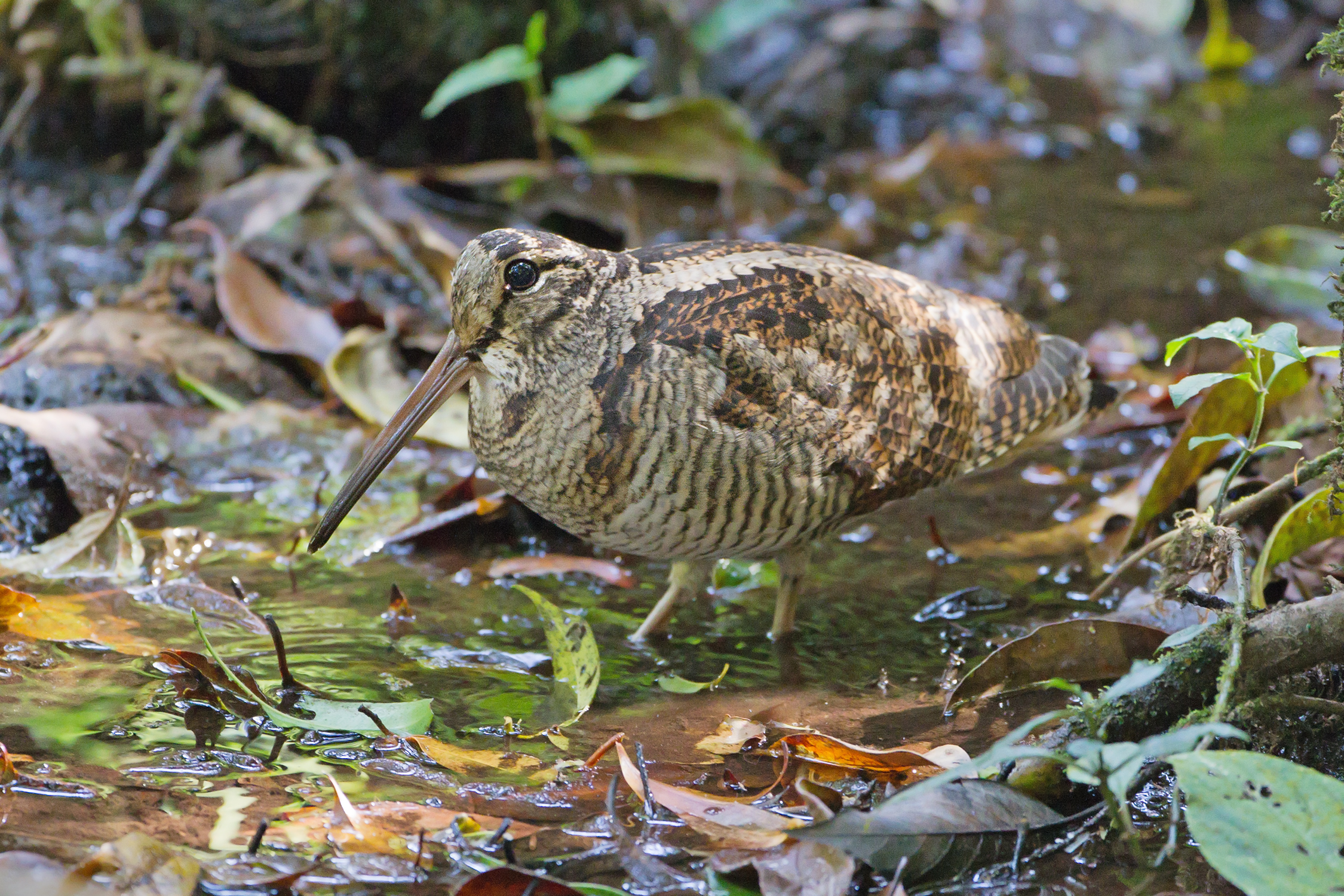
Bécasse des bois
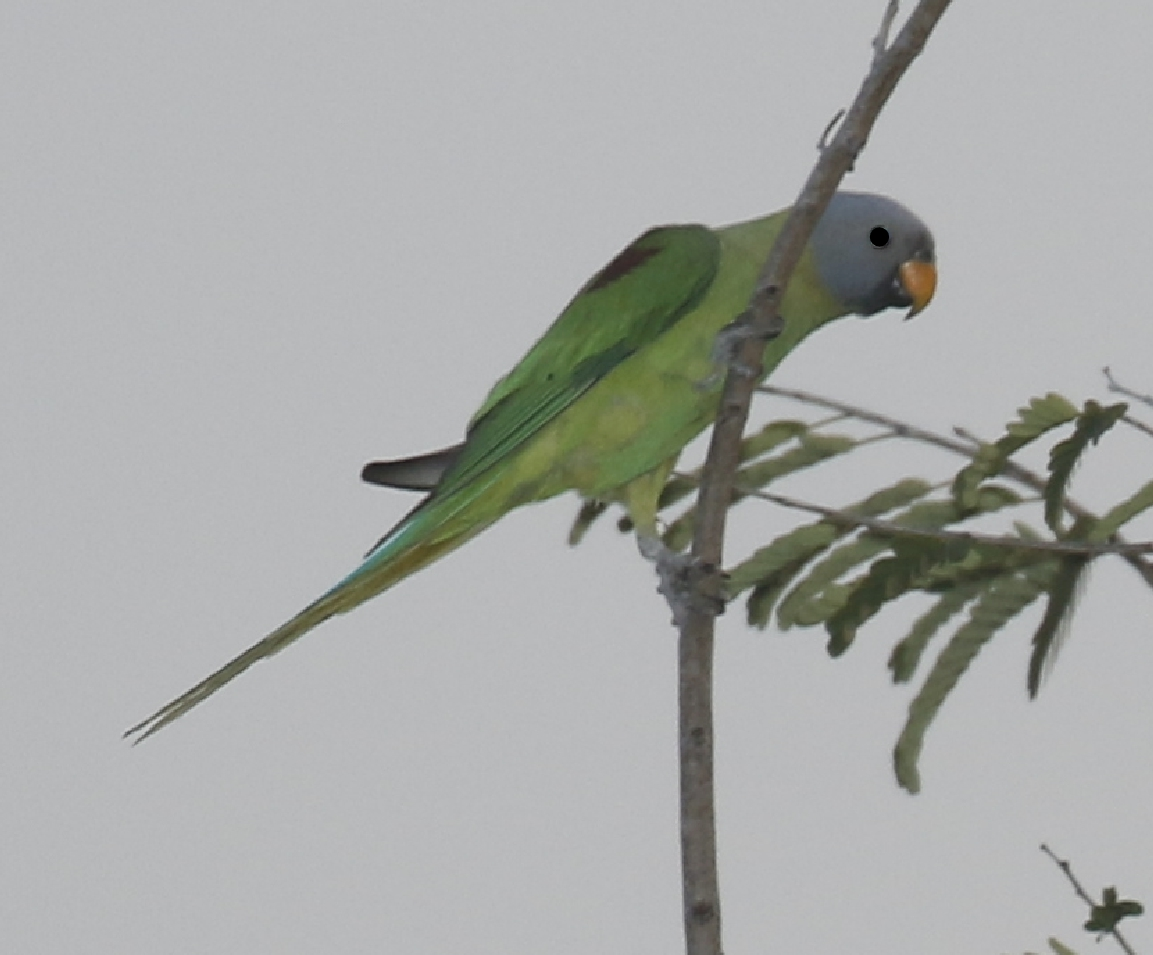
Perruche à tête prune

#### 48 espèces de reptiles

##### 3 espèces de tortues
On peut voir des tortues à grosse tête, des tortues à tête jaune et des tortues imprimées.

##### 14 espèces de lézards
On peut observer :
- des agames : acanthosaura lepidogaster ; calotes mystaceus ; lézard volant (ou dragon volant) draco maculatus ; pseudocalotes microlepis ;
- des geckos : geckos endémiques cyrtodactylus inthanon et hemiphyllodactylus chiangmaiensis ; gecko tokay et gecko hemiphyllodactylus yunnanensis ;
- des scinques : scincella doriae et scincella melanosticta ; sphenomorphus indicus et sphenomorphus maculatus ; tropidophorus berdmorei et tropidophorus thai.

##### 31 espèces de serpents
On peut rencontrer :
- des ahaetulla prasina ;

Rhabdophis subminiatus

- des hebius bitaeniatum, hebius deschauenseei et hebius khasiense ;
- des trimeresurus de Guo et des trimérésures des Pope ;
- des rhabdophis nigrocinctus et des rhabdophis subminiatus ;
- etc.

#### 21 espèces d'amphibiens
Il y a les espèces endémiques ansonia inthanon et amolops archotaphus ; et aussi des amolops marmoratus etc.

Amphibiens
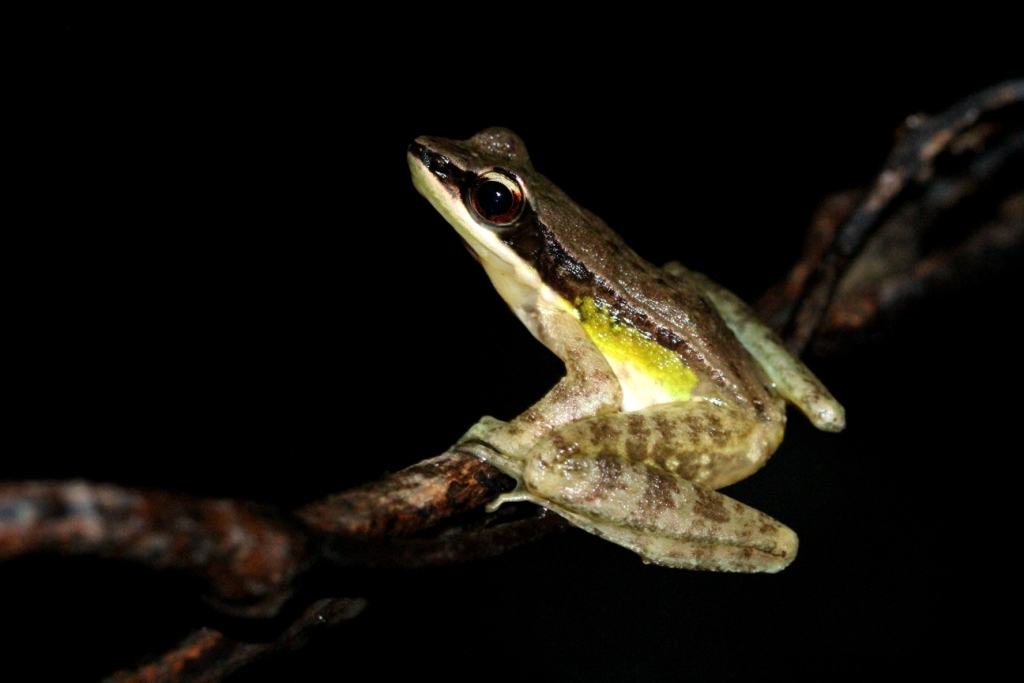
Amolops archotaphus
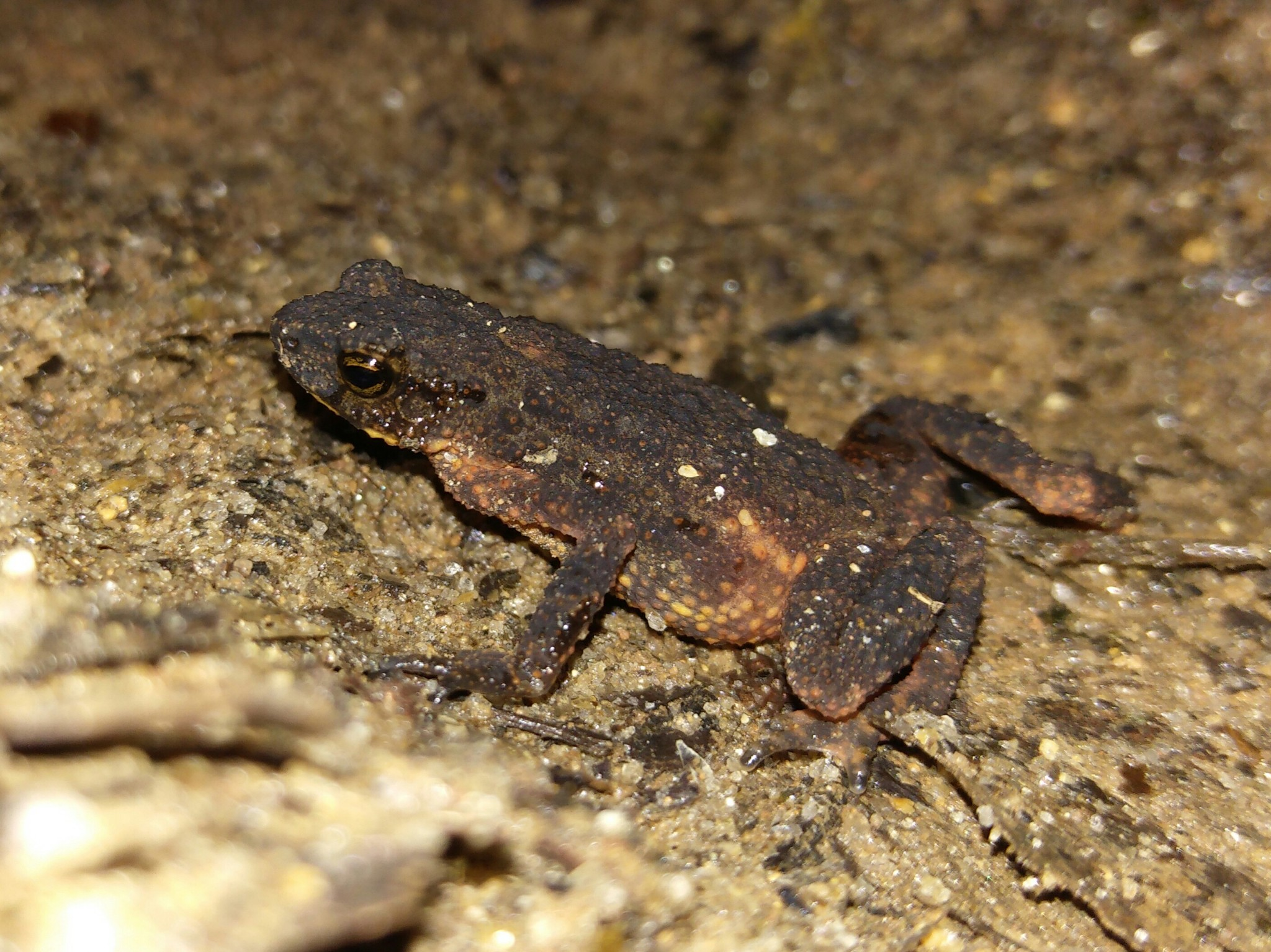
Ansonia inthanon

#### Une multitude d'espèces d'insectes...
Il y entre autres des abeilles anthophila, des diptères, des anisoptères dont des neurothemis fulvia, des zygoptères...

Insectes
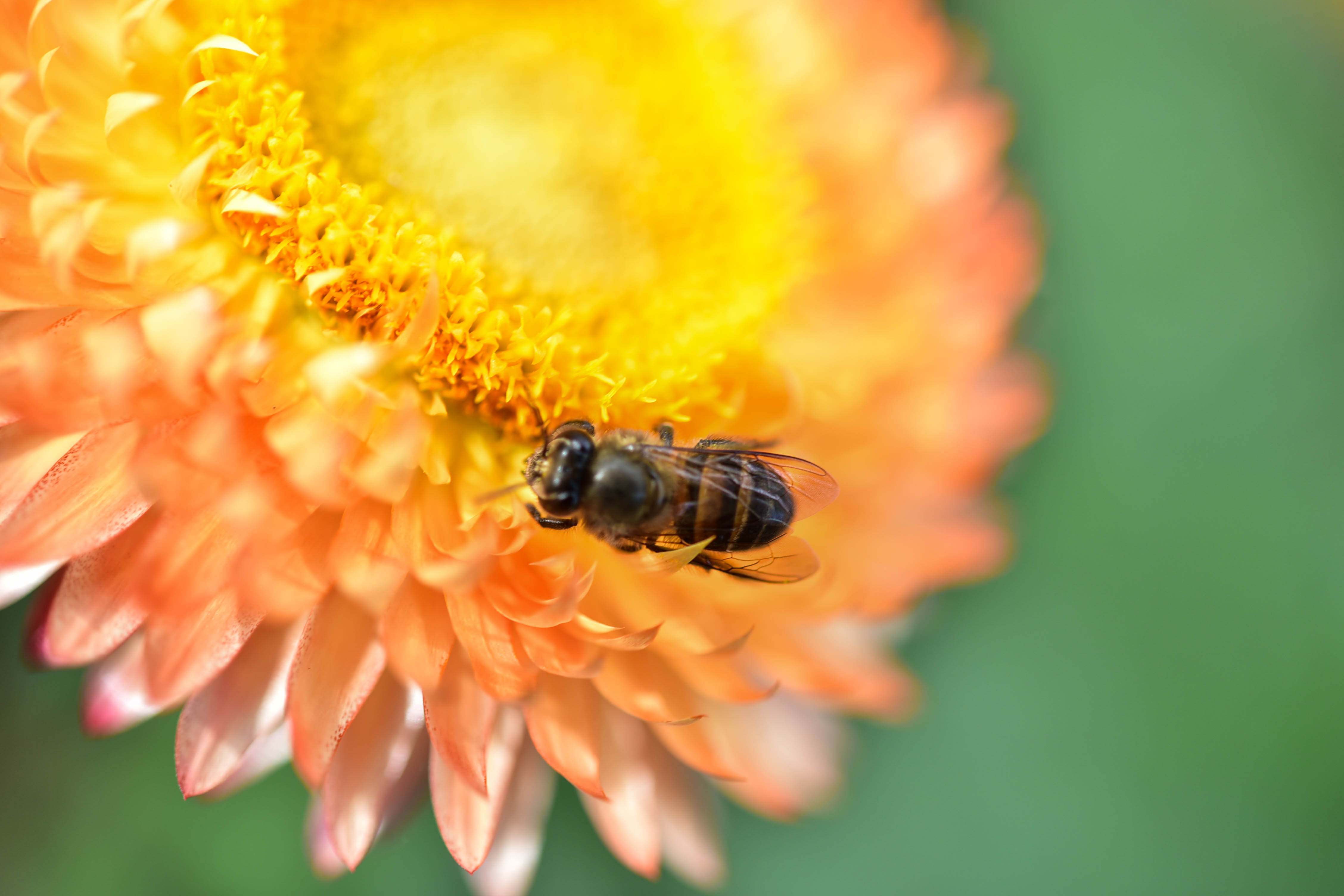
Abeille anthophila non identifiée et fleur de  Xerochrysum bracteatum
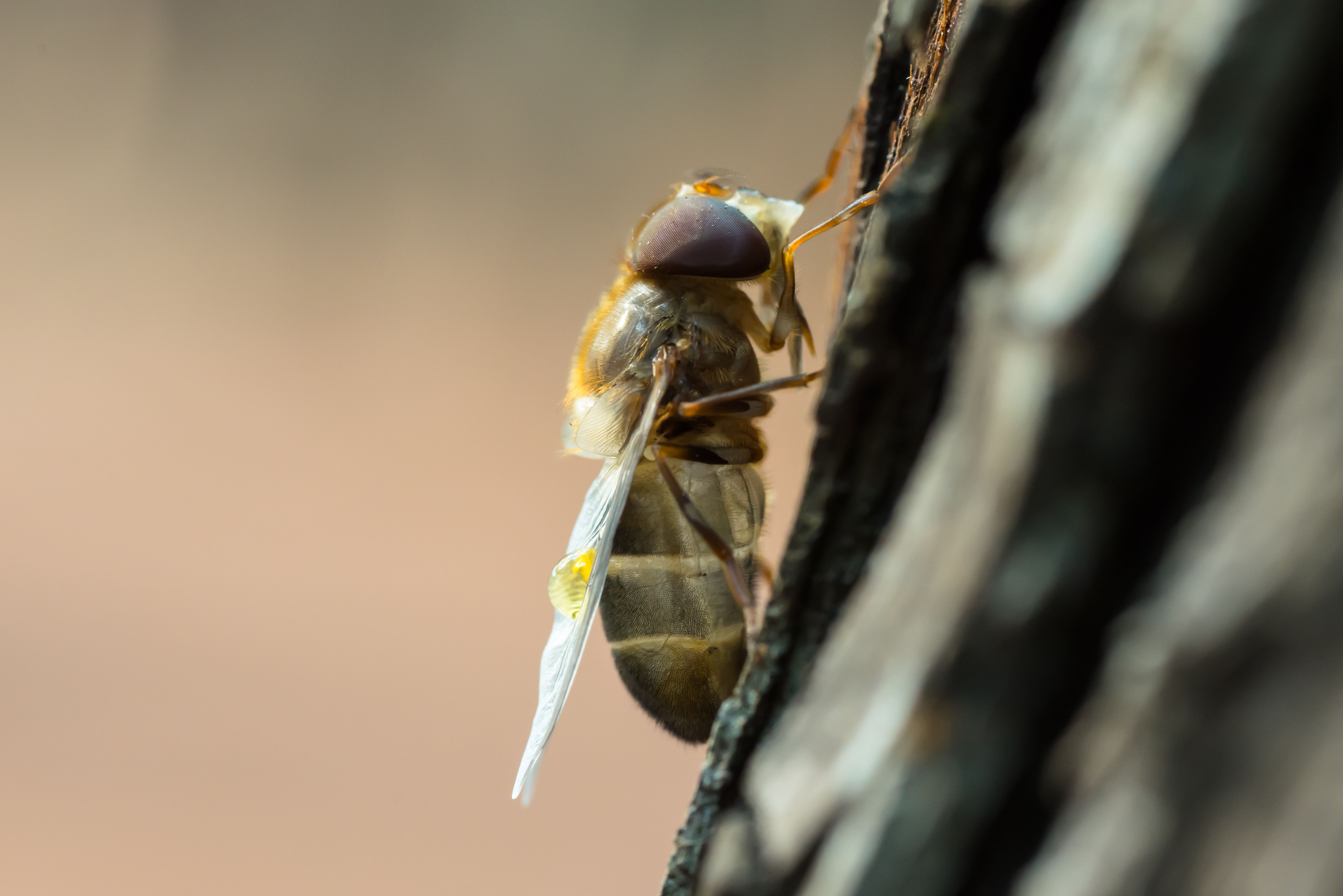
Diptère non identifié
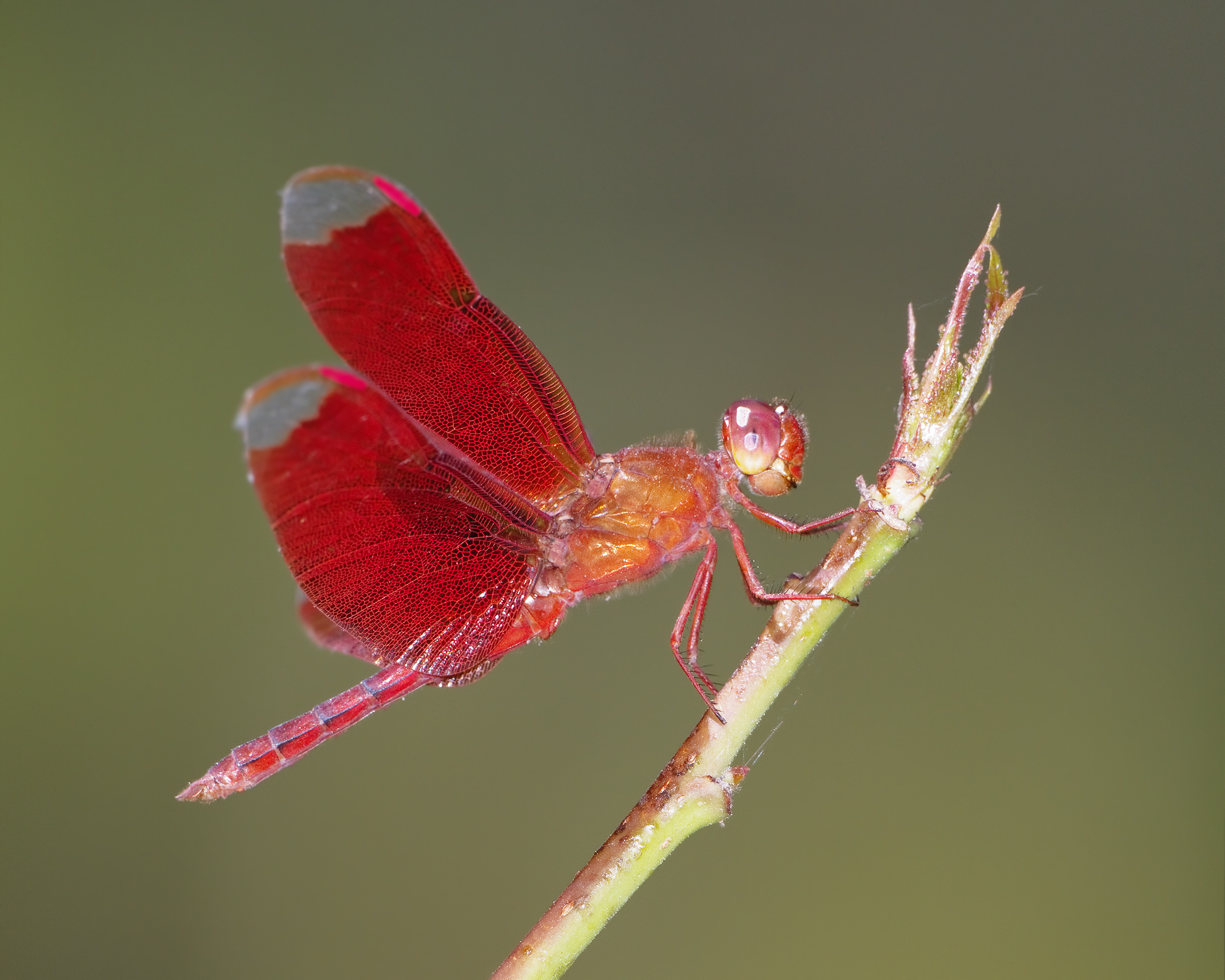
Anisoptère neurothemis fulvia mâle
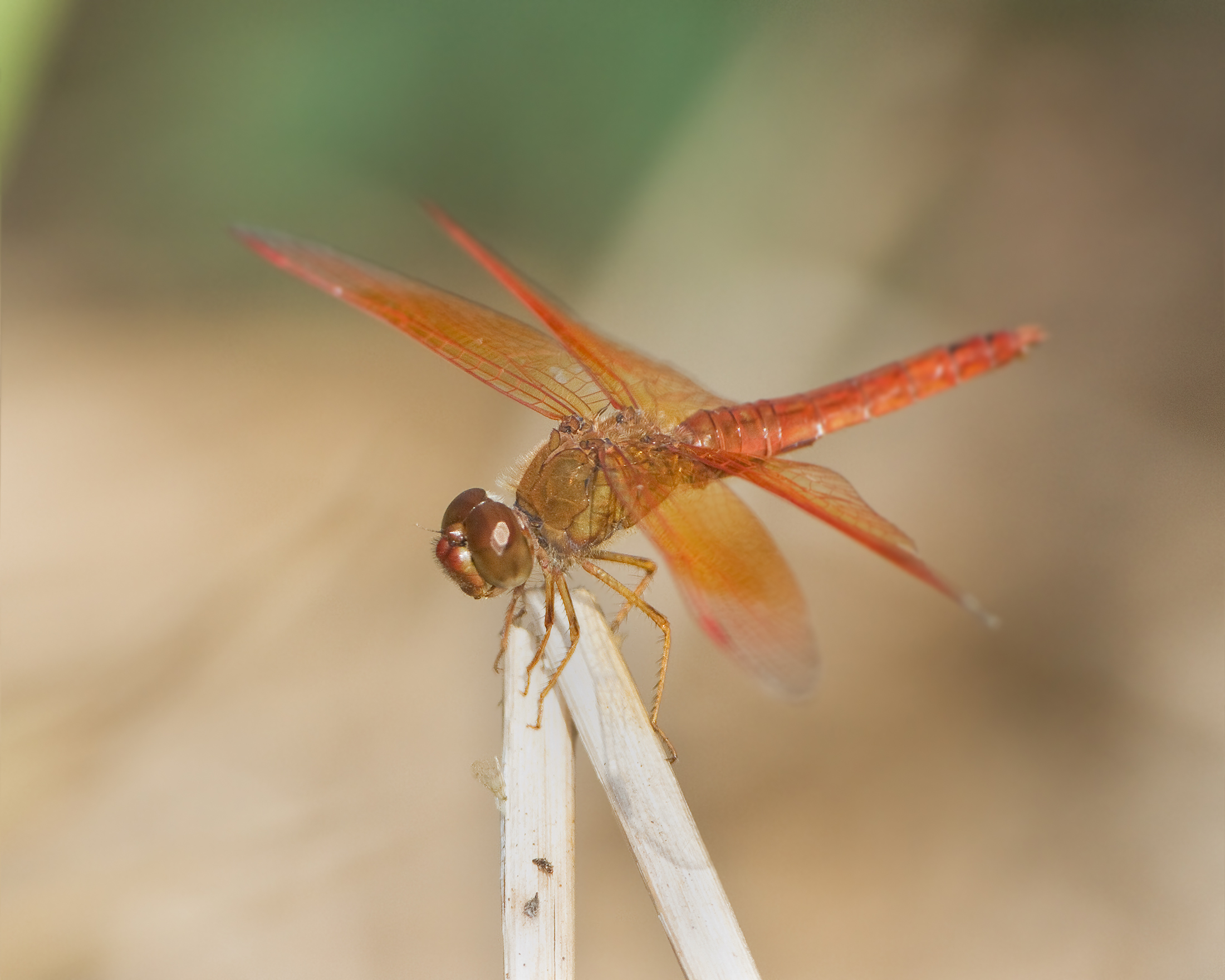
Anisoptère non identifié
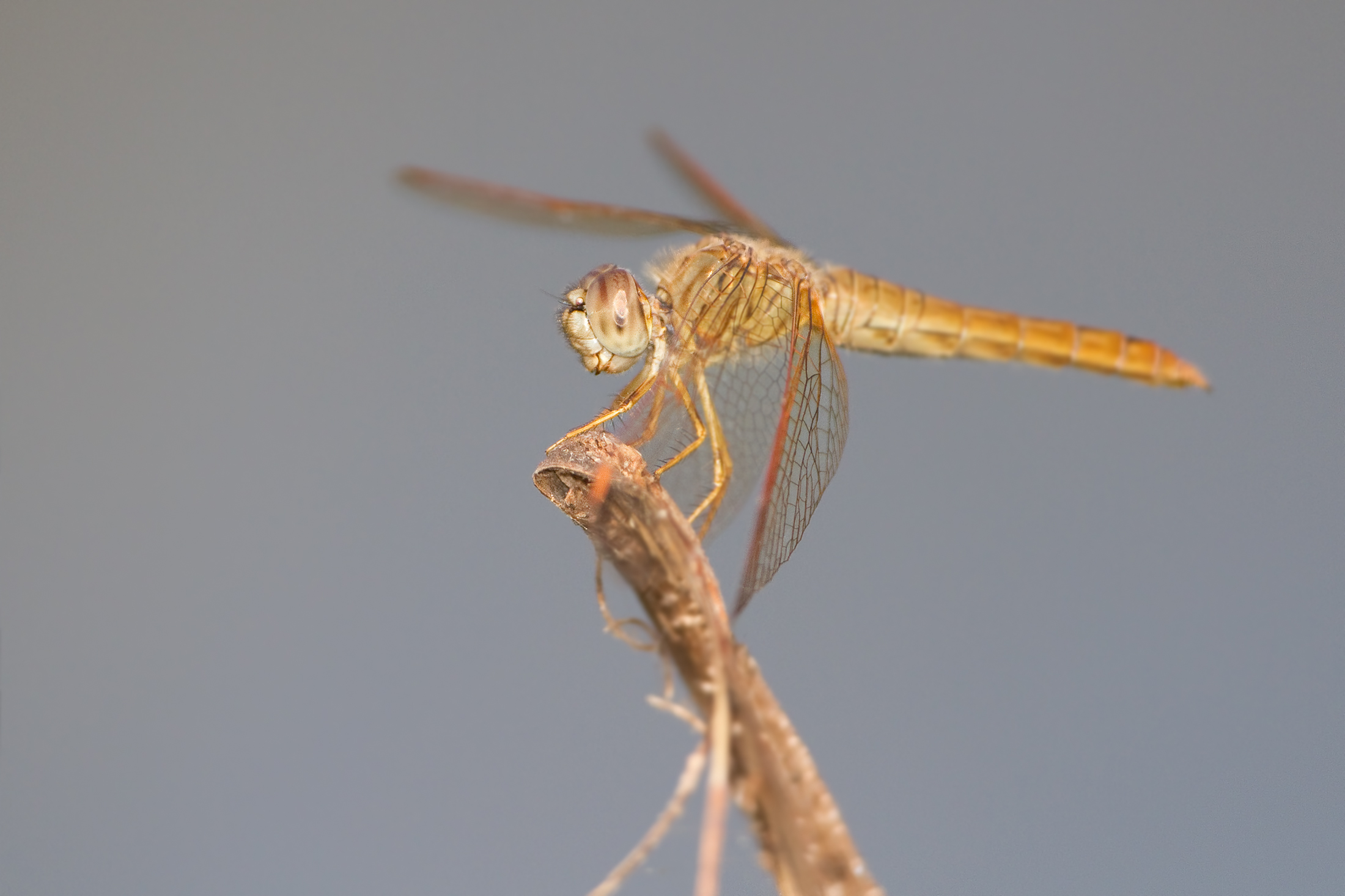
Anisoptère non identifié
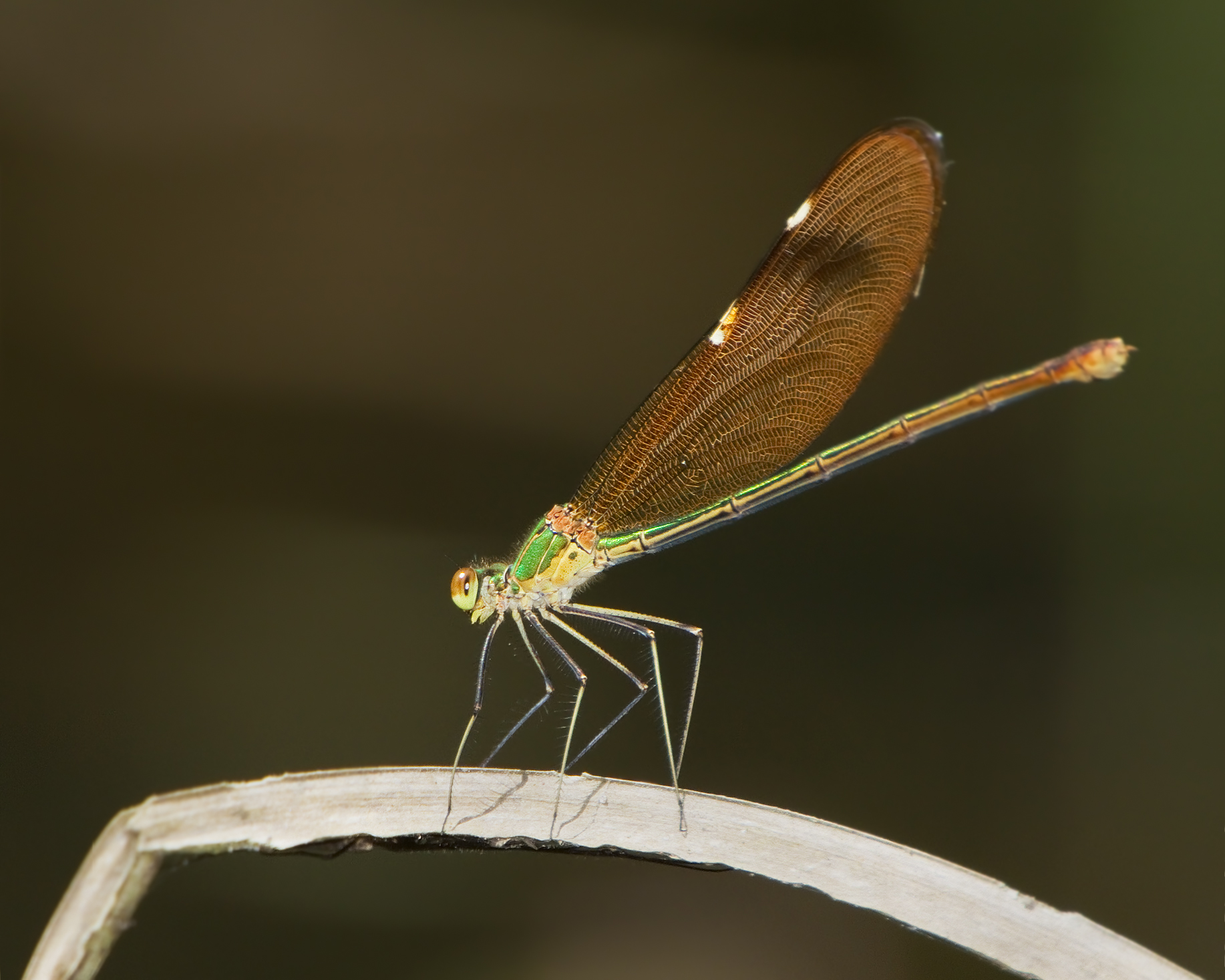
Zygoptère non identifié

#### ... dont des papillons
Les papillons sont nombreux : on y voit par exemple des nymphalidés tel le cethosia biblis, des lycénidés comme le curetis bulis bulis et le zizeeria karsandra, des sphingidés tel le polyptychus trilineatus trilineatus etc.

Papillons
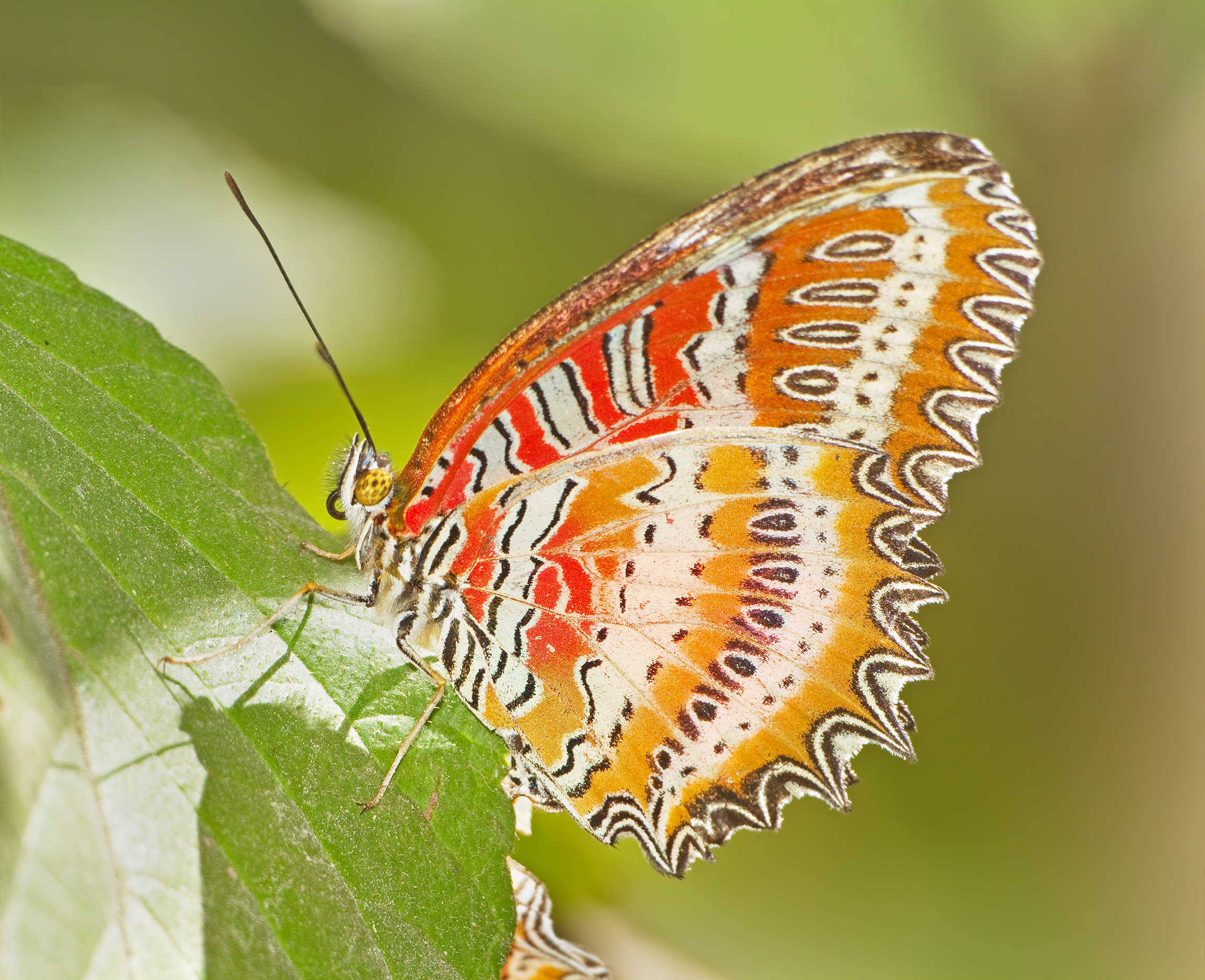
Cethosia biblis
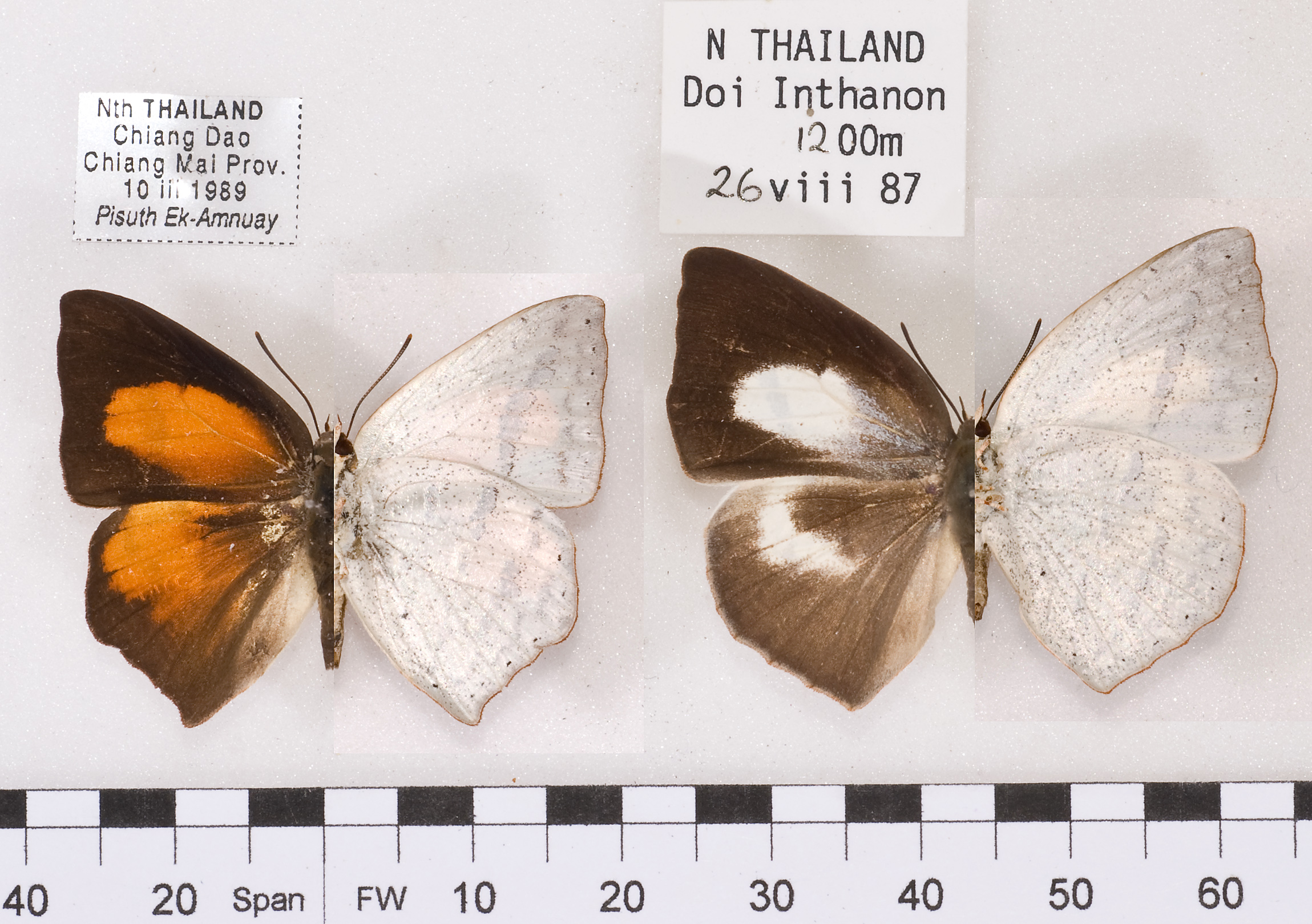
Curetis bulis bulis, mâle et femelle
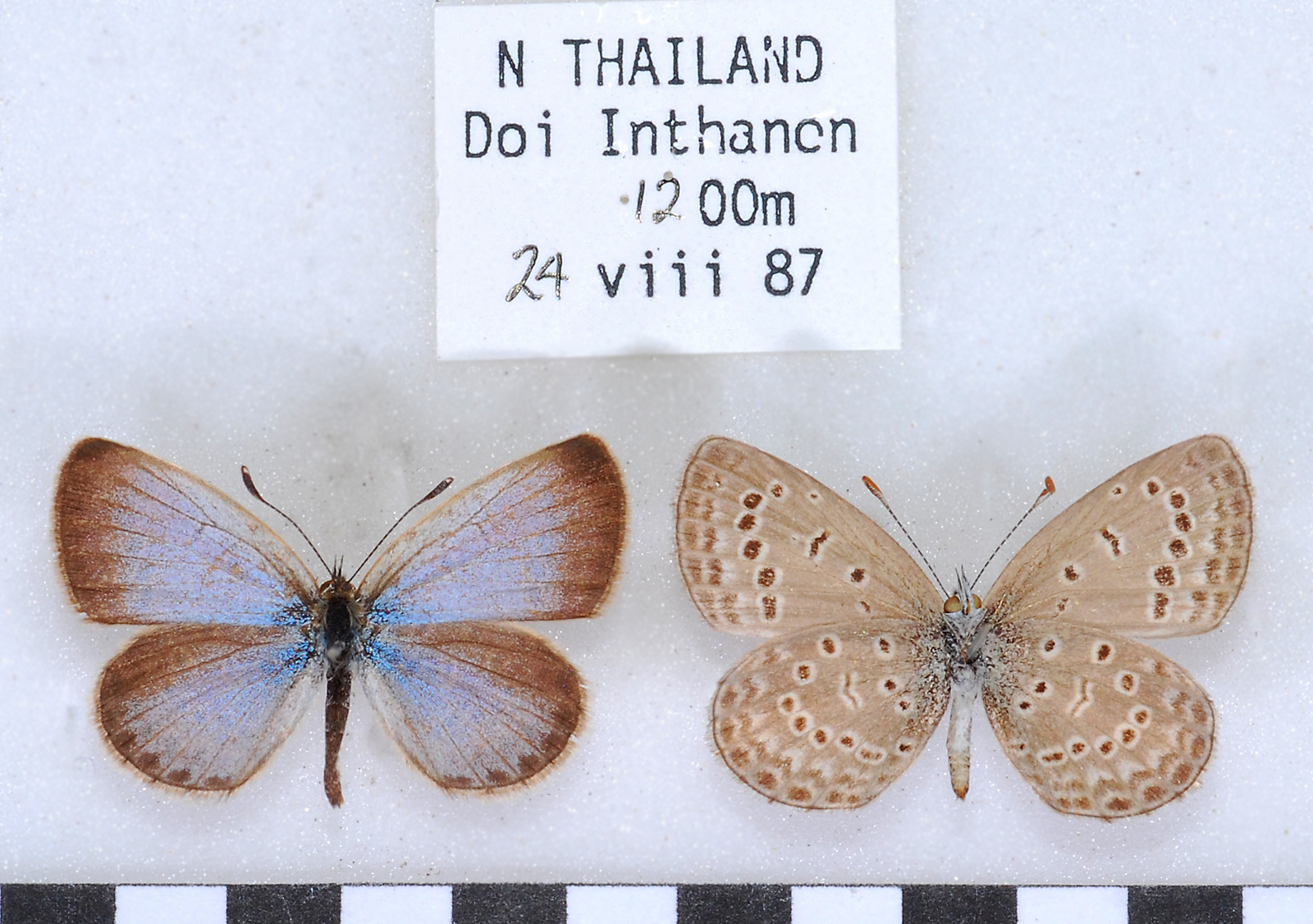
Zizeeria karsandra, mâle
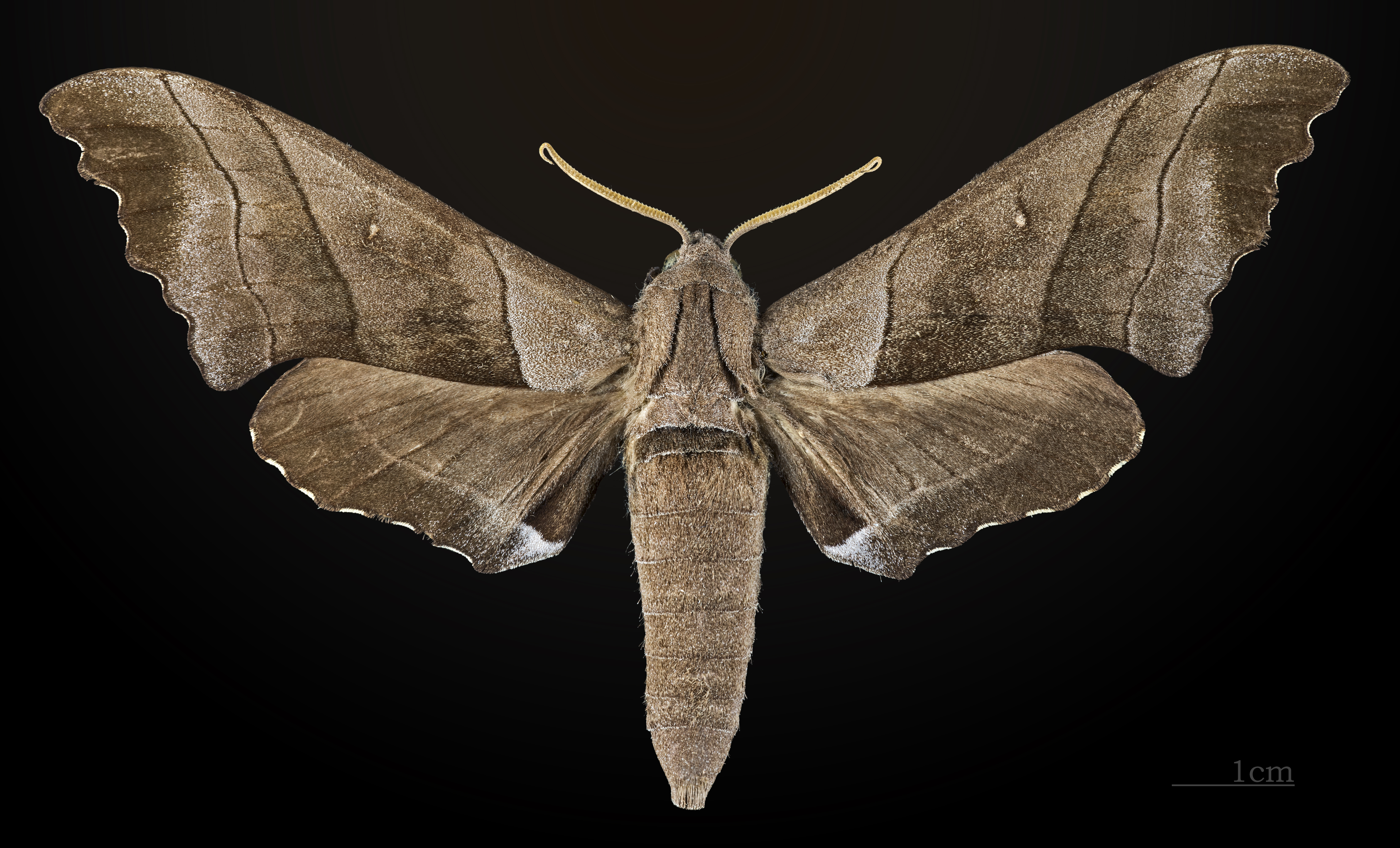
Polyptychus trilineatus, mâle, face dorsale, Muséum d'Histoire Naturelle de Toulouse (MHNT)

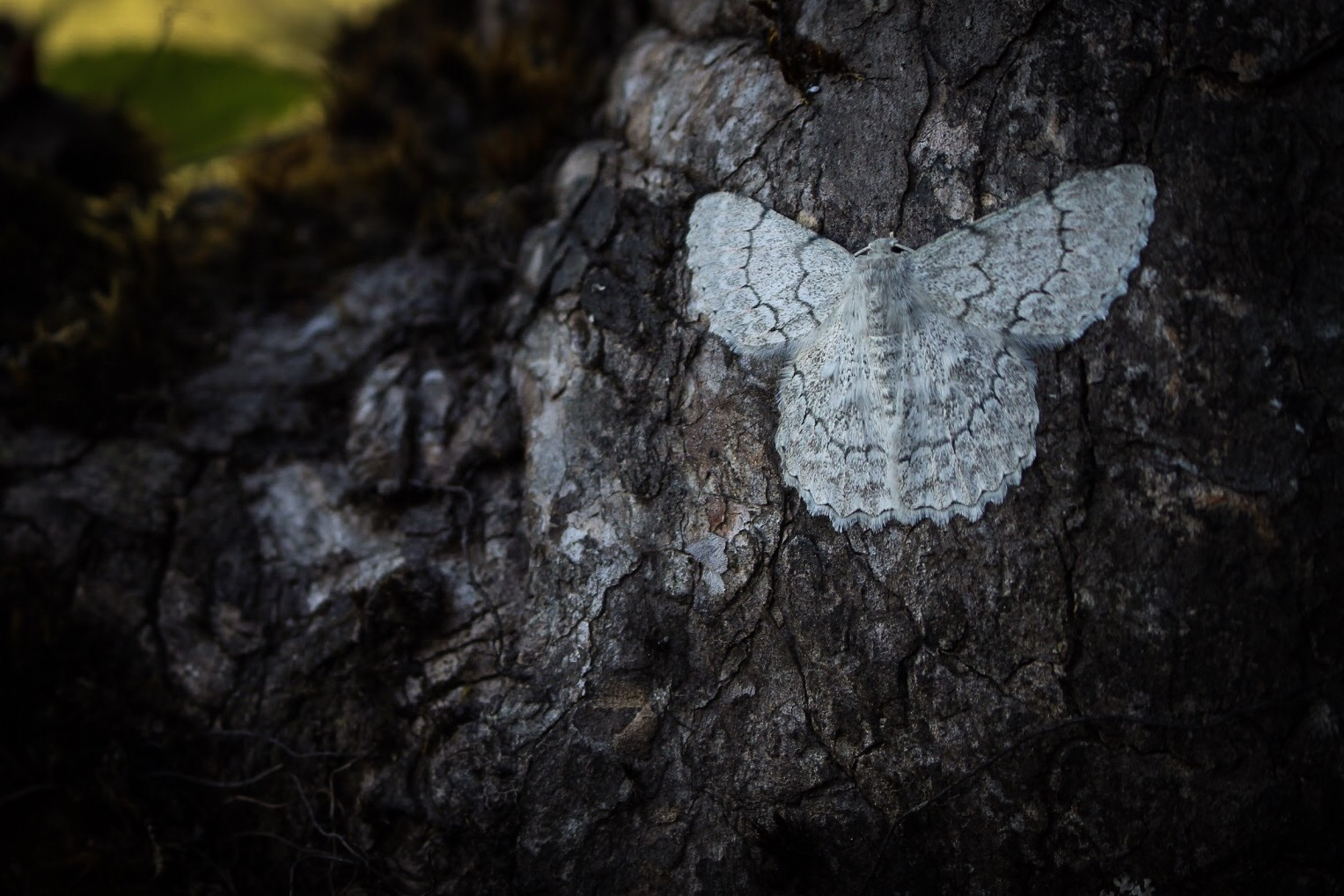
Papillon non identifié

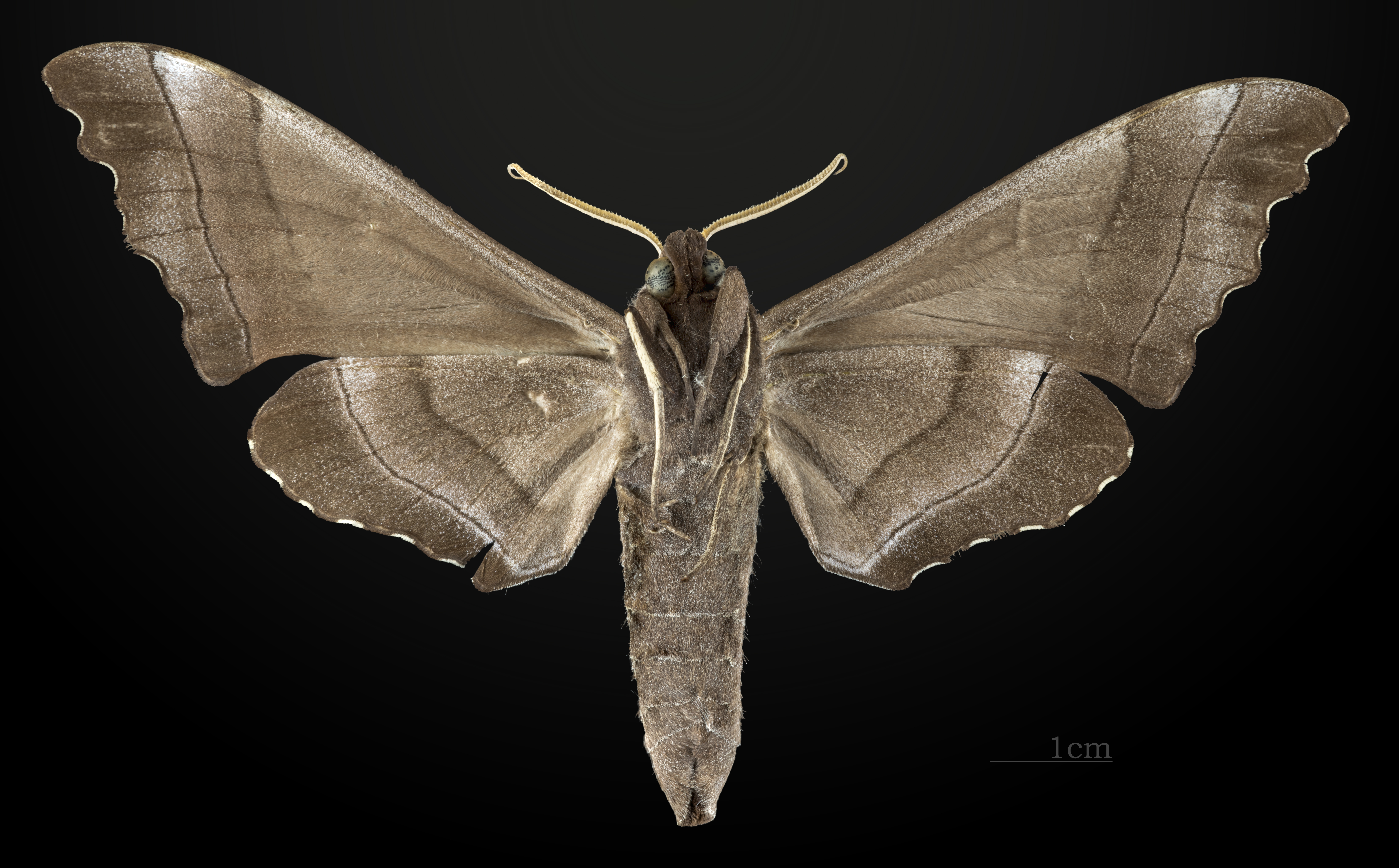
Polyptychus trilineatus, mâle, face ventrale, collection du mathématicien Laurent Schwartz

#### Et de nombreuses espèces d'araignées, de vers etc.
Des araignées bowie bemywife et crassignatha seeliam...

### Flore
Le parc national de Doi Inthanon comprend des terres à moins de 500 m d'altitude et s'élève jusqu'à son sommet à 2 565 m.
Il y a donc une végétation très variée.

### Forêts tropicales de feuillus jusqu'à 800 m d'altitude

#### Forêts tropicales mixtes de feuillus et de résineux (ป่า เบญจพรรณ).
Entre 400 et 500 m d'altitude, on trouve des forêts tropicales mixtes de feuillus et de résineux, dans la zone de Mae Ya par exemple.
Il y a des arbres et arbustes de la famille :
- des légumineuses fabaceae comme des albizia (albizia procera[11]...), des dalbergia et des millettia ;
- des lamiaceae tels les vitex ;
- des combretaceae tels les terminalia (terminalia chebula[12] et terminalia myriocarpa[13]... ;
- et des lythraceae comme les lagerstroemia dont le lagerstromia balansae et le lilas des Indes etc.

Les très grands arbres émergents diptérocarpus sont quasiment absent de ce type de forêt.
Il y a aussi des nombreuses plantes grimpantes et plantes herbacées dont :
- des graminées ;
- des cyperacées ;
- et des zingibéracées telles le boesenbergia, le curcuma, le globba dont le globba expansa et le kaempferia dont le kaempferia roscoeana[14], elles-aussi abondantes.

#### Forêts tropicales de feuillus diptérocarpus (ป่า เต็งรัง)
Entre 600 et 800 m d'altitude, on trouve des forêts tropicales de diptérocarpus.
Par exemple, le long de la route de Mae Chaem, il y a de nombreux dipterocarpus tuberculatus.
On y voit de très grands arbres émergents caractéristiques dipterocarpaceae tels :
- des dipterocarpus intricatus, dipterocarpus obtusifolius[15], dipterocarpus tuberculatus[16] ;
- des shorea obtusa, shorea roxburghii et shorea siamensis
- et bien d'autres espèces.

On trouve aussi des arbres et arbustes de la famille :
- des loganiaceae dont les vomiquiers... ;
- des tiliaceae  dont des colona floribunda etc.

Les plantes grimpantes et épiphytes sont rares.

### Forêts de pins et de feuillus diptérocarpus (ป่า เต็งรัง-ไม้สน)
De 800 à 1 200 m d'altitude poussent des forêts de pins et de diptérocarpus.
On trouve des pins mesurant parfois jusqu'à 40 m de haut ; fréquemment de 25 à 30 m de haut. Ce sont principalement des pins de Sumatra et de temps en temps des pins à trois aiguilles.
Les très grands arbres émergents dipterocarpaceae sont fréquents :
- dipterocarpus obtusa, dipterocarpus obtusifolius, dipterocarpus tuberculatus... ;
- shorea obtusa...

Il y a aussi des arbres et arbustes comme : 
- des juglandaceae engelhardia spicata[17]... ;
- des pentaphylaceae anneslea fragrans[18] et ternstroemia gymnanthera... ;
- des proteaceae helicia nilagirica... ;
- des rubiaceae wendlandia tinctoria[19]... ;
- et aussi des theaceae schima wallichii... ;
- etc.

On trouve de plus des arbustes, buissons et arbrisseaux :
- buddeljaceae buddleja asiatica... ;
- adoxaceae viornes... ;
- et des légumineuses fabaceae  dont des crotalaria, desmodium et indigofera etc.

Il n'y a pas de plantes grimpantes.
Les plantes herbacées sont abondantes et incluent :
- des monocotylédones comme les hypoxidaceae hypoxis aurea, les commelinaceae murdannia et des iridacées iris colletii...
- ainsi que des dicotylédones dont des asteraceae comme le séneçon, des gentianaceae comme la swertia angustifolia[20], des polygalaceae comme la polygala arillata[21]...
- etc.

### Forêts tropicales de petites montagnes
Dès 700 m d'altitude mais surtout à partir de 1 000 m jusqu'à 1 700- 1 800 m poussent des forêts tropicales de petites montagnes.

#### Forêts tropicales sèches de petites montagnes
Au dessus de 900 m d'altitude poussent, sur les pentes des vallées des chaînes de montagnes peu élevées, des forêts tropicales sèches ; par exemple dans la zone de Mae Pan à environ 1 100 m d'altitude.

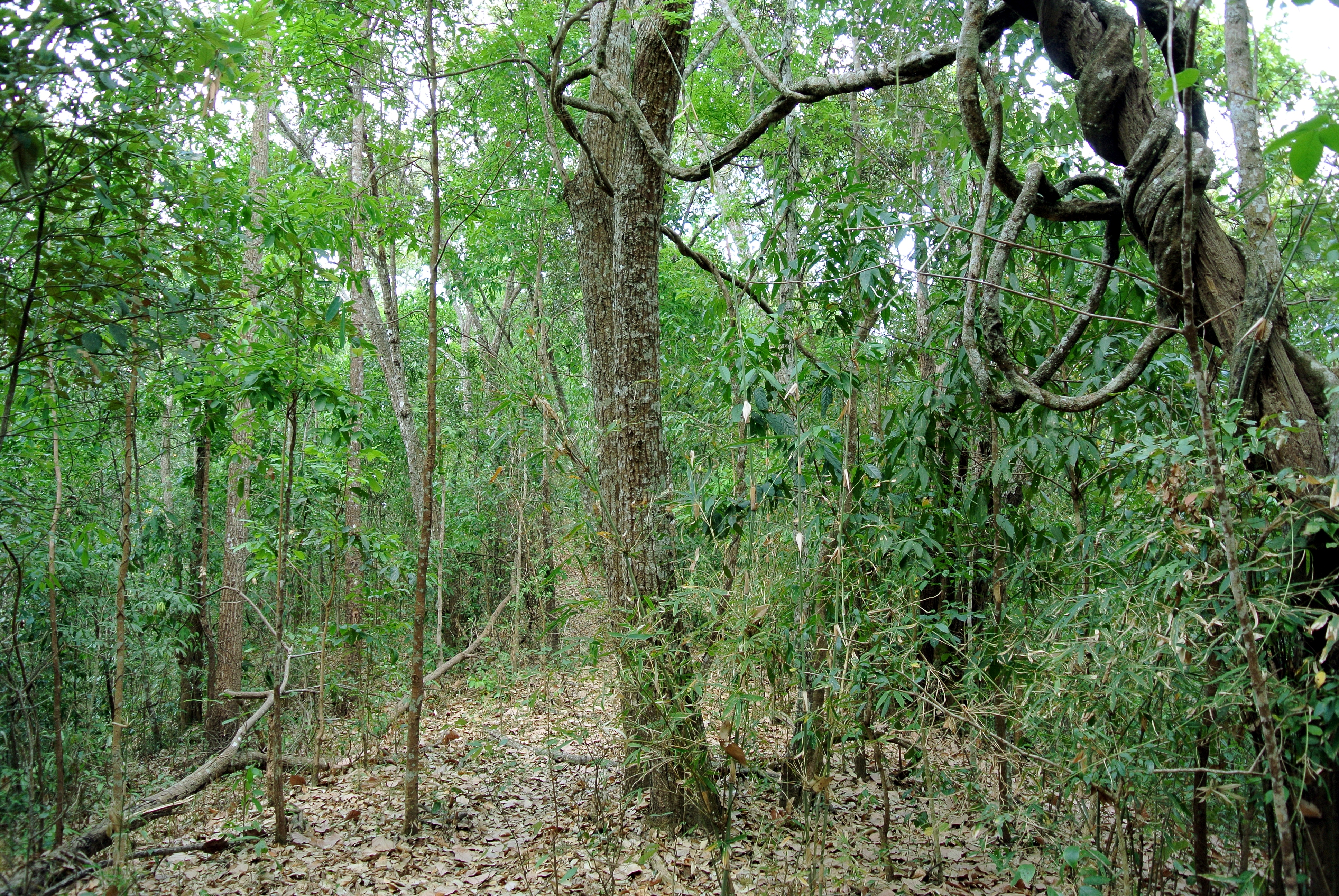
Forêt tropicale sèche à la fin de la saison sèche

Les très grands arbres émergents dipterocarpaceae sont rares.
Les arbres caractéristiques sont :

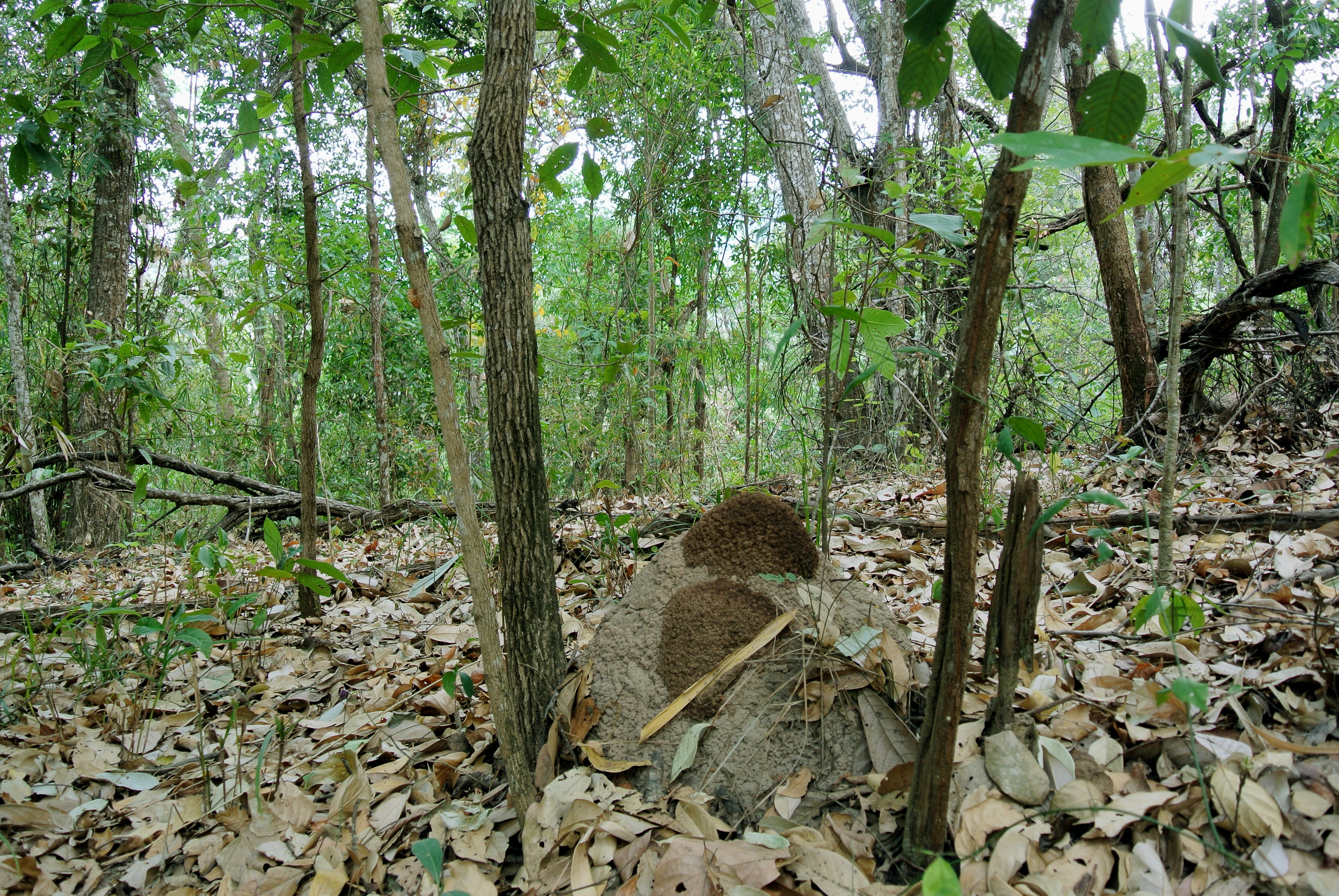
Premier « étage » d'une forêt subtropicale semi-sèche au nord de la Thaïlande à la fin de la saison sèche, avec une termitière au premier plan.

- des anacardiaceae choerospondias axillaris et  dracontomelon dao... ;
- des légumineuses fabaceae acrocarpus fraxinifolius, bois de condori et erythrina... ;
- des meliaceae (aglaia, aphanamixis polystachya et dysoxylum andamanicum ou cyrtobotryum... ;
- des myrtaceae syzygium... ;
- des sapindaceae longanier, nephelium hypolceucum, paranephelium xestophyllum, sapindus rarak[22]... et bien d'autres.

Les arbustes typiques sont :
- des capparaceae capparis... ;
- des euphorbiaceae antidesma... ;
- et des rubiaceae ixora et tarenna...
- etc.

Les plantes grimpantes sont nombreuses : 
- annonceae desmos chinensis et artabotrys siamensis... ;
- des légumineuses fabaceae dalbergia, derris, entada et mucuna macrocarpa[23]... ;
- des rutaceae luvunga scandens... ;
- etc.

Les plantes herbacées sont fréquentes et incluent :
- des araceae comme l'aglaonema, l'amorphophallus et l'arisaema
- ainsi que des zingibéracées telles l'alpinia, le boesenbergia, le curcuma, le globba et l'hedychium etc.

#### Forêts tropicales humides de chênes de petites montagnes

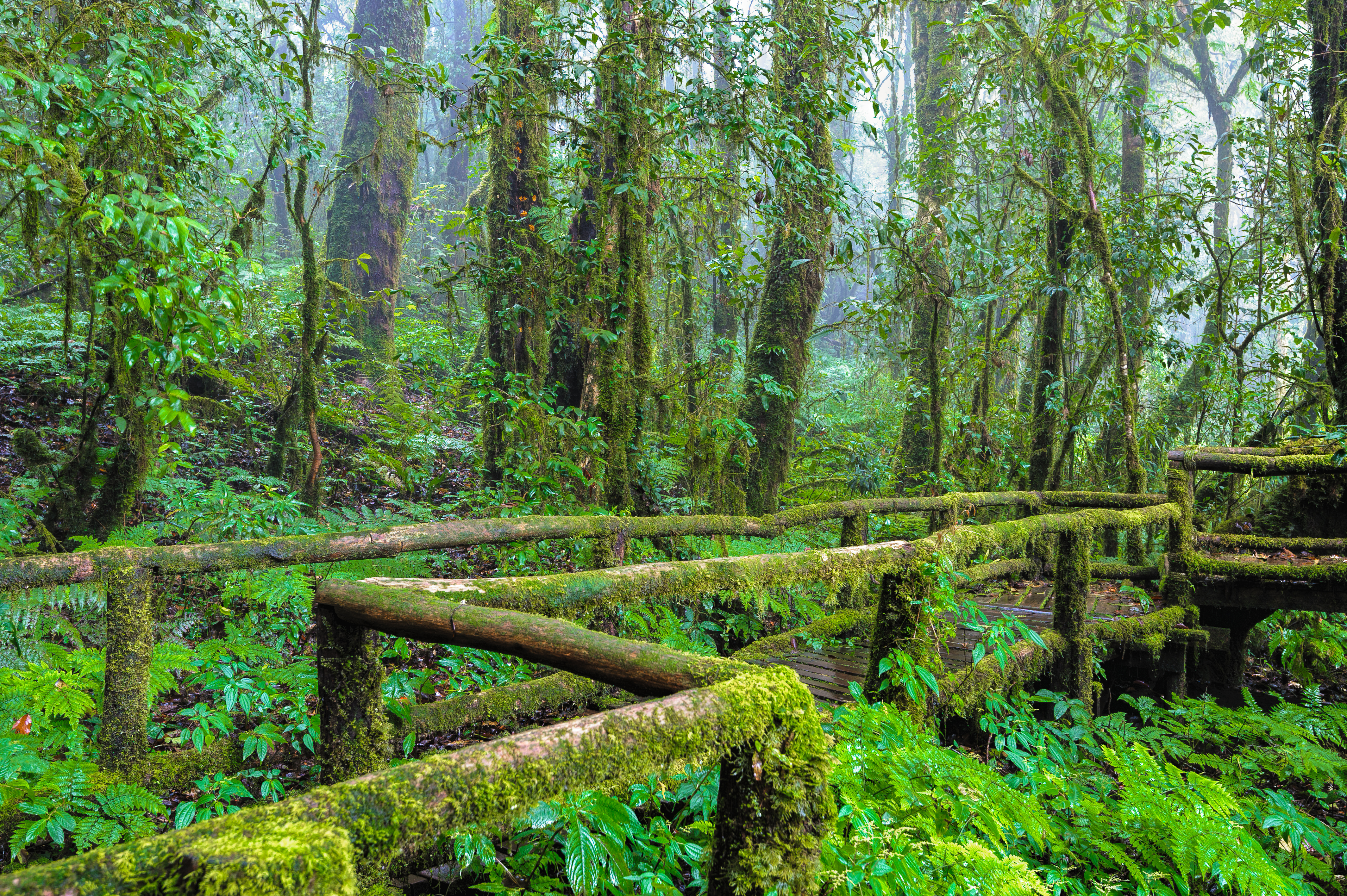
Sentier dans la forêt tropicale humide de petites montagnes

Les arbres caractéristiques les plus fréquents sont :
- des légumineuses fagaceae du genre castanopsis, chênes à tan lithocarpus[24] et chênes quercus[25] ; on trouve en particulier des castanopsis acuminatissima et des castanopsis tribuloides ainsi que des quercus glabricupula et des quercus kerrii[26].
- des betulaceae, dans une moindre mesure, comme des bouleaux betula alnoides[27] et des  charmes carpinus viminea[28] sont assez commun ;
- etc.

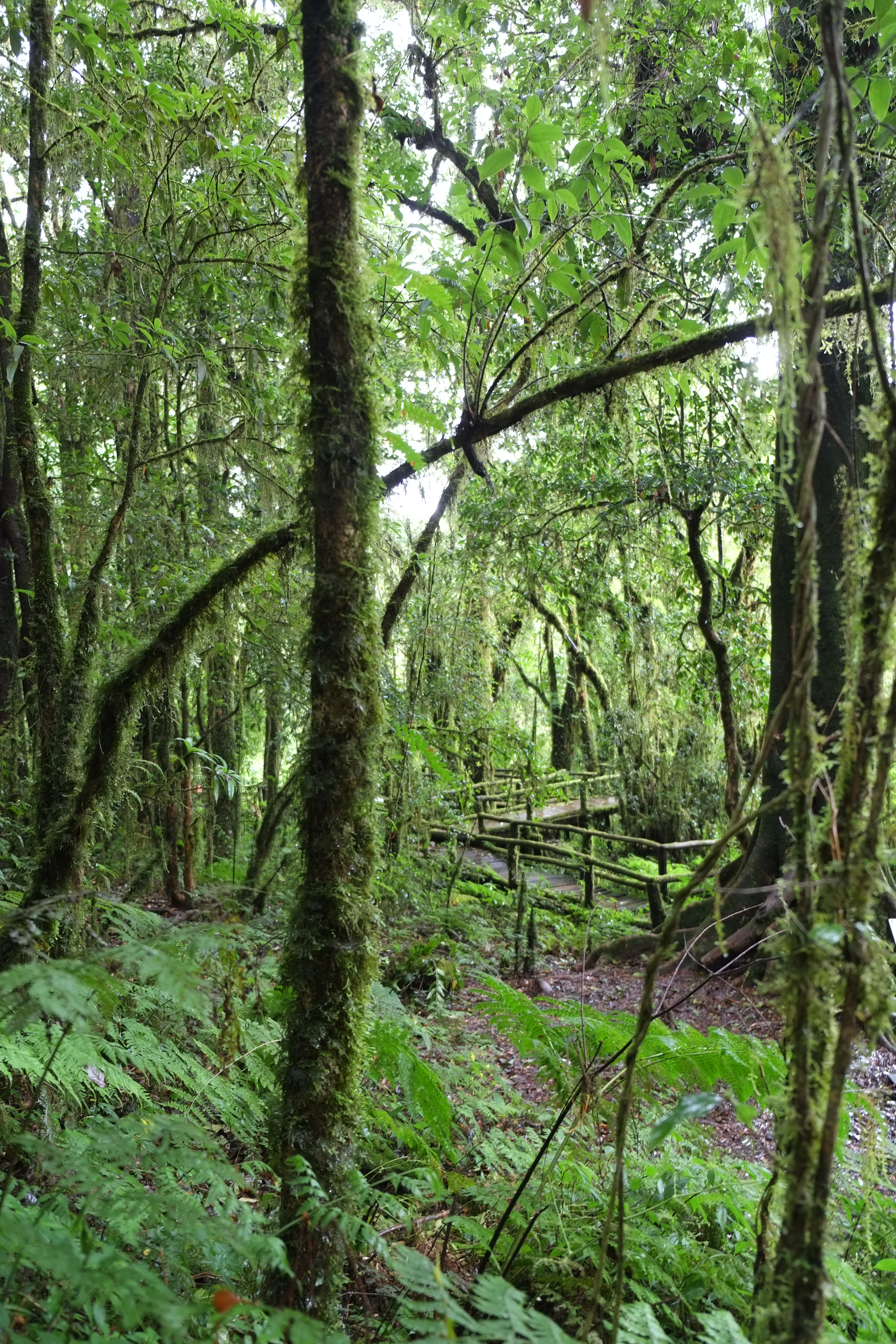
Forêt tropicale humide de petites montagnes

Les arbustes et arbrisseaux les plus communs sont :
- des lamiaceae clérodendrons dont des clerodendrum colebrookianum[29]... ;
- des adoxaceae viornes, en particulier des viburnum coriaceum et des viburnum sambucinum[30]... ;
- des rubiaceae wendlandia tinctoria... ;
- des tyracaceae styrax benzoides et styrax rugosus[31]... ;
- des berberidaceae mahonia nepalensis[32]... ;
- etc.

On peut voir aussi des arbustes épiphytes dont des ericaceae agapetes hosseana et des gesneriaceae aeschynanthus tel aeschynanthus parviflora...
Il y a aussi des plantes grimpantes comme, par exemple, des ranunculaceae clématites comprenant des clematis sikkimensis, des buissons de ronces rosaceae rubus alceifolius, rubus chevalieri et des piquants lou-lou (ou rubus ellipticus) ainsi que des lianes smilacaceae smilax lanceifolia...
Et au sol, on peut apercevoir quelques herbes typiques telles :
- des plantes à fleurs asteraceae variées du genre blumea avec la blumea fistulosa[39], chamchaya, crassocephalum avec le crassocephalum crepidioides[40] et aussi saussurea ;
- des bégonias comme le begonia cathcartii ;
- des commelinaceae amischotolype[41] ;
- des rubiaceae heydotis (ou oldenlandia) et mitracarpus
- etc.

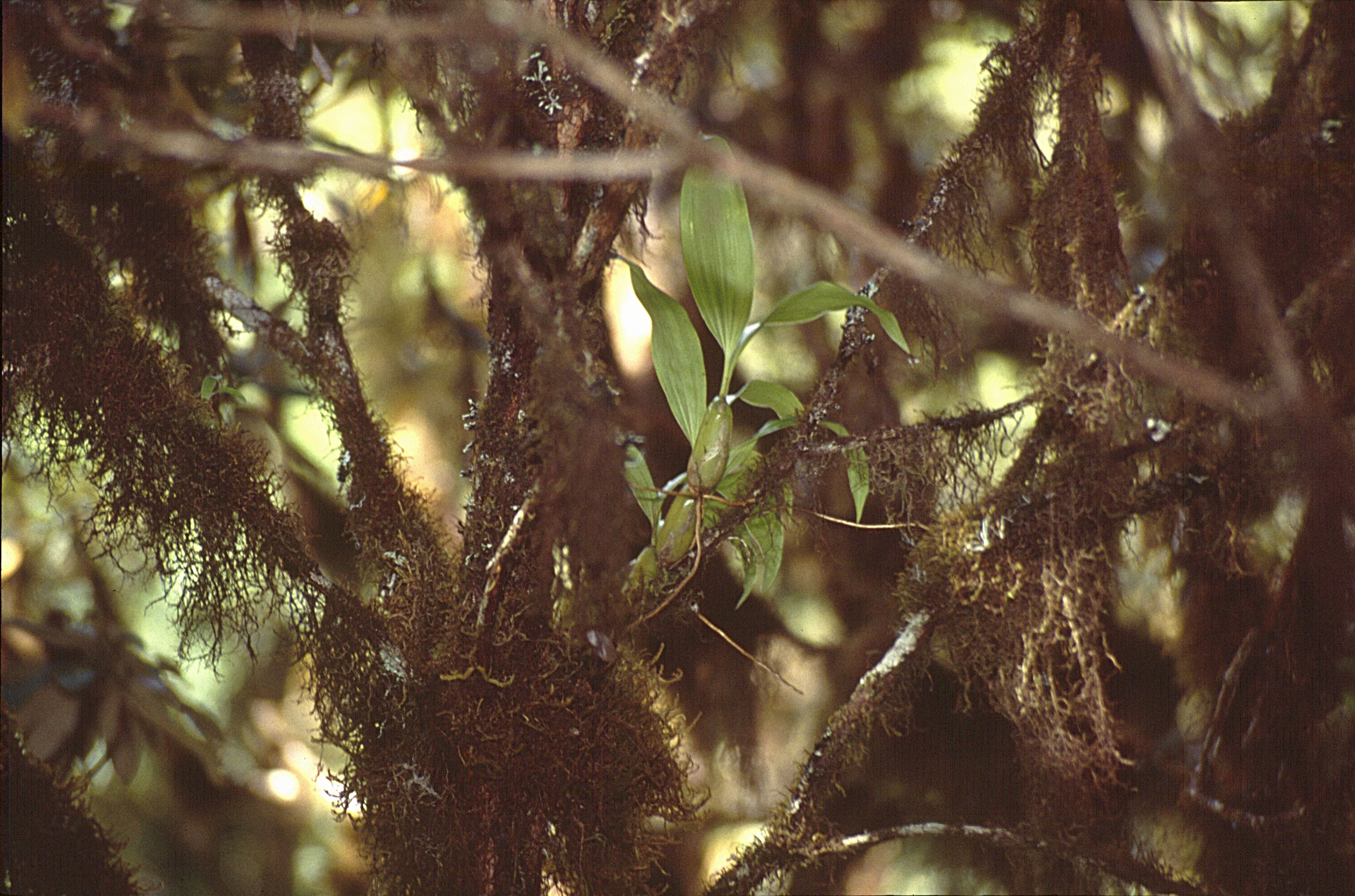
Orchidée épiphyte et lichens usnée

Les fougères et les orchidées sont abondantes et les branches des arbres sont souvent couvertes de lichens usnée.

#### Forêts tropicales humide mixte des chênes et de pins de petites montagnes
La végétation de forêts tropicales mixte des chênes et de pins de petites montagnes est très semblables à celles des forêts tropicales de chênes de petites montagnes. La seule différence notable est la présence de pins à trois aiguilles, seuls arbres géants qui émergent souvent de la canopée à 30 à 40 mètres au-dessus du sol.

### Forêts tropicales de hautes montagnes
De 1 800 m au sommet à un peu plus de 2 500 m d'altitude poussent des forêts petites et denses dont les arbres les plus grands ne mesurent que rarement un peu plus de 20 m de haut.
Les arbres les plus caractéristiques sont :
- quelques fagaceae, en particulier des chênes quercus glabricupulata ;
- des theaceae gordonia dalglieshiana et schima wallichii ainsi que des pentaphylacaceae dont des eurya acuminata et des eurya nitidia[42] ;
- des érables et des exbucklandia populnea etc.

Parmi les arbustes les plus courants, il y a :
- des mysinaceae myrsine semiserrata ;
- des ericaceae  rhododendron arboreum (ou azalée arboreum) dont rhododendron de Delavay, rhododendron veitchianum[43],[44] et vaccinium sprengelii ;
- etc.

Forêt tropicale de haute montagne / Forêt de nuage
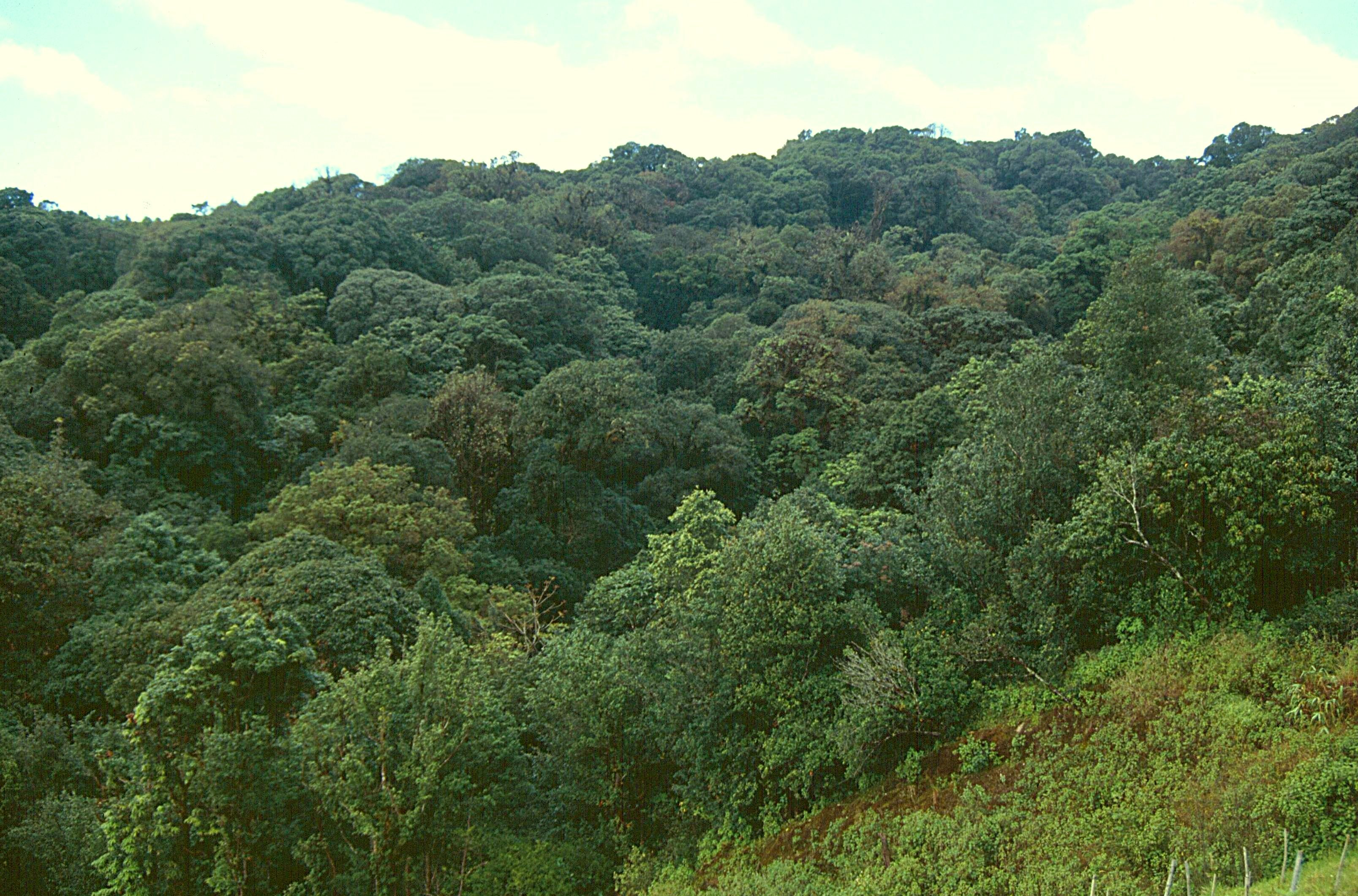
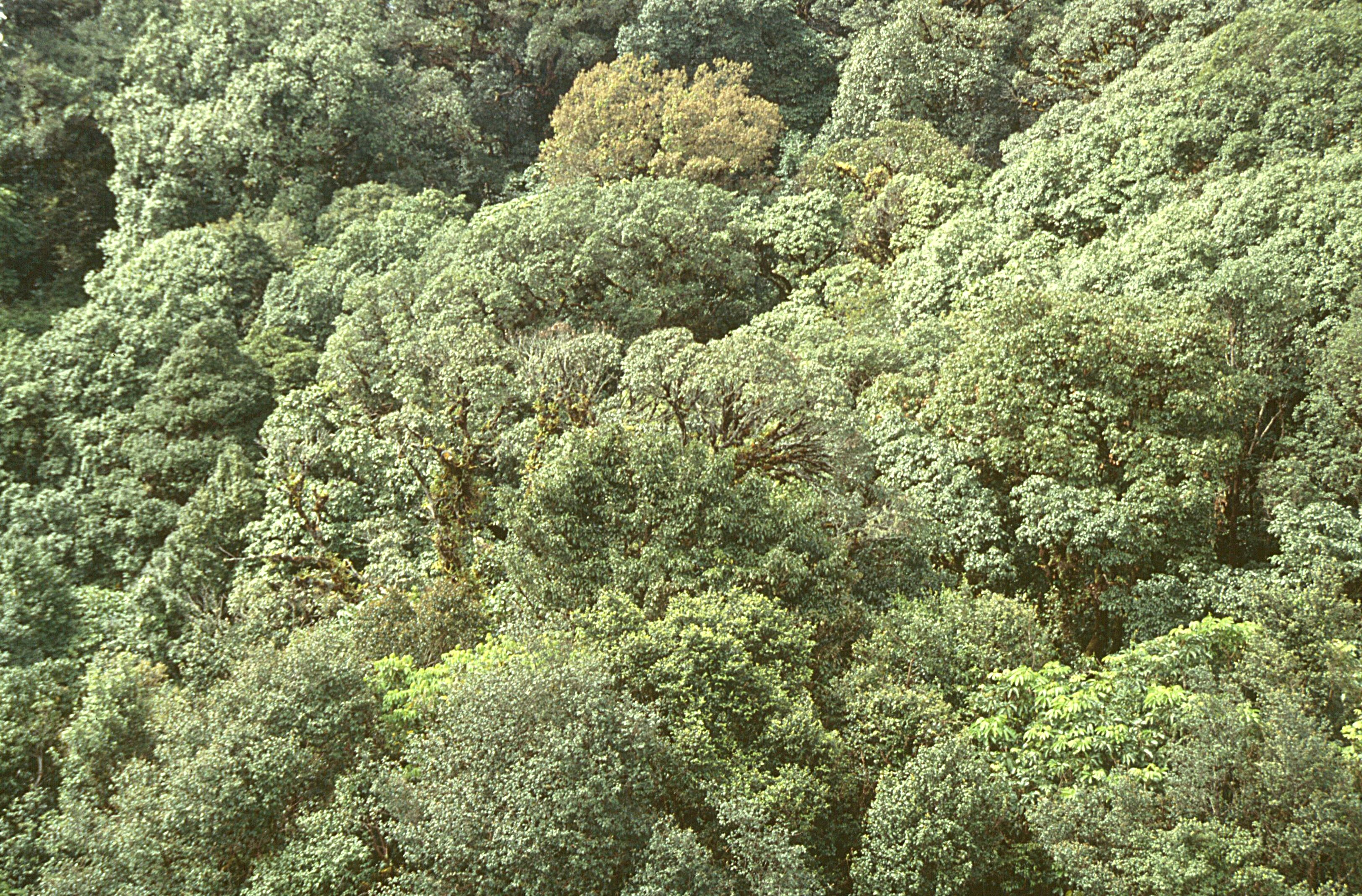
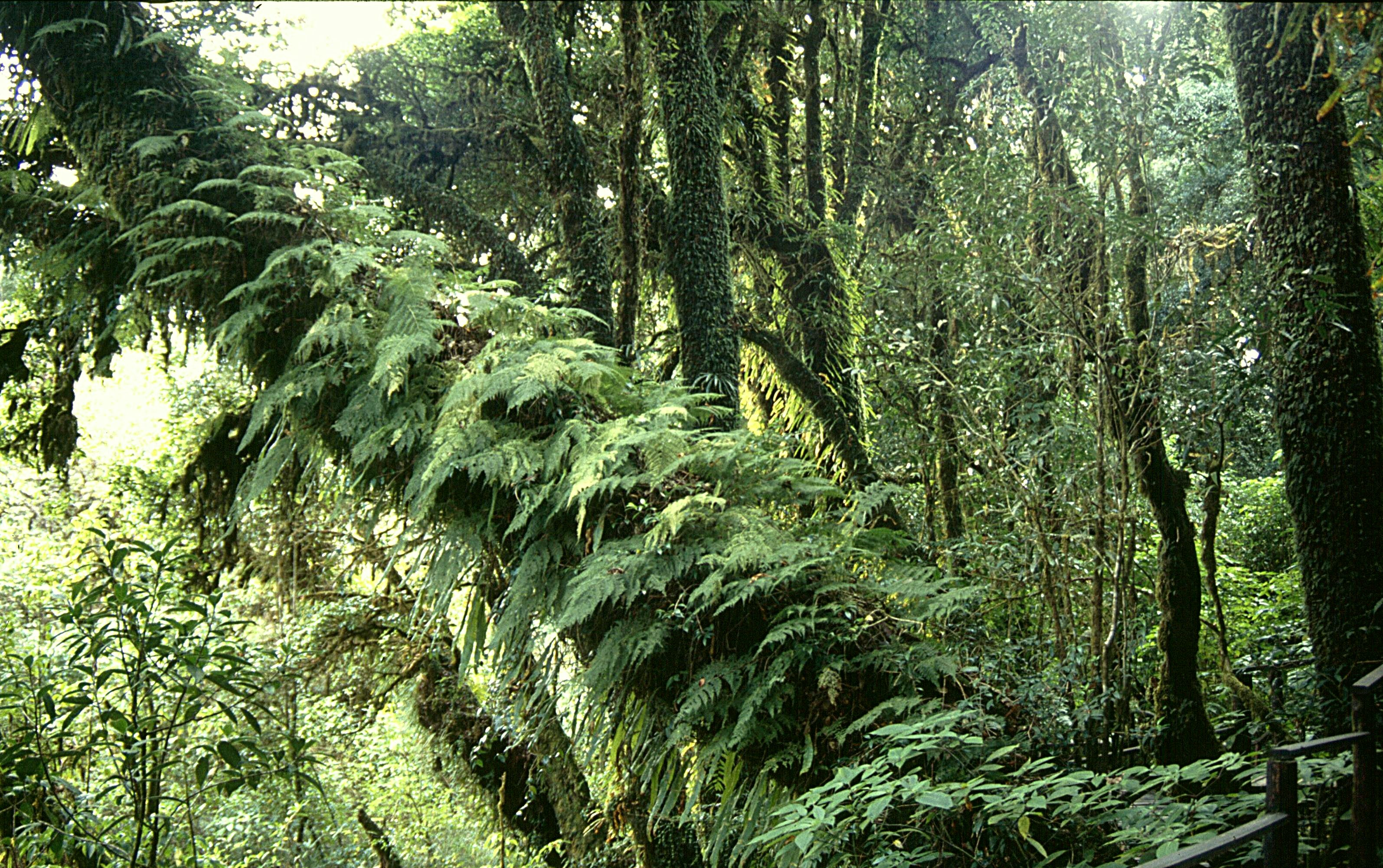
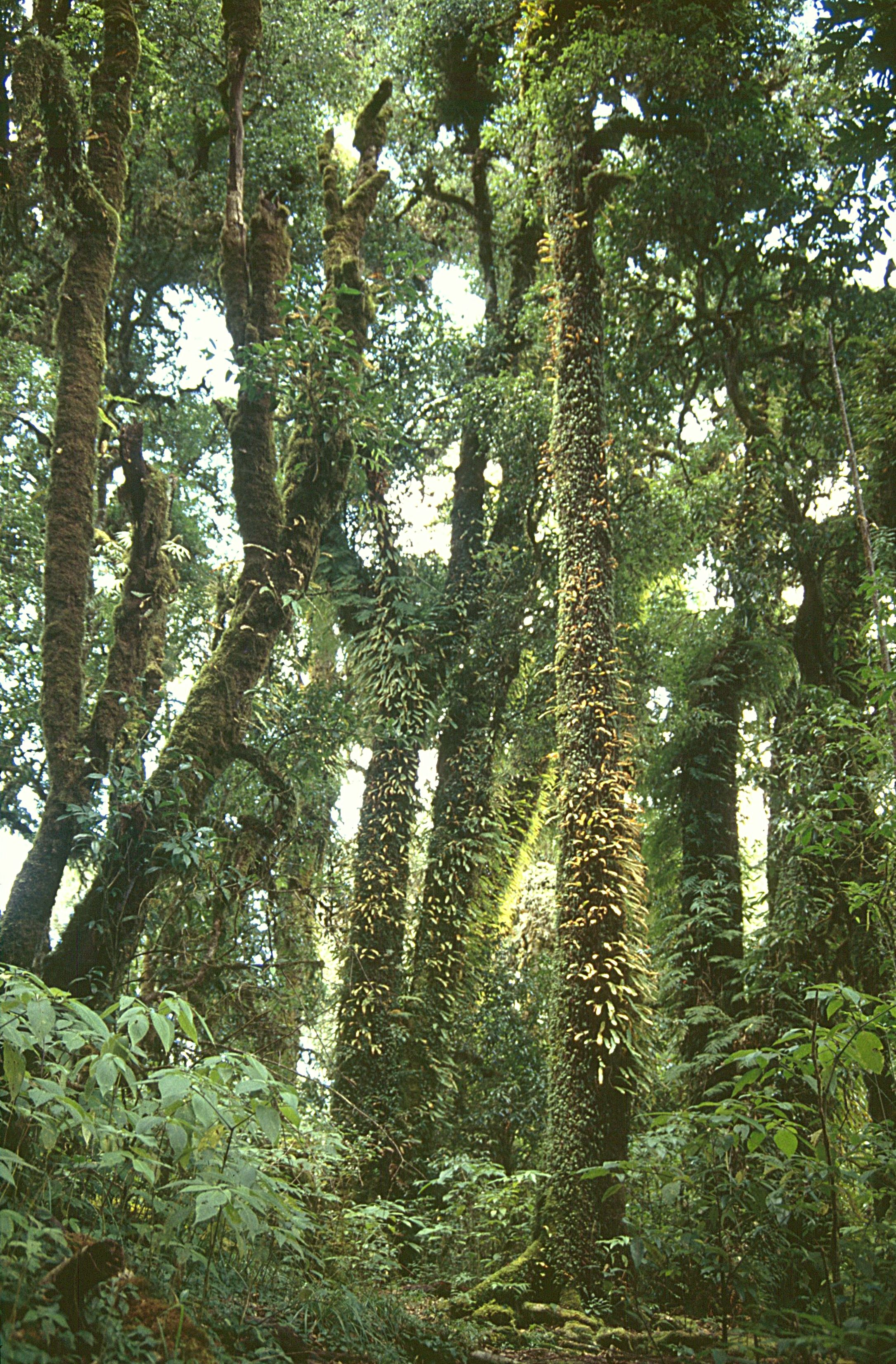

Dans la canopée de la forêt tropicale de haute montagne (forêt de nuage), sur les branches des arbres, on peut voir de très nombreuses plantes épiphytes qui sont :
- des fougères ;
- des mousses ;
- des lichens ;
- et de belles orchidées bulbophyllum[45], coelogyne et en particulier coelogyne nitida[46], dendrobium et en particulier dendrobium draconis, dendrobium infundibulum[47] et dendrobium secundum[48], eria, gastrochilus belinus[49], oberonia[50], otochilus dont l'otochilus albus[51], pholidota, porpax grandiflora[52]...

On peut aussi admirer sur le sol les orchidées terrestres brachycorythis helferi, phaius tankervilleae, tainia viridifusca, thunia alba etc.
A la lisière de la forêt tropicale de haute montagne , on trouve des arbustes : 

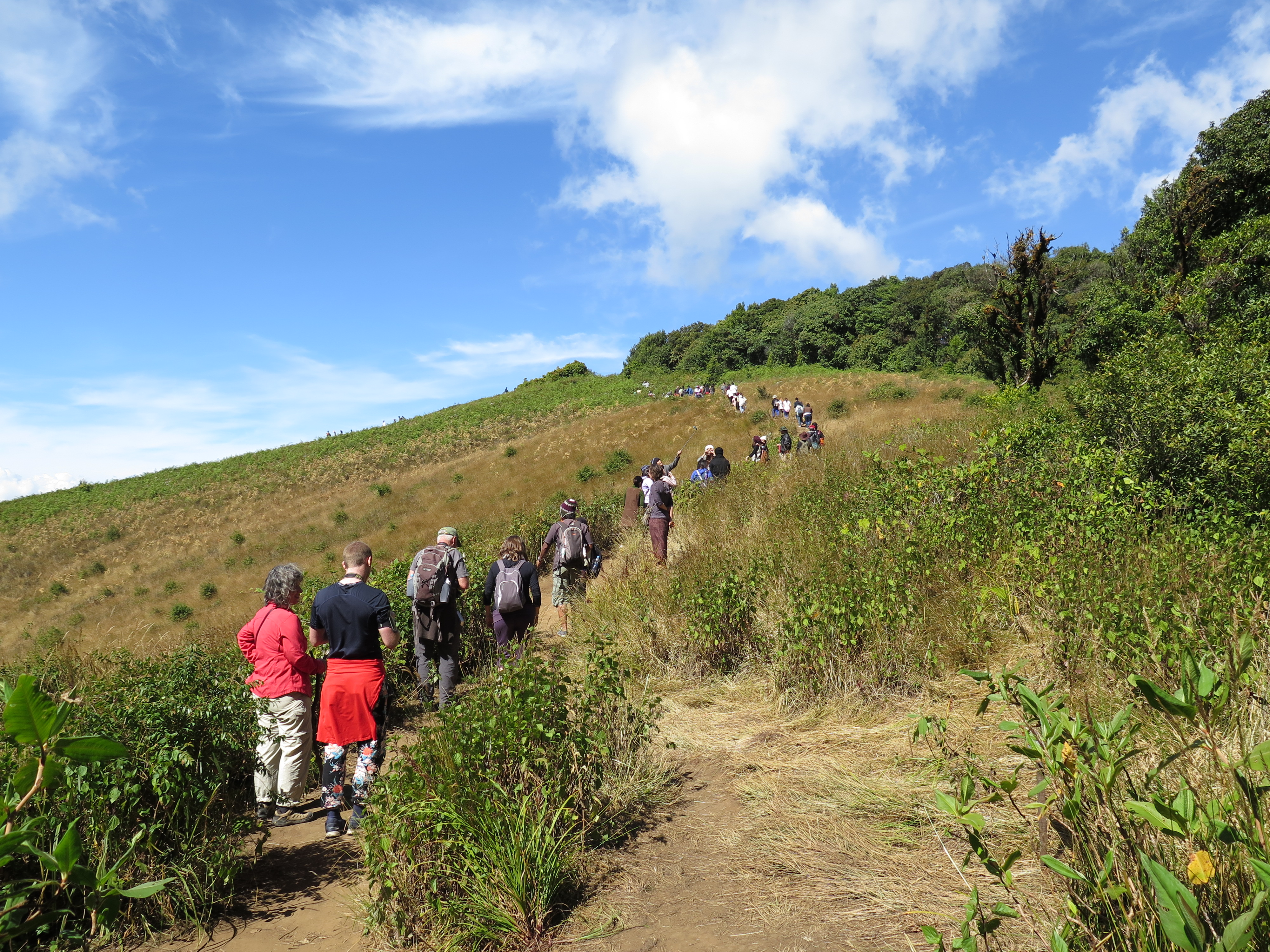
A la lisière de la forêt tropicales de hautes montagnes

- acanthaceae strobilanthes dont des strobilanthes auriculata[56] ;
- hydrangeaceae dichroa febrifuga et viorne viburnum kerrii ;
- etc.

A la lisière de la forêt, on trouve aussi des herbes communes comme : 
- des carex ou laîches : carex baccans, carex cruciata... ;
- des gentianes, des impatientes ou balsamines : impatiens duclouxii, impatiens garrettii, impatiens longibola, impatiens mengtzeana, impatiens radiata, impatiens violaeflora[57]... ;
- des lobélies : lobelia pyramidalis ou cardinales pyramidalis... ;
- et des paris polyphyllla[58]...
- etc.

## Tourisme
Le parc national de Doi Inthanon est ouvert chaque année au public du 1er septembre au 30 avril ; il est fermé du 1er mai au 30 juillet.
C'est un lieu de promenade très apprécié le week-end, en particulier par les habitants de Chiang Mai.

On se promène le long de chemins bien aménagés pour contempler la nature, admirer les cascades et les paysages, observer les fleurs et les oiseaux : sentiers de randonnée de Ang Ka (อ่างกา) et de Kio Mae Pan (กิ่วแม่ปาน)...

Sentiers de randonnée
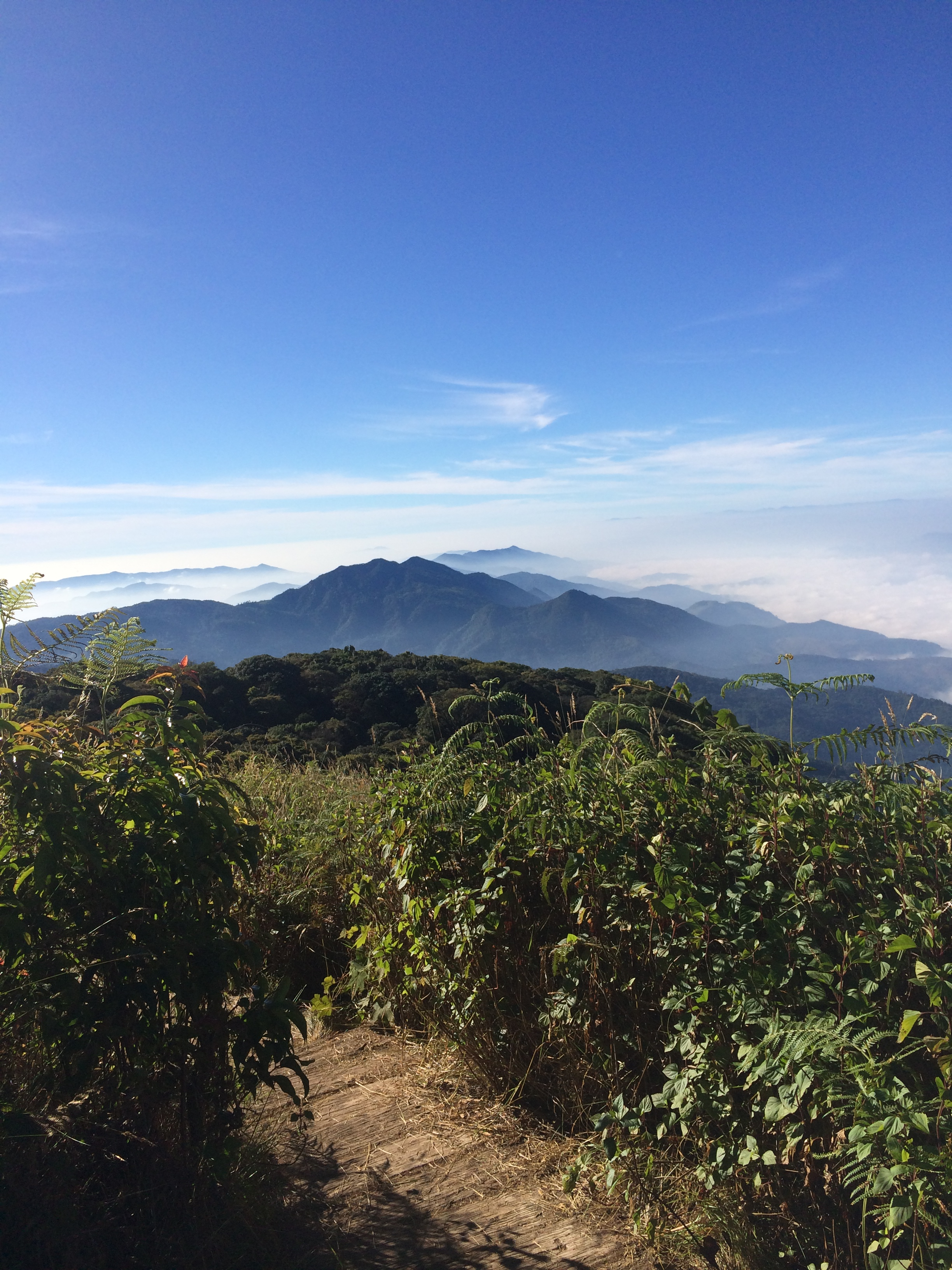
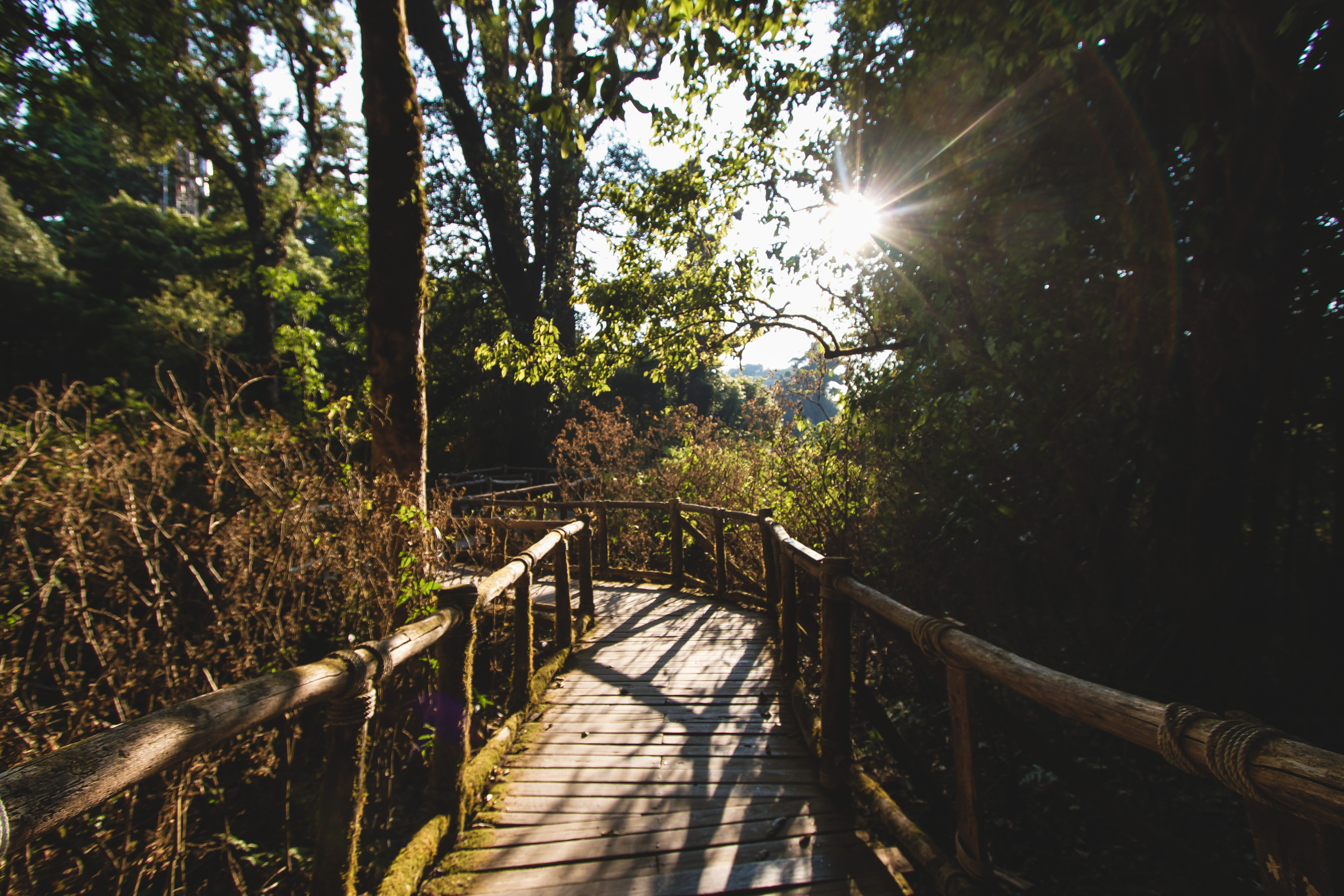
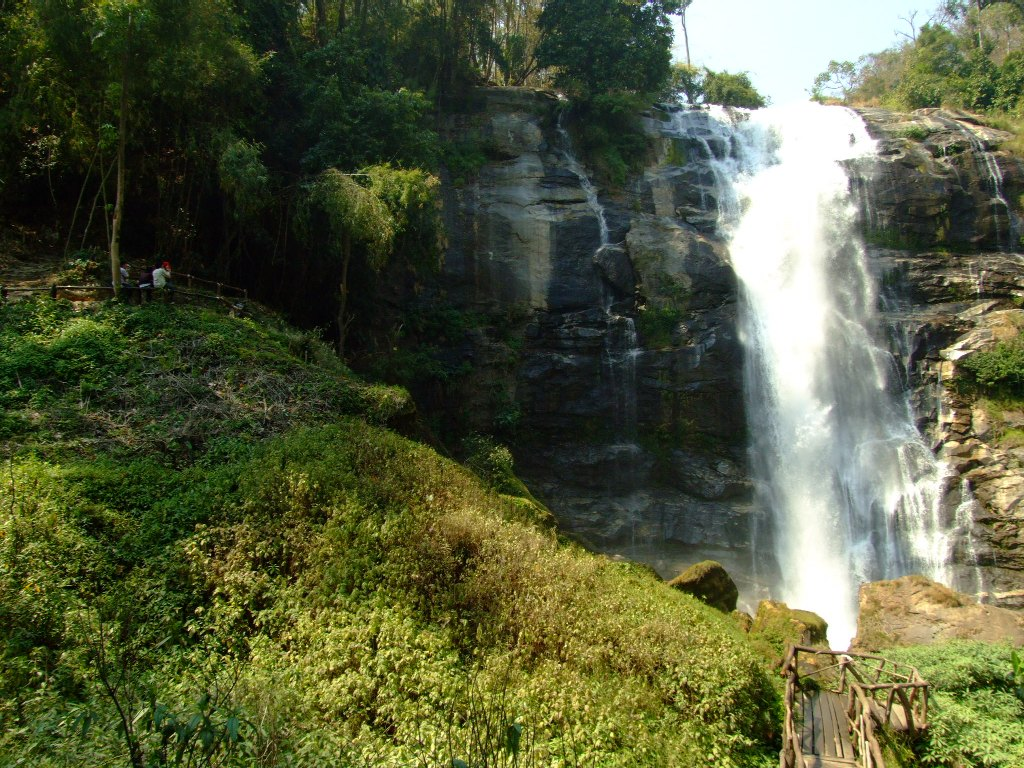
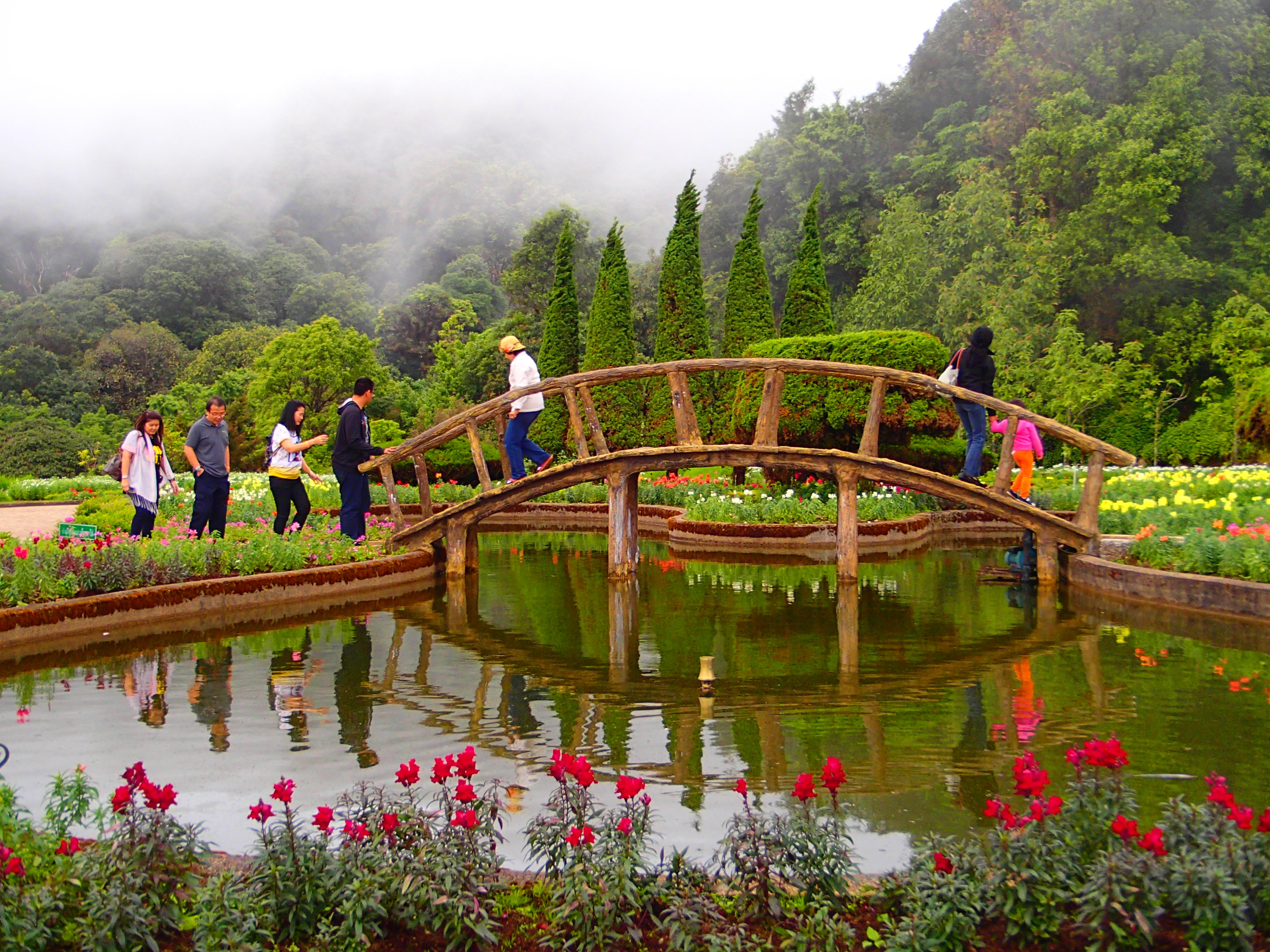
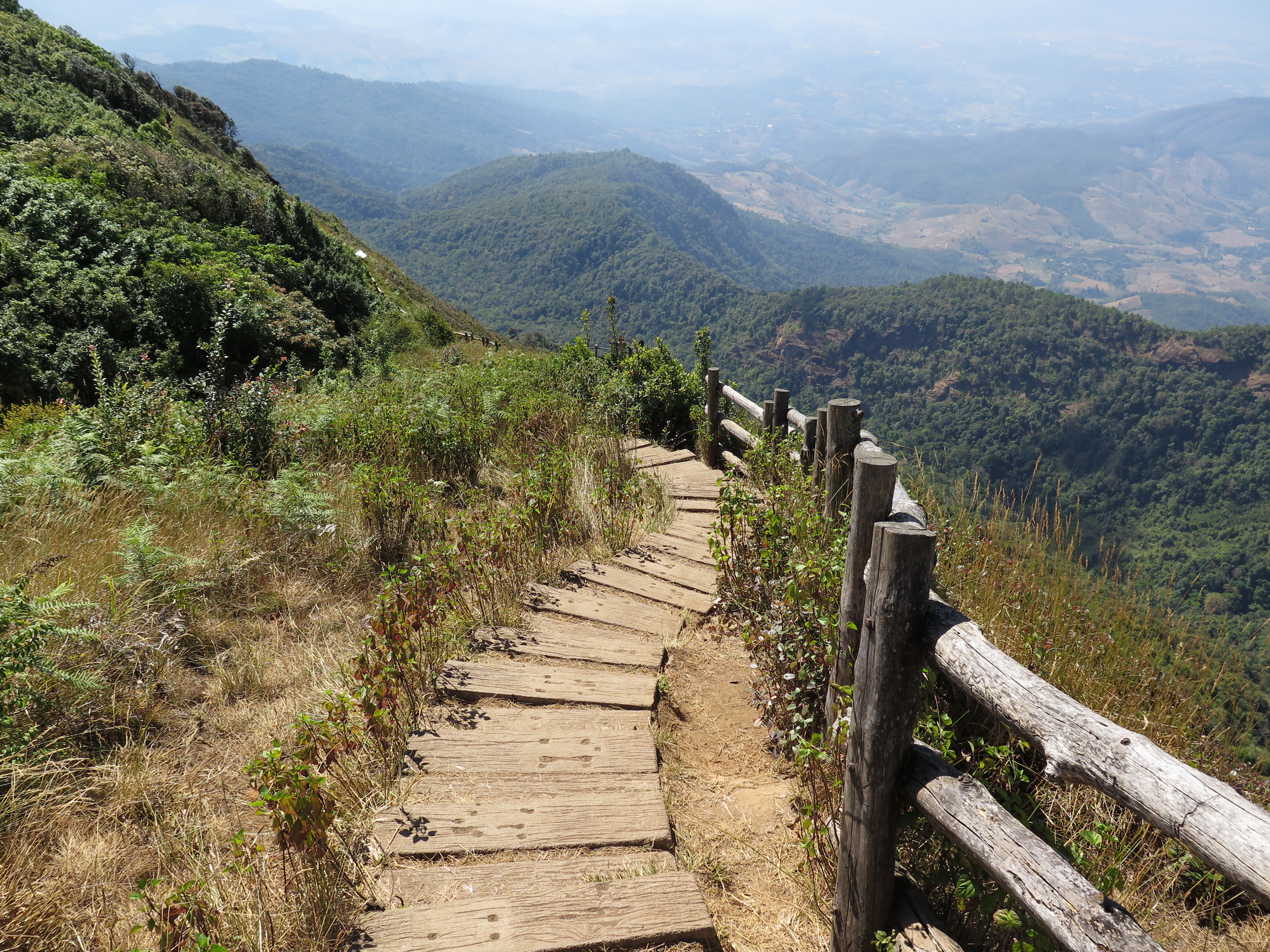

On va aussi voir les magnifiques chedis royaux (Stūpas royaux) et on gravit le "toit de la Thaïlande", le sommet de la montagne Doi Inthanon et ses 2 565 m d'altitude .

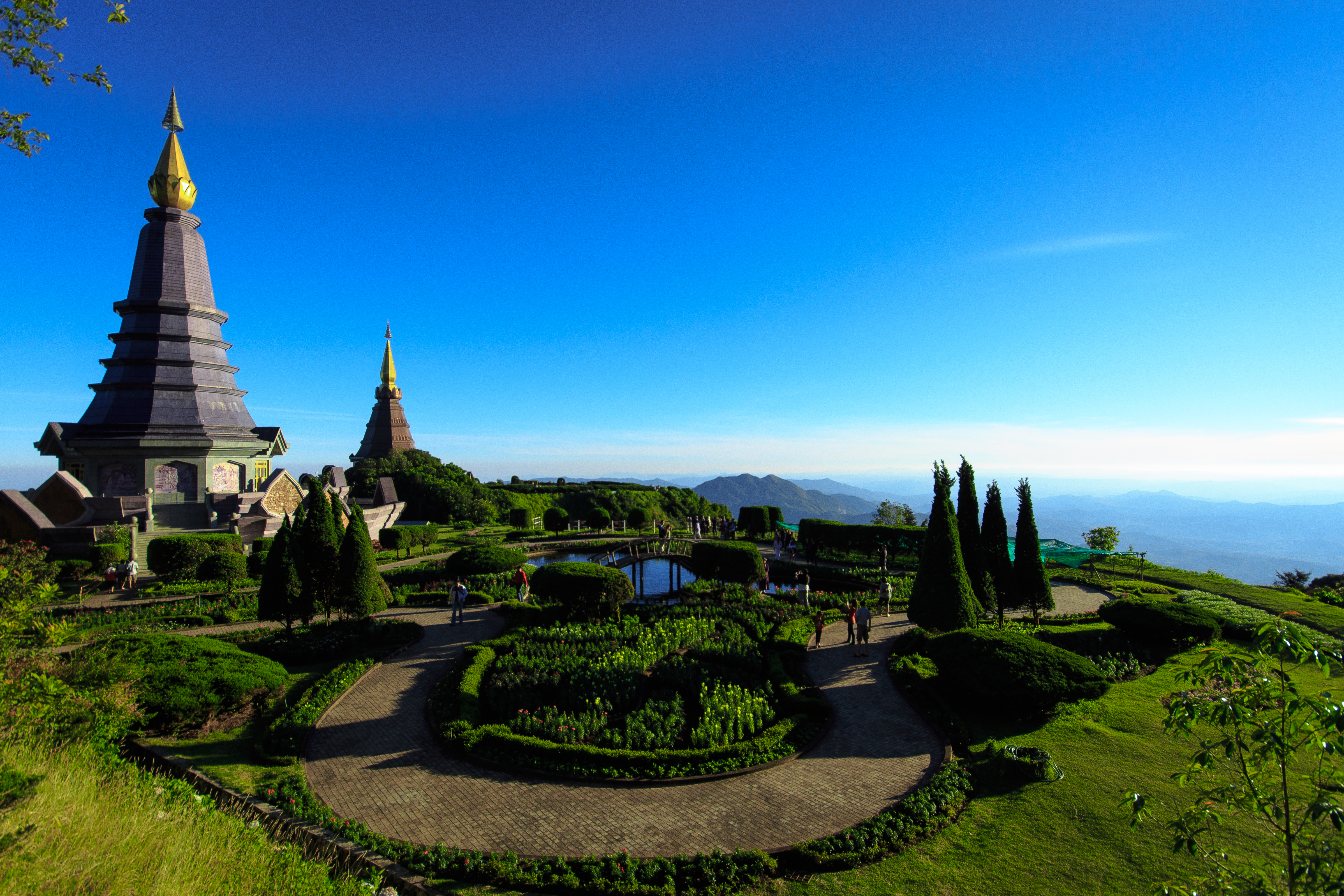
Les deux chedis royaux près du sommet de Doi Inthanon

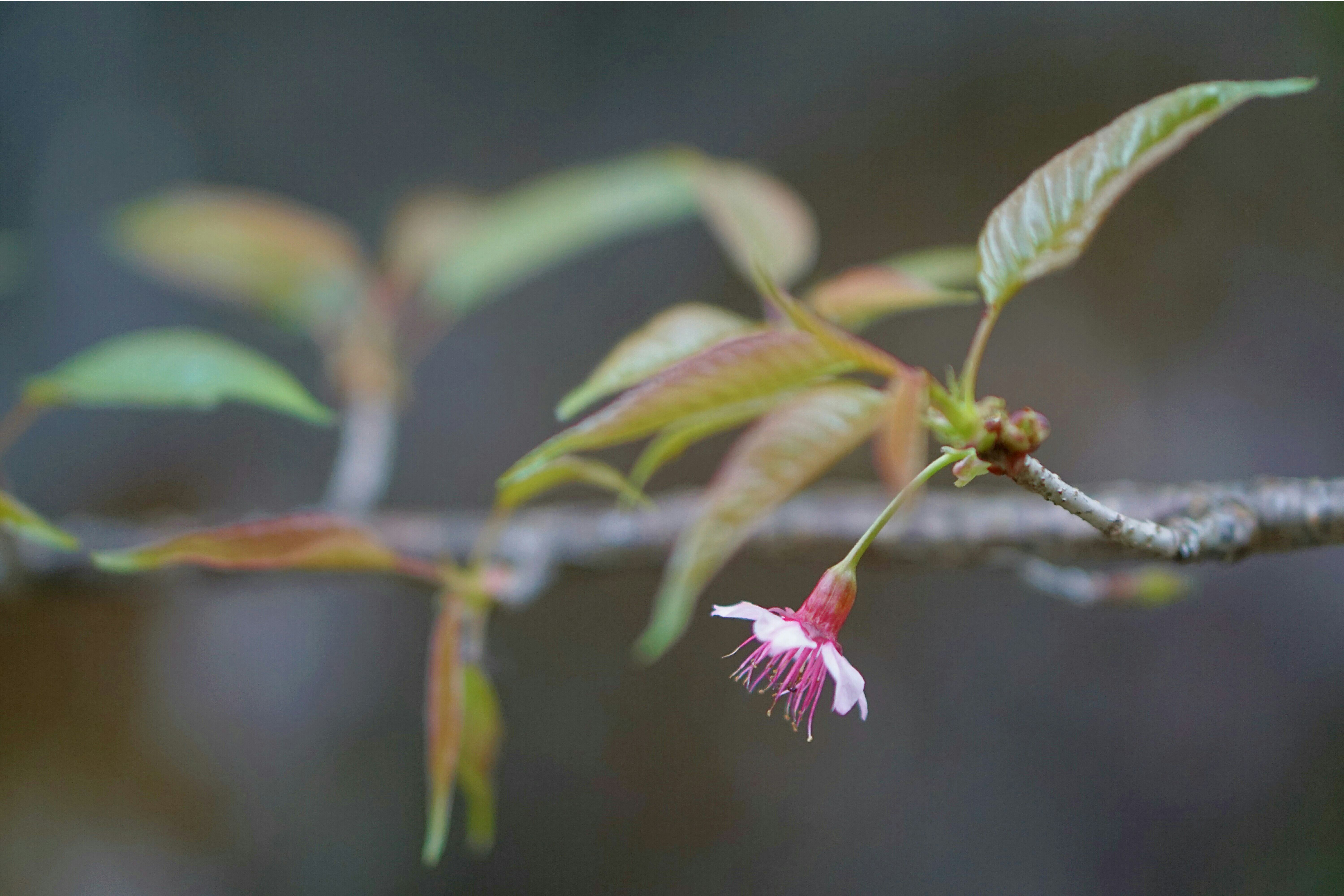
Fleur blanc-rosé de Prunus cerasoides

On y fête le nouvel an et on se balade fin janvier - début février pendant quelques semaines au milieu des prunus cerasoides en fleurs.

Il y a des campings, des bungalows, des restaurants et des cafés...

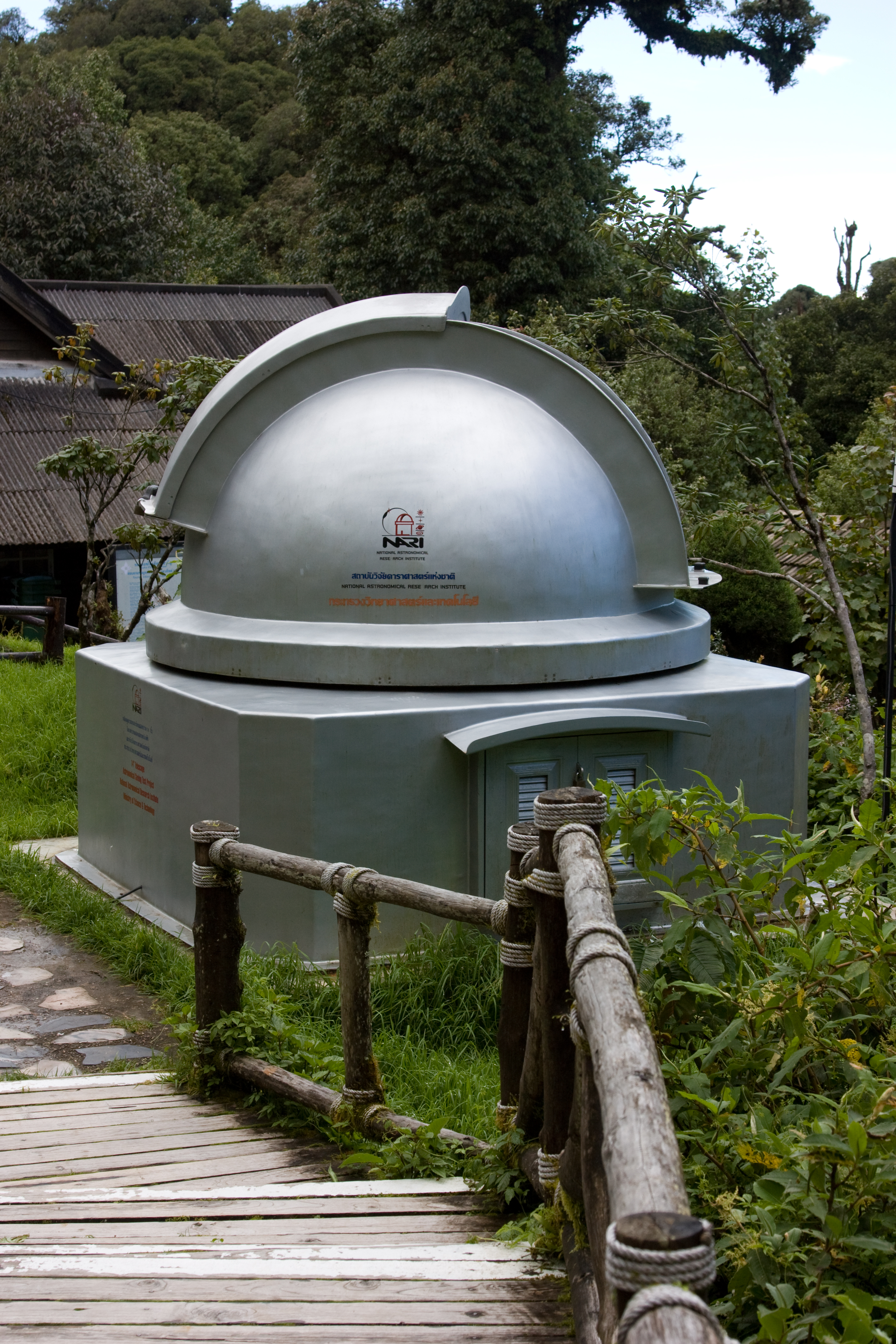
Petit télescope de l'observatoire astronomique

En haut de la montagne Doi Inthanon se trouve l'Observatoire national thaïlandais, la principale installation de l'Institut national de recherche astronomique de Thaïlande. 
Une nouvelle station d'observation astronomique a été construite en 2016.

Grand télescope de l'observatoire astronomique à 2565 m d'altitude au sommet de la montagne Doi Inthanon
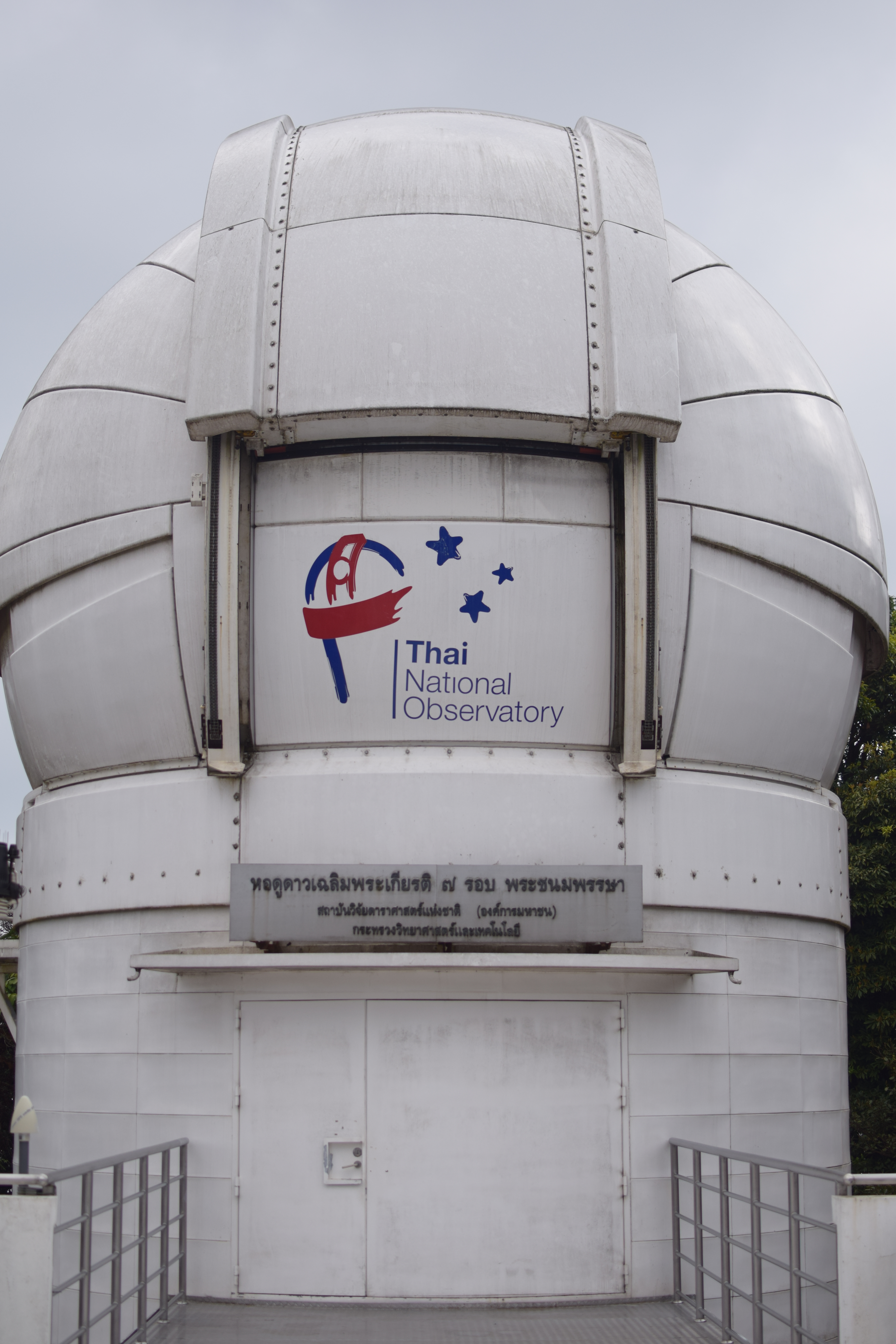
Dôme et entrée du grand télescope optique de 2.4 m de diamètre (TNT)
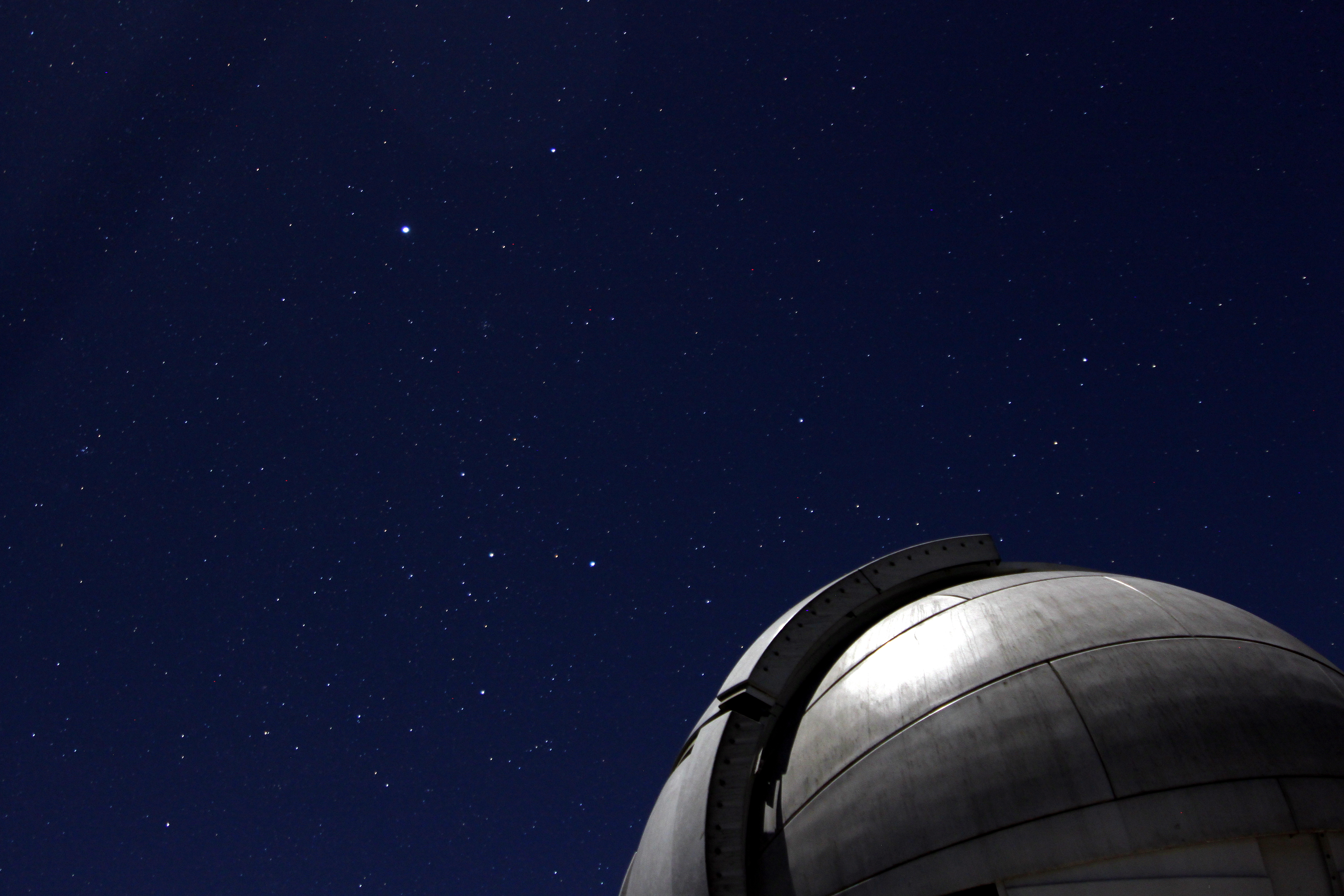
L'étoile Sirius avec vue du dôme  du Télescope national thaïlandais (TNT)